# Stadion Widzewa Łódź
Stadion Miejski Widzewa Łódź – wielofunkcyjny stadion sportowy znajdujący się na Widzewie przy al. marsz. Józefa Piłsudskiego 138 w Łodzi (do 1990 ul. Armii Czerwonej 80), położony pomiędzy ulicami: Tunelową (od zachodu), Piłsudskiego (od południa), Sępią (od wschodu) oraz ul. Włodzimierza Smolarka i torami linii kolejowej nr 458 (od północy).
W pełni zadaszony, wyposażony w sztuczne oświetlenie obiekt, zaprojektowany przez Pracownię Architektoniczną Ferdzynowie z Łodzi, powstał w latach 2015–2017 (przekazany przez wykonawcę miastu 3 lutego 2017). Jednokondygnacyjne trybuny mieszczą 18 018 osób (wszystkie miejsca siedzące). Konstrukcja spełnia wymagania 3. kategorii w klasyfikacji UEFA, z możliwością dostosowania do wyższej.
Stadion jest własnością miasta Łodzi i użytkowany przez drużynę piłkarską Widzewa Łódź (na mocy umowy pomiędzy RTS Widzew a MAKiS z 7 marca 2017) oraz okazjonalnie przez rugbystów. Za zarządzanie obiektem oraz zapewnienie przychodów umożliwiających pokrycie kosztów, odpowiada oficjalny operator stadionu – Miejska Arena Kultury i Sportu (na mocy uchwały Rady Miejskiej z 16 listopada 2016).
Do 2014 w tym samym miejscu funkcjonował stary stadion (wyburzony wiosną 2015, ostatni mecz 22 listopada 2014), wybudowany w latach 30. XX w. i w późniejszym okresie wielokrotnie modernizowany. Po przebudowie w latach 70. XX w. był obiektem typowo piłkarskim z trybunami usytuowanymi dość blisko płyty boiska (wcześniej boisko otaczała bieżnia lekkoatletyczna). Posiadał odkryte trybuny (poza w części zadaszoną trybuną główną) z plastikowymi krzesełkami (do lat 90. XX w. były to drewniane ławki). Trybuny z ławkami mogły pomieścić ok. 20 tys. widzów (po zmianie na krzesełka pojemność spadła do ok. 10 tys.).

## Stary stadion

### Historia

#### Teren przy ul. Rokicińskiej 28B

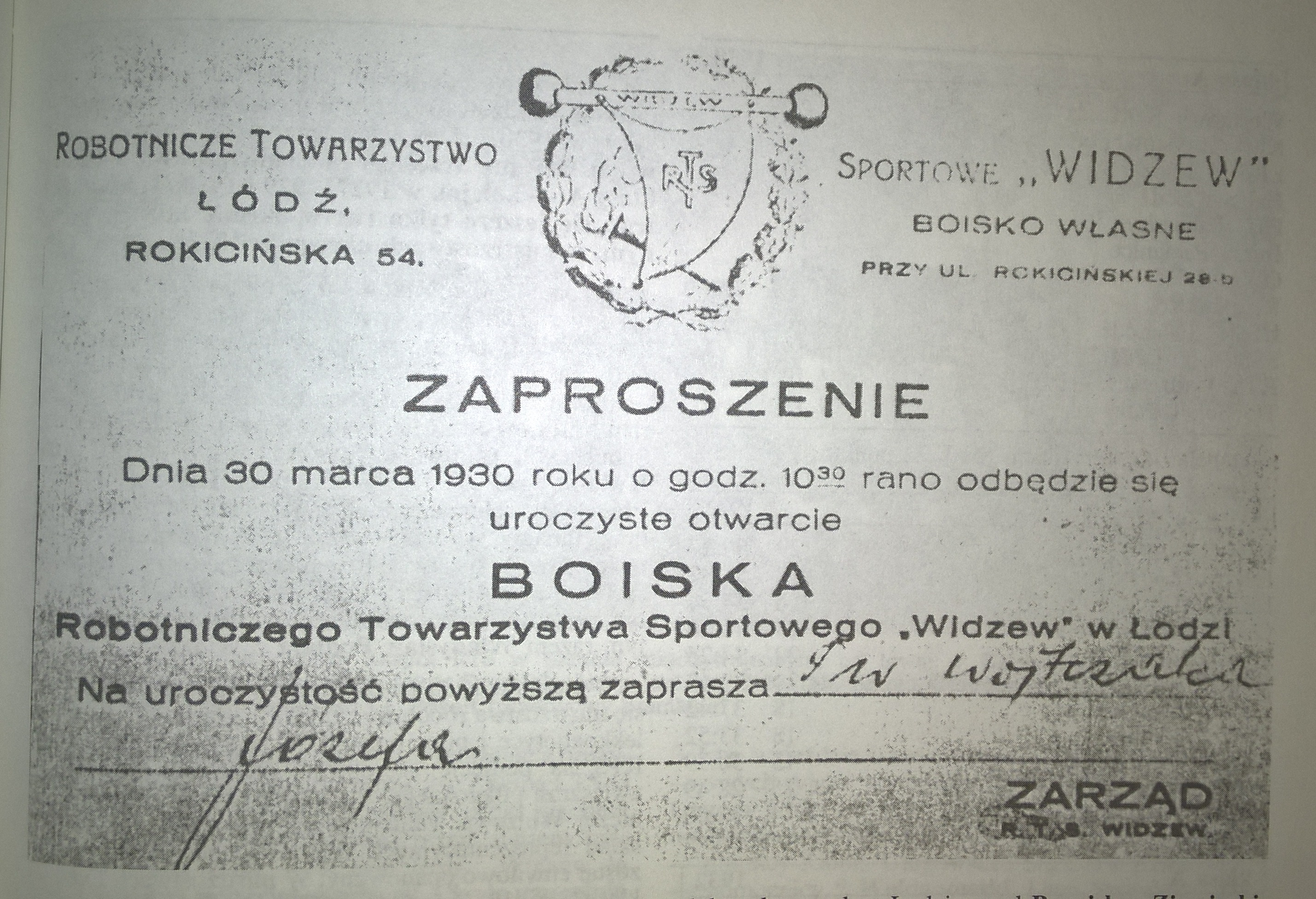
Zaproszenie na uroczyste otwarcie boiska RTS Widzew, 1930 r.

Działacze Widzewa od początku istnienia klubu starali się pozyskać teren pod budowę obiektów sportowych dla swoich zawodników. W 1928 starania te zostały uwieńczone sukcesem i Magistrat miasta Łodzi przyznał plac o wymiarach 100×300m na tzw. Polesiu Widzewskim przy ul. Rokicińskiej 28B (obecnie al. Józefa Piłsudskiego 94). Wcześniej widzewscy piłkarze grali i trenowali na boiskach wynajętych od innych stowarzyszeń sportowych, m.in. na obiekcie Turystów przy ul. Wodnej i ŁTS-G przy ul. Zakątnej oraz na obiekcie miejskim w parku 3-go Maja przy ul. Zagajnikowej (teraz ul. Stefana Kopcińskiego).
Prace niwelacyjne i adaptacyjne terenu pod nadzorem inż. Frontczaka trwały dwa lata. Zgodnie z uchwałą zarządu każdy z członków Towarzystwa został zobowiązany do przepracowania 10 godzin roboczych na budowie lub wpłacenia jednorazowej składki pieniężnej w wysokości 50 zł na fundusz budowy. Uroczystego otwarcia i przecięcia taśmy w dniu 30 marca 1930 dokonał prezydent Łodzi, poseł na Sejm I kadencji – Bronisław Ziemięcki. Inauguracyjny mecz piłkarski rozegrano z Robotniczym Klubem Sportowym Skra Warszawa. Odbyły się również zawody w piłkę koszykową (Widzew-Skra) i siatkową (Widzew-TUR Łódź).
Oprócz głównej areny piłkarskiej powstały tam także mniejsze boiska oraz czterotorowa bieżnia, rzutnie i skocznia lekkoatletyczna. Własne boisko pozwoliło RTS na podjęcie szerokiego szkolenia sportowego, zwłaszcza piłkarskiego dla młodzieży szkolnej i robotniczej Widzewa. Utalentowani zawodnicy uzupełniali skład reprezentacyjnych drużyn klubowych. Dysponując dobrymi warunkami treningowymi, piłkarze RTS Widzew podnosili swoje umiejętności, zajmując czołowe lokaty w rozgrywkach mistrzowskich klasy A ŁOZPN oraz zdobywając tytuł mistrza Polski Klubów Robotniczych w 1932.
Zbudowany społecznym wysiłkiem stadion Widzewa stał się najważniejszą robotniczą areną miasta. Korzystali z niego nie tylko sportowcy stowarzyszenia, ale rozgrywane były na nim także robotnicze mistrzostwa miasta, piłkarskie spotkania robotniczej reprezentacji Łodzi oraz organizowano masowe wiece łódzkich robotników.

#### Teren przy ul. Armii Czerwonej 82
Po zakończeniu II wojny światowej Widzew korzystał z obiektów KP Zjednoczone przy ul. Milionowej oraz KS WiMy przy ul. Armii Czerwonej, które użyczał. Dotychczasowe tereny RTS-u wraz z boiskiem na tak zwanej Górce przy ul. Rokicińskiej 28B zostały przekazane pod miejskie inwestycje i powstała tam chłodnia.
Po fuzji w 1949 z KS WiMa oraz z jeszcze jedną organizacją sportową z widzewskiej dzielnicy – WTS Podgórze, RTS przeniósł się na stałe na obiekty sportowe Widzewskiej Manufaktury przy ul. Armii Czerwonej 82 (do 1939 ul. Rokicińska 82, później ul. Armii Czerwonej 80, od 1990 al. Józefa Piłsudskiego 138), przejmując stadion i halę sportową (notabene protoplasta RTS Widzew, czyli TMRF Widzew, został założony w 1910 roku właśnie przez pracowników Widzewskiej Manufaktury).
Jeszcze przed wojną, gdy tym terenem zarządzał założony w 1928 Klub Sportowy Widzewska Manufaktura, urządzono tutaj boisko piłkarskie, bieżnię, skocznię i rzutnię lekkoatletyczną, korty tenisowe, strzelnicę oraz boiska do piłki siatkowej i koszykowej. W 1937 zarząd WiMy zakupił drewniany pawilon z zakończonej w Łodzi Wystawy Rzemieślniczej i zaadaptował go na halę sportową o wymiarach 40×22m. Przez wiele lat służyła ona przedstawicielom łódzkich klubów w grach zespołowych (oprócz sportowców WiMy i Widzewa korzystały z niej m.in. sekcje koszykówki ŁKS-u). Dzięki ciągłej rozbudowie obiekty Widzewskiej Manufaktury należały od końca lat 30. XX w. do największych kompleksów sportowych Łodzi.
Chociaż infrastruktura sportowa pozwalała na organizację imprez sportowych rangi krajowej (mistrzostwa Polski seniorów w lekkoatletyce w 1936, mistrzostwa Polski w boksie w 1946), a nawet międzynarodowej (mecz bokserski CWKS Warszawa – Partizan Belgrad w 1956), to niektóre obiekty pozostawiały wiele do życzenia, o czym pisał m.in. pod koniec lat 40. Dziennik Łódzki:

Hala WiMy urąga wszelkim wymogom stawianym przy organizowaniu międzynarodowych zawodów bokserskich. Ani szatni, ani bufetu, czy chociażby ubikacji. Hala jest daleko położona i tylko nolens volens organizowane są w niej mecze bokserskie.

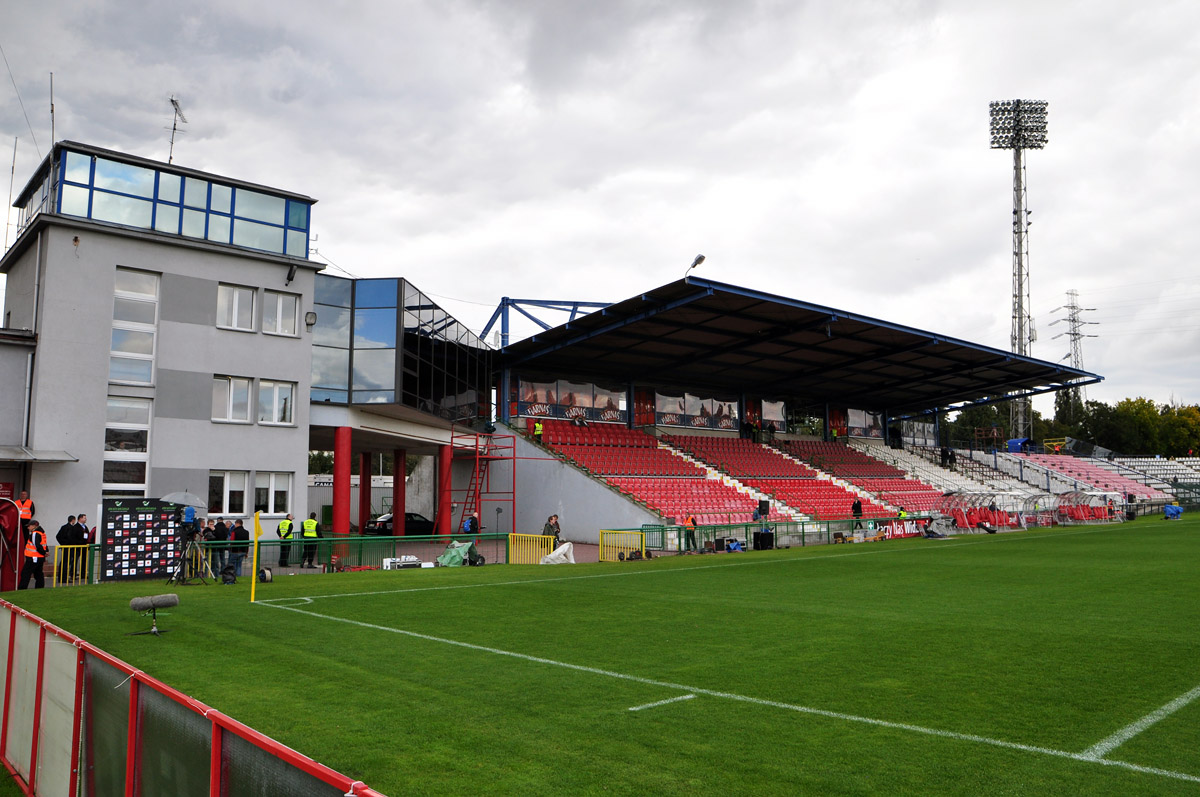
Trybuna A oraz budynek klubowy, 2010 r.

Pierwszą dużą inwestycją po II wojnie światowej na terenie dawnego kompleksu WiMy było wybudowanie na przełomie lat 50. i 60. budynku klubowego oraz sali gimnastycznej. Akt erekcyjny wmurowano 26 września 1958, a w uroczystościach wzięli udział minister finansów – Tadeusz Dietrich oraz I sekretarz Komitetu Wojewódzkiego PZPR dla miasta Łodzi – Michalina Tatarkówna-Majkowska.
Od końca lat 50. na terenie pomiędzy torami kolejowymi a ul. Armii Czerwonej prowadzone były prace przy rozbudowie stadionu piłkarskiego. Intensyfikacja działań nastąpiła w drugiej połowie lat 70., po awansie piłkarzy do ekstraklasy. Wyburzono starą drewnianą trybunę od strony ulicy Tunelowej, zlikwidowano bieżnię i postawiono nowe trybuny, wybudowane na podstawie usypanych wałów ziemnych (na których później ukształtowano betonowe miejsca na ławki i koronę stadionu). Trybuny usytuowano dość blisko płyty boiska, tworząc obiekt typowo piłkarski. Spory udział przy budowie miał czyn społeczny. Brał w nim udział nawet ówczesny wiceprezes Widzewa ds. inwestycji – Konrad Kociński.

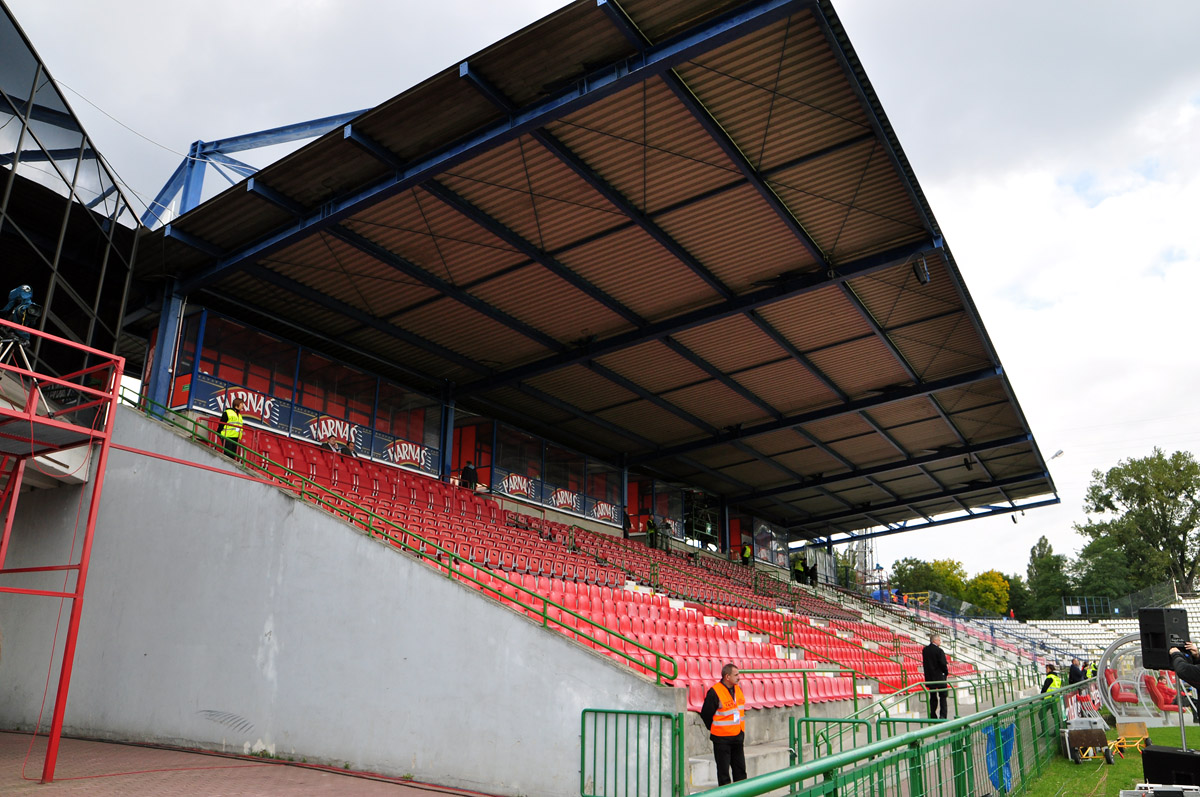
Zadaszenie na trybunie A, 2010 r.

W pierwszej połowie lat 80. rozebrano drewnianą halę sportową (z powodu rozbudowy ul. Armii Czerwonej) oraz przeprowadzono modernizację stadionu – podniesiono trybuny, zwiększając ich pojemność do ok. 20 tys. osób, oraz zainstalowano cztery ponad 70-metrowe stalowe, kratownicowe maszty, z zamontowanymi jupiterami o łącznej mocy oświetleniowej 1500 luksów (zwiększonej w latach późniejszych do 2000 luksów). Premierową grą na klubowej arenie przy sztucznym oświetleniu był wygrany 3:1 z Lechem Poznań ćwierćfinałowy mecz Pucharu Polski w dniu 13 marca 1985 roku.
Kolejna większa modernizacja miała miejsce w drugiej połowie lat 90. Pojawiły się wówczas plastikowe foteliki w miejsce drewnianych ławek, zbudowano przeszkloną kawiarnię, łącznik między trybuną a budynkiem klubowym oraz wspornikowe zadaszenie części trybuny głównej. Przygotowano również podejście dla wózków inwalidzkich oraz zamontowano sześć specjalnych kabin dla dziennikarzy radiowych i telewizyjnych. Po modernizacji pojemność stadionu spadła do ok. 10 tys. miejsc siedzących.

### Konstrukcja i wyposażenie

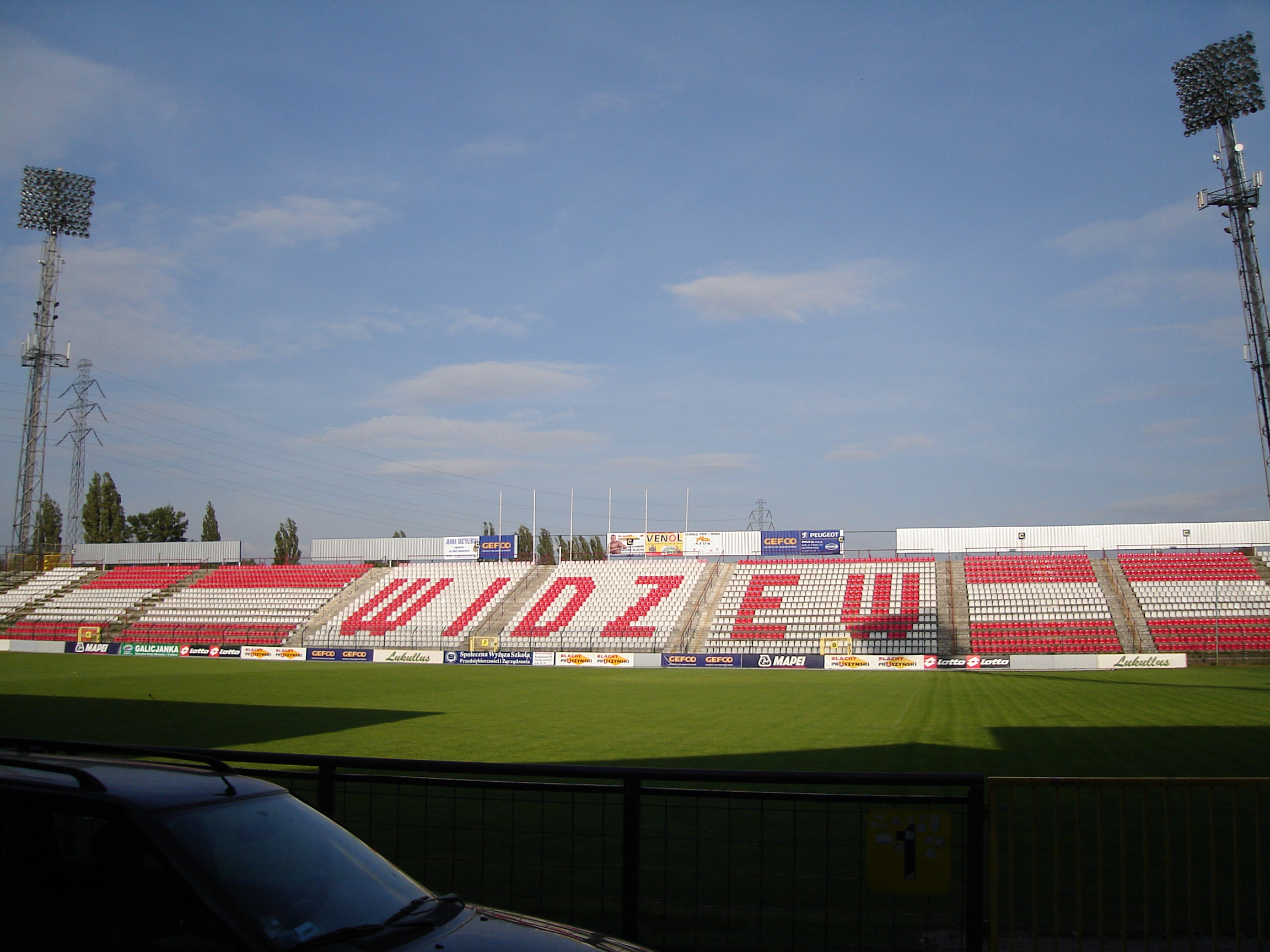
Stadion Widzewa w roku 2005
(trybuna C, tzw. Prosta)

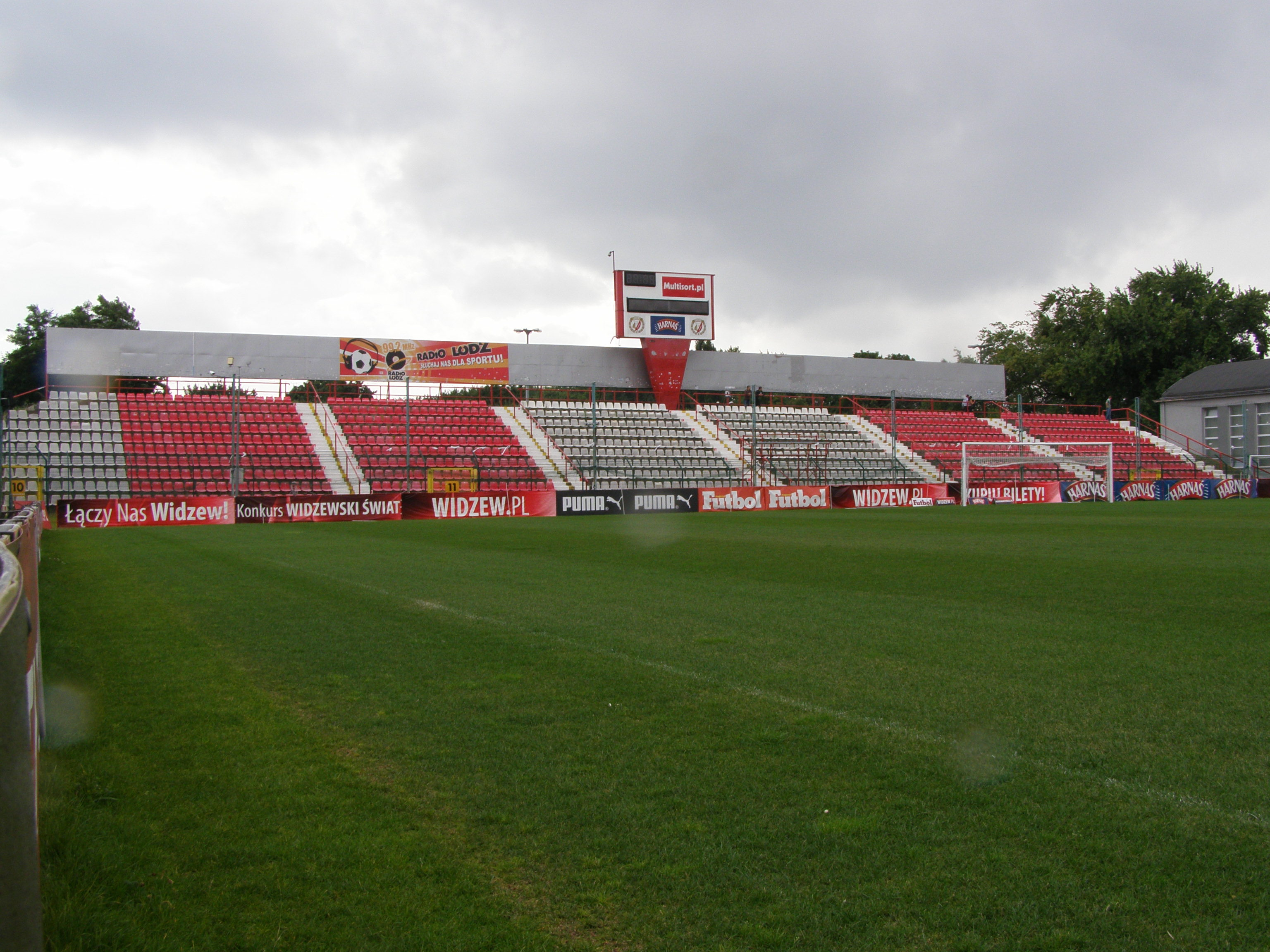
Stadion Widzewa w roku 2009
(trybuna D, tzw. Zegar)

Konstrukcja stadionu odpowiadała standardom z czasów jego budowy. Trybuny znajdowały się na usypanych wałach ziemno-betonowych. Na stopnicach zainstalowano drewniane ławki. Z czasem zostały one zastąpione przez plastikowe krzesełka (składane na trybunie A) w kolorystyce barw klubowych, tj. czerwonym i białym. Pierwsze krzesełka – na sześciu sektorach trybuny głównej – pojawiły się w fazie grupowej Ligi Mistrzów, podczas meczu z Atlético Madryt we wrześniu 1996 roku. W kolejnych latach krzesełek przybywało, a na trybunie C (wschodniej, tzw. Prostej) ułożono z nich czerwony napis „Widzew”.
Trybuna północna (B, tzw. Niciarka) i południowa (D, popularny Zegar lub Młyn) powstały w latach 70. XX wieku. Trybunę wschodnią (C) zbudowano w latach 60., a powiększono w latach 70. i 80. ubiegłego stulecia. W latach 90. zrealizowano na niej żelbetowe schody wejściowe na koronę trybuny. Najbardziej zmodernizowana była trybuna zachodnia (A, tzw. Główna). W latach 1996–2000 przedłużono ją w kierunku południowym, całkowicie zmieniono geometrię przekroju i wykonano żelbetowe stopnie o wysokości 40 cm i głębokości 90 cm. Równolegle wykonano łącznik między trybuną a budynkiem klubowym i wspornikowe zadaszenie części trybuny o wysięgu 15,5 m. Zadaszenie oparte było na fundamentach studniowych o głębokości ok. 6 m. Pod łącznikiem został wykonany wjazd na płytę boiska, przeznaczony dla pojazdów specjalnych.
Szatnie zawodników i sędziów, pomieszczenia dla trenerów, gabinety odnowy biologicznej i pomieszczenia biurowe użytkowane przez klub, znajdowały się w czterokondygnacyjnym (w części dwukondygnacyjnym) budynku klubowym. Budynek połączony był z salą sportowo-konferencyjną (od strony południowej) oraz za pośrednictwem łącznika z trybuną główną stadionu (od strony północnej).
Obok stadionu znajdowało się boczne boisko treningowe (w czasie remontu w 2007 roku położono na nim nową murawę oraz zainstalowano system nawadniający).

#### Pojemność
Po modernizacji w latach 80. pojemność stadionu wynosiła ok. 20 tys. osób. W późniejszym okresie drewniane ławki zastąpiono plastikowymi fotelikami i pojemność zmalała do ok. 10 tys. miejsc siedzących. Największa trybuna odkryta – C – mogła pomieścić 3719 osób. Przeciwległa trybuna, tzw. Główna – 2079 osób. Pojemność trybun za bramkami to odpowiednio 2983 (trybuna B) i 1719 (trybuna D). Część trybuny B (sektor B10, liczba miejsc: 800) została wydzielona dla kibiców drużyny przyjezdnej.

#### Trybuna pod zegarem

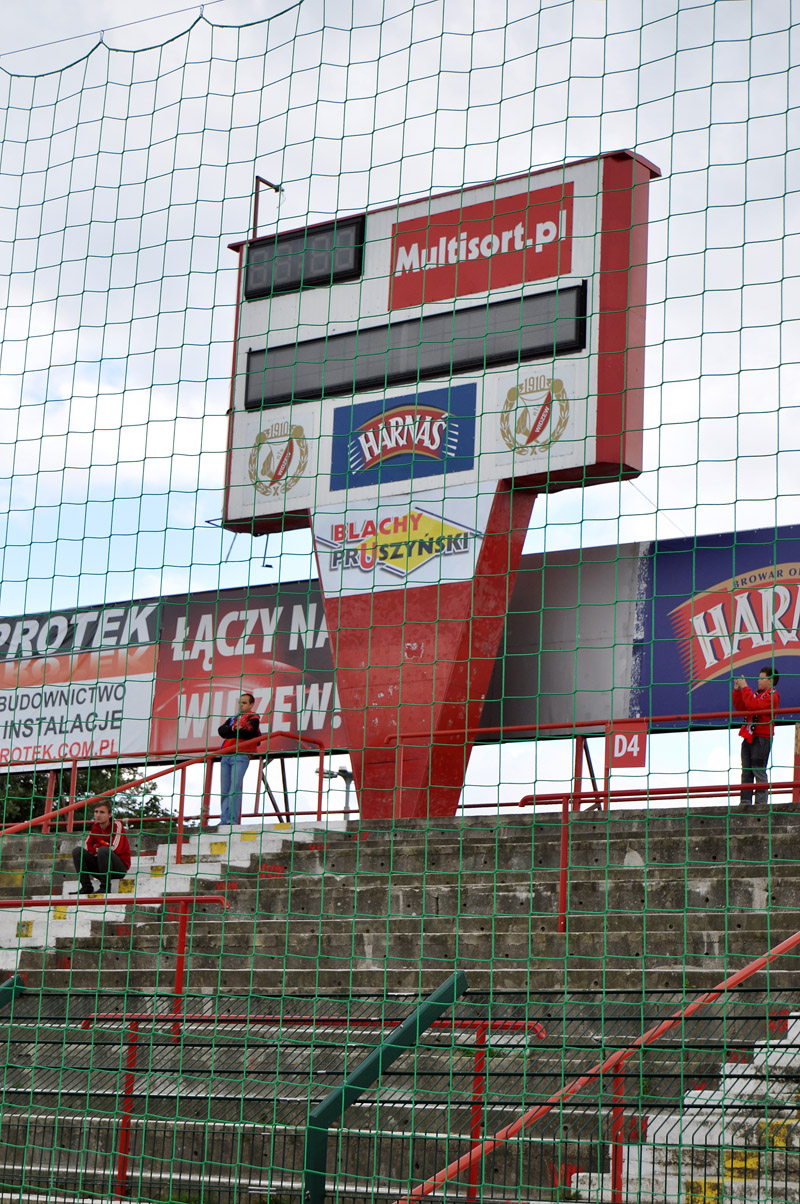
Zegar w 2010 r.

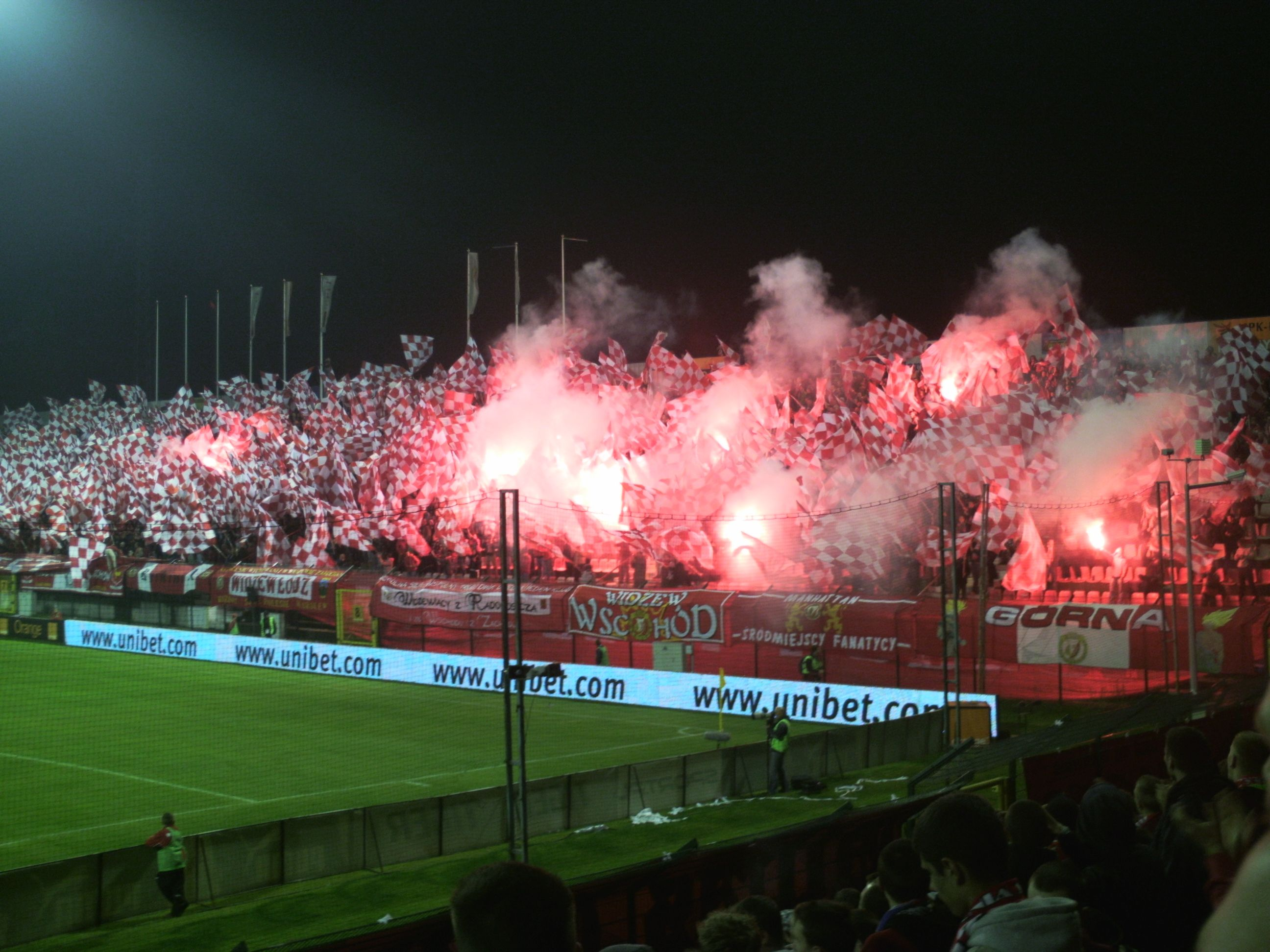
Kibice Widzewa podczas 57. derbów Łodzi w 2007, widok na trybunę C

Trybuna południowa (D), potocznie zwana Zegar (nazwa od usytuowanej na koronie trybuny tablicy wyświetlającej czas oraz aktualny wynik meczu), była miejscem gdzie zasiadali najzagorzalsi kibice drużyny. Wygląd tablicy odmierzającej czas zmieniał się kilkakrotnie. Najdłużej stał zegar z żyletką, reklamujący Łódzkie Zakłady Wyrobów Metalowych „Wizamet”. Pośrodku trybuny znajdowała się metalowa platforma dla osób prowadzących doping (tzw. gniazdo).
Pierwszy zorganizowany klub kibica Widzewa powstał na początku lat 70., jako reakcja na coraz lepszą grę zespołu piłkarskiego. Fani oprócz głośnego dopingu prezentowali również ciekawe oprawy meczu, jak i wiele efektownych scen stylu kibicowskiego, m.in. pokaz dużych flag sektorowych, dużą ilość flag na kijach czy rzucanie dużej ilości konfetti. Postawa najwierniejszych kibiców została doceniona przez włodarzy klubu, którzy zastrzegli dla nich koszulkę drużyny z numerem „12”, aby w ten sposób ich uhonorować. Ma to wymiar symboliczny, określający kibiców mianem dwunastego zawodnika.

#### Płyta boiska i oświetlenie

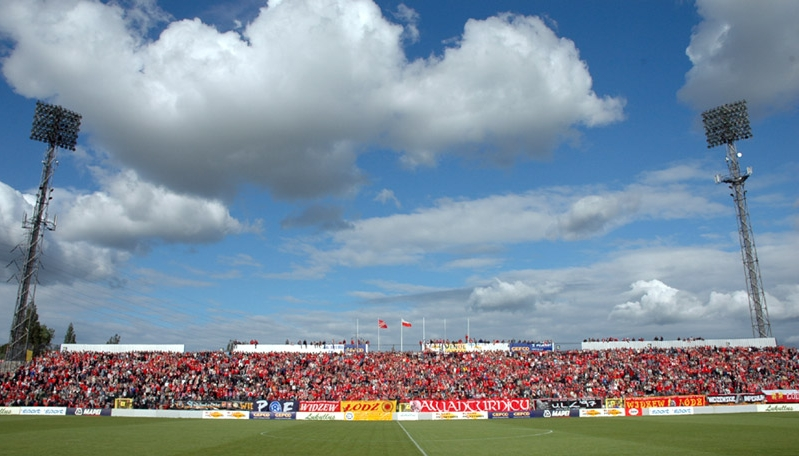
Trybuna C z ponad 70-metrowymi masztami oświetleniowymi

Płyta boiska głównego – o wymiarach 106 m długości i 70 m szerokości – zorientowana była osiowo w kierunku północ–południe. Naturalna trawiasta nawierzchnia wyposażona była w system nawadniający i podgrzewający metodą elektryczną (system kabli miedzianych). Instalację w 2007 roku wykonała firma Zielona Architektura, a trawa zwinięta w bele przyjechała do Łodzi z Holandii i Niemiec, gdzie została wyhodowana.
Oświetlenie boiska, zainstalowane na czterech ponad 70-metrowych stalowych, kratownicowych masztach, po remoncie w 2007 roku miało natężenie 2000 luksów. Maszty oświetleniowe sprowadzono w 1985 roku ze stadionu w Pile. Początkowo ich moc oświetleniowa wynosiła 1500 luksów.

#### Informacje techniczne
| pojemność – 10500 (wszystkie siedzące) |
| zadaszenie – 1192 miejsc (w tym 266 miejsc jako trybuna prasowa) |
| wymiary boiska – 106×70 m |
| oświetlenie – 2000 luksów (od meczu z GKS Bełchatów w sezonie 2007/2008) |

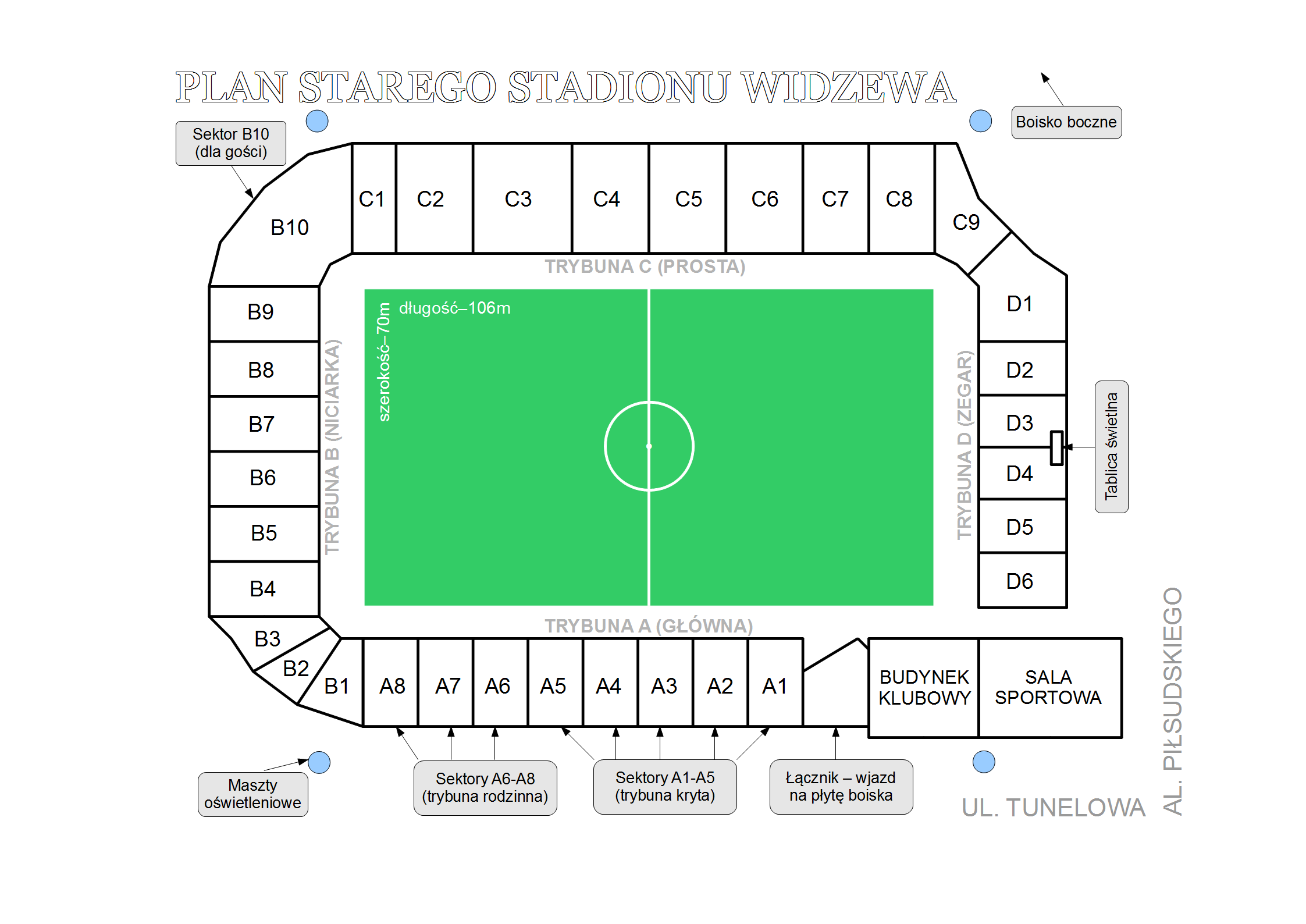
Plan starego stadionu Widzewa

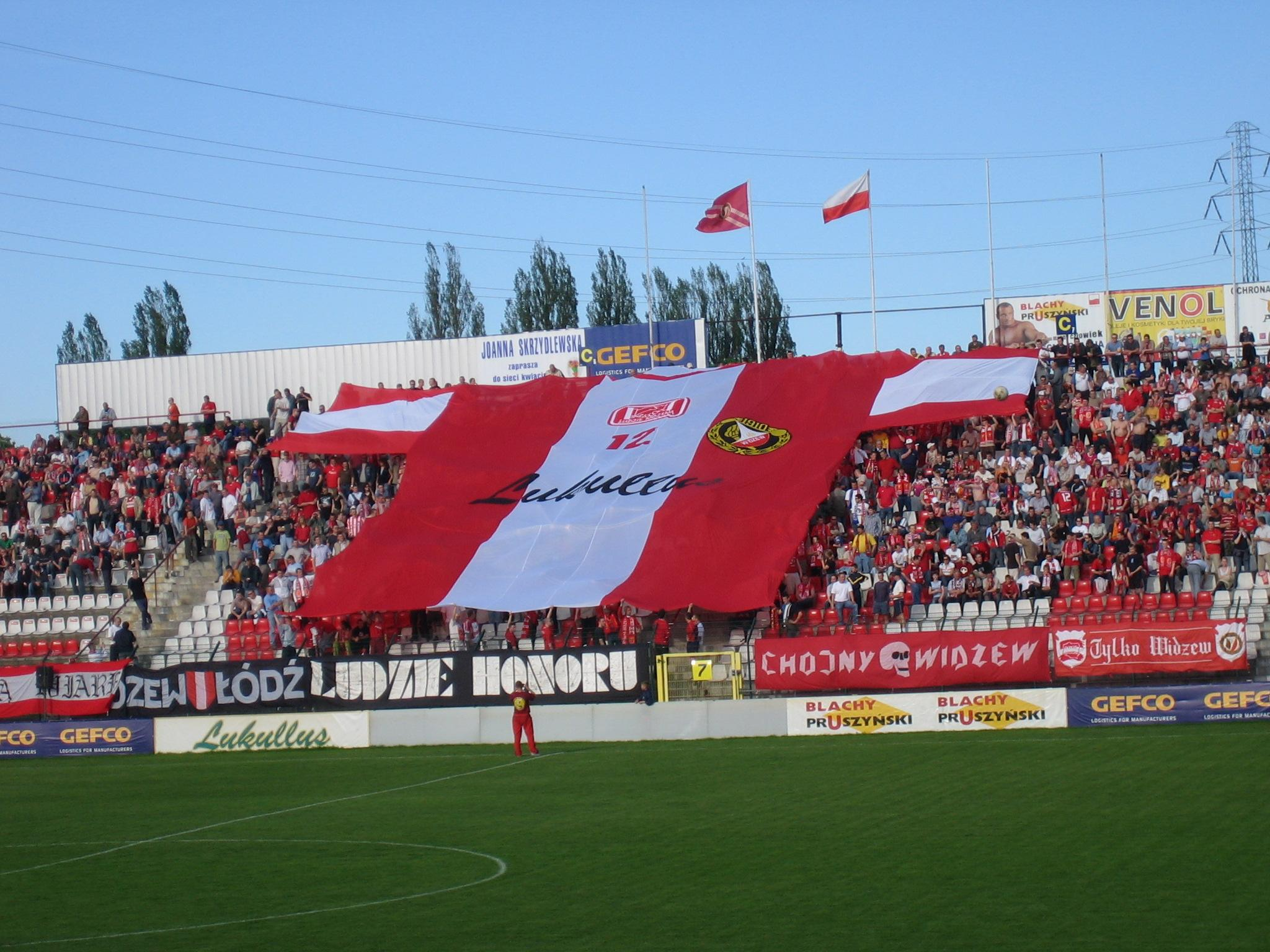
Fani Widzewa podczas meczu w Łodzi, widok na trybunę C

| trybuny: - trybuna A (tzw. Główna): sektory A1–A5 (trybuna zadaszona, tzw. Kryta), liczba miejsc – 1192 sektory A6–A8 (sektor rodzinny), liczba miejsc – 887 - trybuna B (trybuna za bramką od strony północnej, tzw. Niciarka): sektory B1–B9: liczba miejsc – 2183 sektor B10 (dla kibiców drużyny przyjezdnej): liczba miejsc – 800 - trybuna C (tzw. Prosta lub Pod Masztami): sektory C1–C9: liczba miejsc – 3719 - trybuna D (trybuna za bramką od strony południowej, popularny Zegar lub Młyn): sektory D1–D6: liczba miejsc – 1719 |
| inne – podgrzewana murawa (od 2007) |

### Zamknięcie i wyburzenie stadionu
22 listopada 2014 roku Widzew Łódź remisując 1:1 (1:1) z GKS Katowice rozegrał ostatnie spotkanie na stadionie – mecz ten zakończył historię starego obiektu przy al. Piłsudskiego. Bramki strzelili Damian Warchoł z Widzewa oraz Sławomir Duda z GKS. W dniu meczu klub we współpracy ze Stowarzyszeniem Byłych Piłkarzy Widzewa im. Ludwika Sobolewskiego zorganizował również 2. Zlot Widzewiaków, który odbył się pod hasłem: „Stadion Widzewa przechodzi do historii”. Zasłużeni piłkarze odbyli rundę honorową wokół boiska, podczas której dziękowano im owacją na stojąco.
Prace rozbiórkowe stadionu trwały od stycznia do maja 2015 roku. Jeszcze w grudniu 2014, przed rozpoczęciem prac zasadniczych, zdemontowano tzw. zegar (nazwa od usytuowanej na koronie trybuny południowej „D” tablicy, wyświetlającej czas oraz aktualny wynik meczu). 26 stycznia 2015 na stadionie pojawił się ciężki sprzęt i rozpoczęto wyburzanie trybun. Pierwsza została zrównana z ziemią trybuna południowa, zwana „pod zegarem”. Najdłużej rozbierać trzeba było trybuny zachodnią i wschodnią, które były wykonane z trudniejszego do usunięcia żelbetu (ostatni fragment wału ziemi – z trybuny wschodniej – usunięto 29 maja 2015). 19 marca 2015 rozebrano dawny budynek klubowy wraz z przyległą do niej halą sportową, które przez lata służyły Widzewowi. Demontaż masztów oświetleniowych trwał od 26 marca do 9 kwietnia. Jako pierwszy został rozebrany ten znajdujący się najbliżej budynku klubowego. Następnym był drugi maszt od strony południowej. Ostatnie zostały rozebrane słupy północne. Po zdjęciu maszty zostały pocięte i wywiezione na złom. Usuwanie starej infrastruktury zakończyło wywiezienie 56 tys. m³ ziemi z wałów, które stanowiły podstawę trybun. Za prace rozbiórkowe odpowiedzialna była firma Mosty-Łódź S.A.
Siedziska, które znajdowały się na rozebranym stadionie Widzewa zostały przekazane jako darowizna m.in. dla: Budowlanych Łódź (2 tys. sztuk), Metalowca Łódź (1 tys.), MKS Granat w Skarżysku-Kamiennej (1 tys.) oraz Stowarzyszenia Fanatycy Widzewa (300 szt.).

#### Piłkarze Widzewa na stadionie zastępczym

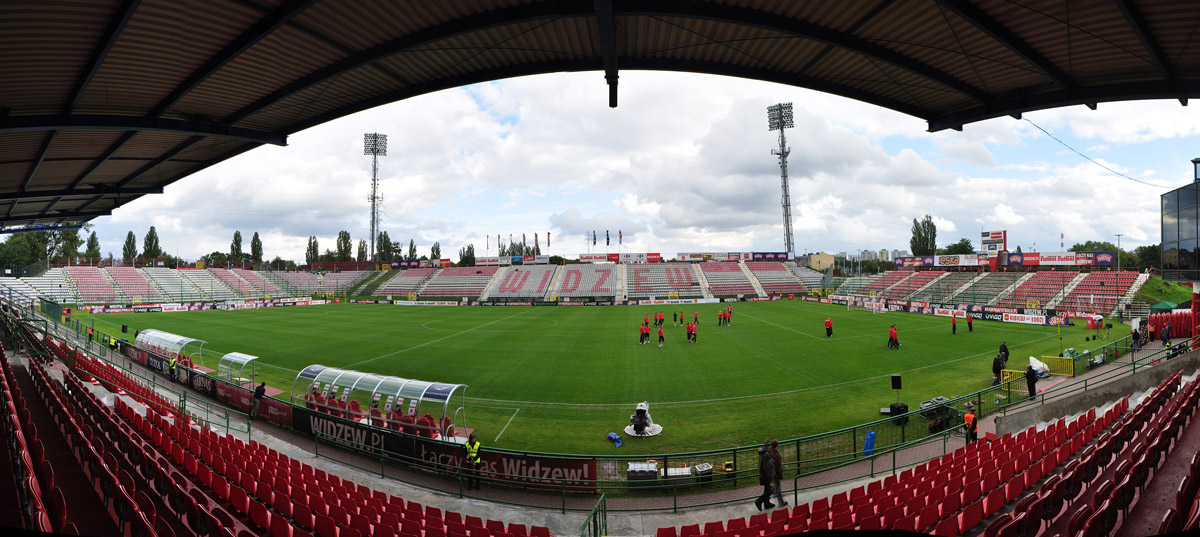
Stary stadion Widzewa Łódź – ujęcie z trybuny A, 2010 r.

Na czas rozbiórki starego stadionu, a następnie realizacji projektu dotyczącego zaprojektowania i wybudowania nowego obiektu przy al. Piłsudskiego 138, drużyna Widzewa zmuszona była przez prawie dwa i pół roku (do marca 2017) trenować i rozgrywać mecze domowe na stadionie zastępczym (głównie na obiekcie UKS SMS Łódź przy ul. Milionowej 12). Zamawiający wykonanie inwestycji – miasto Łódź – przekazał bowiem teren inwestycji w całości jako plac budowy i nie wymagał od wykonawcy zorganizowania miejsca do rozgrywek piłkarskich oraz do treningów dla sportowców na czas prowadzenia robót.

## Nowy stadion

### Plany budowy
Pierwsze plany budowy nowego stadionu dla piłkarzy Widzewa pojawiły się już w drugiej połowie lat 40. XX wieku, gdy zawodnicy pierwszego zespołu awansowali do najwyższej klasy rozgrywkowej. Na początku 1948 roku, przed rozegraniem pierwszego meczu ligowego, redaktorzy gazety Dziennik Łódzki zamieścili stosowną informację na ten temat:

Piłkarze Widzewa znajdują się w bardzo trudnych warunkach. Nie posiadają przede wszystkim boiska. Na ten temat pisało się już wiele, ale niestety sprawa ta dotychczas znajdowała się na martwym punkcie. Kierownictwo Widzewa powzięło śmiały projekt wybudowania własnego stadionu i to stadionu obliczonego przynajmniej na 50 tys. widzów. Stadion ma powstać na terenie Widzewa. Zapewne w realizowaniu planu sportowego Widzewa przyjdą z pomocą przede wszystkim nasze władze administracyjno-samorządowe.

Reprezentacyjny obiekt miał powstać na uzyskanym przez RTS 7-hektarowym terenie przy stawach scheiblerowskich, na osi ulicy Emilii (obecnie Wincentego Tymienieckiego) i Fabrycznej. Realizacja planu miała być wspólnym wysiłkiem Widzewa i Związków Zawodowych Pracowników Włókienniczych.
Obok Związków Zawodowych swoją pomoc w budowie obiektu zaoferowały także władze Łodzi. Obietnica miała przekonać działaczy Widzewa do fuzji z dwoma innymi klubami z widzewskiej dzielnicy – KS Podgórze i KS WiMa. Działacze Widzewa byli sceptyczni. Zgodzili się, ale warunek był jeden – klub miał mieć nowy stadion na Widzewie. Tylko pod takim warunkiem na Nadzwyczajnym Walnym Zgromadzeniu Członków Widzewa podjęto uchwałę o fuzji. Tymczasowo nowy klub miał prowadzić działalność sportową na obiektach WiMy (dotychczasowe tereny RTS-u wraz z boiskiem zostały przekazane pod miejskie inwestycje i powstała tam chłodnia). Życie okazało się przewrotne, obiecany stadion nie powstał, a Widzew na terenie pomiędzy torami kolejowymi a ul. Armii Czerwonej pozostał do dziś.

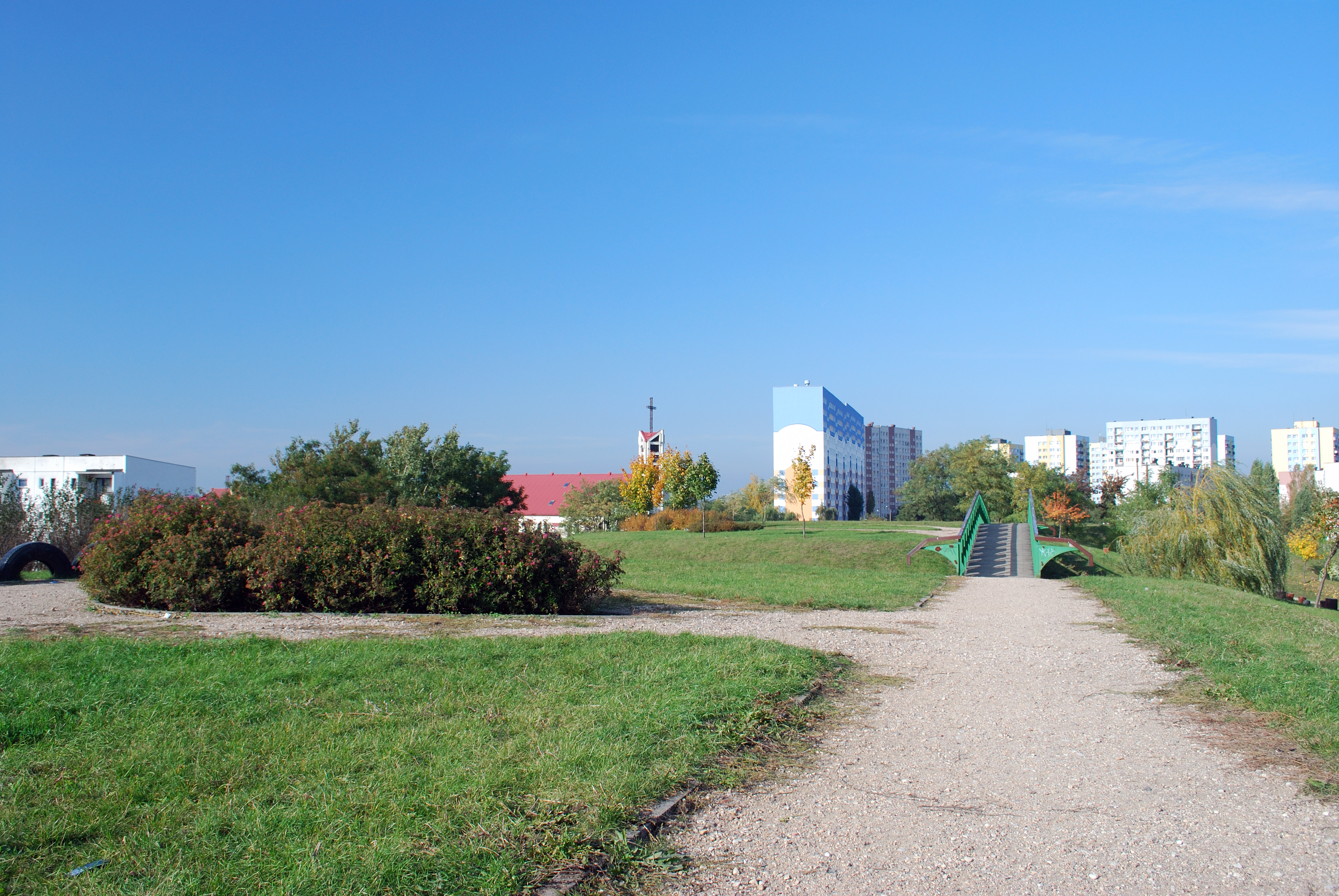
Park Górka Widzewska, tutaj w latach 70. planowano budowę stadionu

Pomysł budowy nowego stadionu powrócił w 1974 roku, gdy prezesem klubu był Edward Zientarski. Opracowano wtedy wstępny projekt budowy wielofunkcyjnego obiektu sportowego na nowo powstającym osiedlu mieszkaniowym Widzew Wschód, po drugiej stronie ul. Armii Czerwonej (teraz al. Józefa Piłsudskiego). W kilka miesięcy później zaczęto nawet sypać wały pod planowany stadion, na którego trybunach mogłoby zasiąść ok. 50 tys. widzów (inne źródła podają 40 tys.). Projekt ten nie został jednak zrealizowany, ponieważ jak tłumaczono, przekraczał możliwości finansowe miasta. Podobne plany miał Ludwik Sobolewski, prezes Widzewa w latach 1978–1987 oraz 1989-1993. Na przestrzeni między ul. Milionową i al. Przyjaźni (obecnie ul. Alberta Chmielowskiego) miał powstać stadion na kilkadziesiąt tysięcy widzów, trzy płyty treningowe, hala sportowa i zaplecze potrzebne do funkcjonowania profesjonalnego klubu (inne źródła mówią o przestrzeni pomiędzy ul. Widzewską i ul. Bartoka, gdzie obecnie jest supermarket). Nie zostały one jednak zrealizowane. Zamiast stadionu powstało osiedle Młodzieżowej Spółdzielni Mieszkaniowej oraz zwałowisko śmieci i gruzu z okolicznych placów budów (w 2001 w miejscu wysypiska powstał park Górka Widzewska).
Kolejne zapowiedzi wybudowania stadionu pojawiły się, gdy właścicielem klubu został Sylwester Cacek, twórca i były właściciel grupy kapitałowej Dominet. Kontrolowana przez niego Spółka Akcyjna KS Widzew Łódź ogłosiła w 2008 roku plan wybudowania w pełni zadaszonego obiektu z podgrzewaną murawą dla 19100 widzów. Projekt przewidywał dodatkowe boisko treningowe z nawierzchnią trawiastą, parkingi oraz infrastrukturę biznesową: hotel, budynek biurowy i pawilon usługowo-handlowy. Koszt inwestycji szacowany był na ok. 100 mln zł, z czego większość miała być sfinansowana z kredytu bankowego, zaś pozostała część ze środków pozyskanych przez spółkę i jej akcjonariuszy. Zbieraniem i zarządzaniem funduszami na tę inwestycję miała się zajmować Fundacja Widzewa Łódź „Gra o przyszłość”. Rada Miejska zgodziła się nawet na 29-letnią dzierżawę terenu przy al. Piłsudskiego, co było głównym punktem wymaganym przez właściciela klubu do rozpoczęcia przez niego budowy.
Pod koniec 2009 roku spółka wycofała się jednak z wcześniejszych zamierzeń i ogłosiła, że chce mieć stadion o pojemności ok. 30 tys. widzów (zmiana koncepcji była spowodowana decyzją miasta o rezygnacji z budowy dużego miejskiego stadionu przy al. Unii Lubelskiej 2). Nowy obiekt miał umożliwiać organizację wielkich koncertów oraz konkurować z innymi wielkimi stadionami w Polsce. W listopadzie 2010 roku miasto przyjęło uchwałę o przebudowie dróg wokół nowej areny, a w lutym 2011 zaproponowało Widzewowi realizację budowy stadionu w formule partnerstwa publiczno-prywatnego. W czerwcu 2011 zadeklarowało także budowę na swój koszt największej trybuny na nowym stadionie.
W marcu 2012 rozpoczęto poszukiwania podmiotu, który byłby zainteresowany zawarciem umowy na zaprojektowanie, wybudowanie, sfinansowanie oraz eksploatację stadionu o pojemności co najmniej 30 tys. miejsc siedzących, spełniającego kryteria UEFA 4. kategorii. Inwestycja miała kosztować ok. 300 mln zł. Miasto zadeklarowało finansowy wkład w wysokości 101 mln zł, przekazanie gruntów o wartości ok. 30 mln zł oraz przebudowę – za 24,5 mln zł – pobliskiego układu komunikacyjnego. Pozostała część budowy miała być sfinansowana przez prywatnego partnera. Potencjalnymi inwestorami miały być przedsiębiorstwa: Budus Sport, Budimex i Hellmich Inwestycje Polska. Próba zakończyła się jednak fiaskiem. 21 września 2012 prezydent Łodzi Hanna Zdanowska poinformowała, że wszyscy inwestorzy wycofali się z negocjacji w sprawie udziału w partnerstwie z miastem uzasadniając, iż nie stać ich na przyszłe utrzymanie obiektu bez pomocy miasta. Według innych doniesień stroną wycofującą się były władze miasta, ponieważ przedsiębiorstwa uczestniczące w partnerstwie publiczno-prywatnym oczekiwały corocznych dotacji do utrzymania stadionu w wysokości kilkunastu mln zł.
Kolejny przetarg w formule partnerstwa publiczno-prywatnego ogłoszono 6 grudnia 2012 roku. Nie wpłynęła jednak żadna oferta firmy, która byłaby zainteresowana zaprojektowaniem i wybudowaniem minimum 30-tysięcznego obiektu.
Zdaniem architekta Jacka Ferdzyna decyzja o budowie stadionu o pojemności powyżej 30 tys. widzów była decyzją mało roztropną:

Zarówno władze miasta, jak i klubu kierowały się bardziej emocjami niż zdrowym rozsądkiem. Trzeba sobie jasno powiedzieć, że limit budowy w Polsce stadionów o pojemności grubo powyżej 20 tys. widzów wyczerpał się wraz z zakończeniem inwestycji związanych z EURO 2012. Oprócz czterech stadionów, na których rozgrywano mecze mistrzostw Europy, są jeszcze w Polsce stadiony Wisły, Legii i Śląski oraz spora ilość stadionów o pojemności 15–20 tys. widzów. Ilość meczów czy innych imprez generujących widownię powyżej 20 tys. może w Polsce wynosić maksymalnie kilkanaście rocznie.

Po dwóch nieudanych przetargach władze miasta zmieniły koncepcję i w maju 2013 roku ogłoszono, że samorząd przekaże 151 mln zł brutto na zaprojektowanie i wybudowanie przy al. Piłsudskiego komunalnego czterotrybunowego stadionu na min. 18 tys. miejsc siedzących z zadaszonymi trybunami i przebudowę dróg wokół niego.

### Akcja poparcia dla budowy stadionu
W 2013 roku odbyła się akcja wspierająca budowę stadionu pod hasłem: „Stadion dla Widzewa tylko na Widzewie”. Był to rodzaj spontanicznej odpowiedzi wobec planów miejskich włodarzy, którzy rozważali inną lokalizację dla nowego stadionu, aniżeli tradycyjna przy al. Piłsudskiego.
10 maja 2013 odbyła się manifestacja pod Urzędem Miasta Łodzi przy ul. Piotrkowskiej 104, która zgromadziła ok. 1,5 tys. osób. Do głośnego wyrażenia swojego sprzeciwu skłoniło ich działanie władz Łodzi, które – ich zdaniem – były nieprzychylne budowie nowego stadionu przy al. Piłsudskiego. Demonstrujący kibice odczytali petycję do prezydent Zdanowskiej, w której dali wyraz swemu niezadowoleniu. Reprezentacja widzewskiej społeczności przekazała władzom miasta list, w którym zawarto przesłanie przeciwstawiające się próbom przeniesienia nowego stadionu w inne miejsce. Oto fragmenty listu:

Widzew Łódź to niewątpliwie marka powszechnie utożsamiana z naszym miastem nie tylko w całej Polsce, ale także poza jej granicami. To ikona Łodzi i jeden z najbardziej rozpoznawalnych symboli tego miasta. (...) Wreszcie Widzew Łódź to najbardziej ostatnimi laty niedoceniany i lekceważony przez władze swego miasta klub sportowy. Właśnie ten ostatni fakt budzi szczere niezadowolenie całej naszej widzewskiej społeczności. Każe nam wyrazić głęboki sprzeciw w związku ze sposobem realizacji projektu budowy nowego stadionu na Widzewie. (...) Dziś nasze pozytywne widzewskie emocje, ale i szacunek do pełnionego przez Panią urzędu każą nam jasno i wyraźnie powiedzieć, że NIGDY nie zaakceptujemy innej lokalizacji stadionu dla Widzewa jak tylko tą na Widzewie. Podejmowanym obecnie przez Panią próbom przeniesienia Widzewa w inne miejsce będziemy przeciwstawiać się wszelkimi dopuszczanymi prawem środkami. W swej walce o Widzew na Widzewie nie ustaniemy aż do pozytywnego jej zakończenia przypominając jednocześnie Pani, że warto realizować składane obietnice wyborcze.

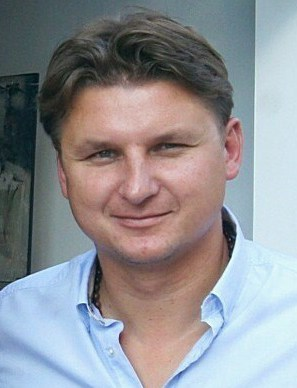
Marek Citko, jeden z sygnatariuszy listu poparcia dla budowy stadionu

W akcję włączyło się wiele osobistości ze świata sportu, filmu, muzyki, polityki i biznesu. Na listę poparcia wpisali się m.in. Andrzej Andrzejewski, Tadeusz Arłukowicz, Jacek Bąk, Michał Bąkiewicz, Daniel Bogusz, Andrew Bryniarski, Marek Citko, Ryszard Czerwiec, Andrzej Czyżniewski, Dariusz Dziekanowski, Jonathan Goulet, Cezary Grzesiuk, Wojciech Grzyb, Tomasz Jagodziński, Paweł Janas, Marek Koniarek, Sławomir Kowalewski, Jacek Krzynówek, Bogusław Kukuć, Sławomir Lachowski, Tomasz Łapiński, Maciej Małecki, Radosław Matusiak, Marek Matuszewski, Adam Marszałkowski, Czesław Michniewicz, Cezary Pazura, Dariusz Postolski, Władysław Puchalski, Mariusz Pudzianowski, Marcin Robak, Krzysztof Skiba, Witold Skrzydlewski, Euzebiusz Smolarek, Franciszek Smuda, Mirosław Szymkowiak, Mariusz Śrutwa, Piotr Świerczewski, Marcin Tarociński, Robert Telus, Ugo Ukah, Grzegorz Waranecki, Marek Wawrzynowski, Rafał Wiechecki, Paweł Wojtala, Zbigniew Wyciszkiewicz, Piotr Zelt.
Marek Koniarek, zdobywca największej liczby bramek w ekstraklasie w barwach Widzewa, wpisując się na listę poparcia umieścił następujące słowa:

W Łodzi i w Widzewie spędziłem piękne chwile. Absolutnie popieram budowę nowego stadionu dla klubu właśnie na Widzewie. Gdyby zmieniono jego lokalizację byłaby to dla mnie osobista, życiowa tragedia!

### Powołanie Komitetu Sterującego

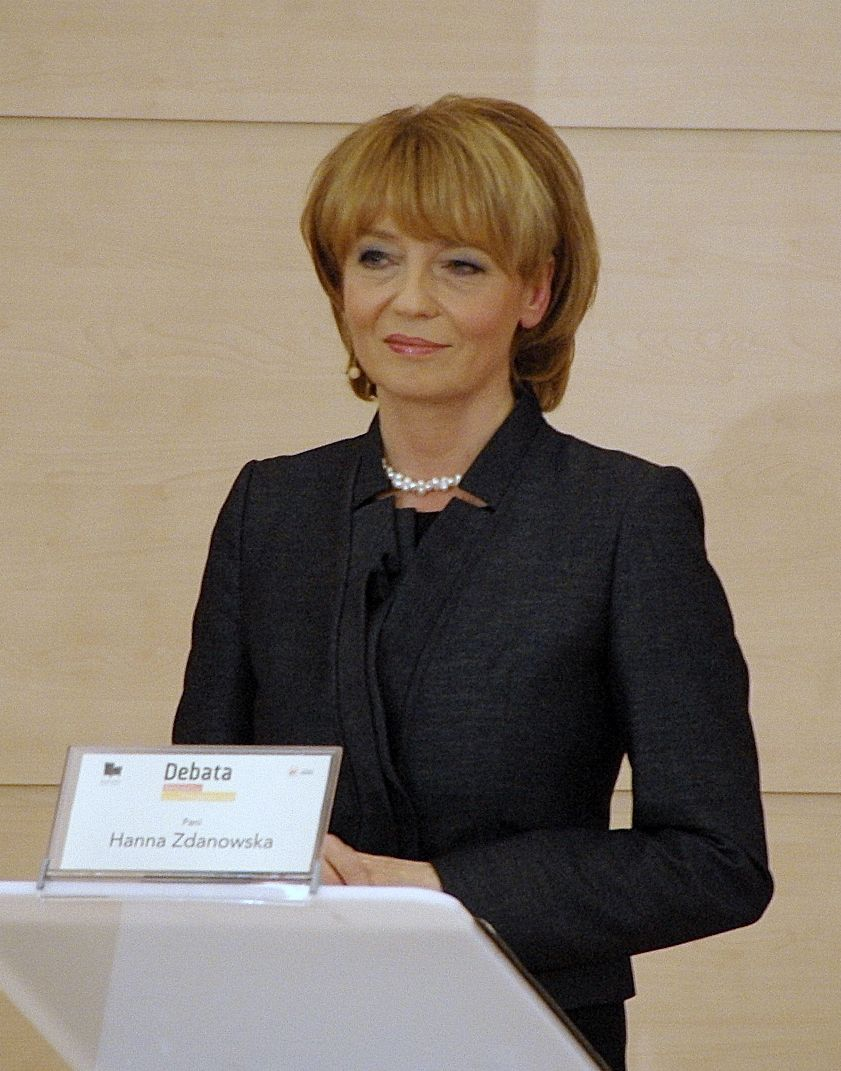
Przewodnicząca Komitetu Sterującego ds. Przebudowy Stadionu – Hanna Zdanowska

W lipcu 2013 miasto powołało Komitet Sterujący ds. Przebudowy Stadionu Miejskiego przy al. Piłsudskiego. W jego skład weszło dziewięć osób: Hanna Zdanowska – prezydent Łodzi (przewodnicząca Komitetu), Wojciech Rosicki – dyrektor Departamentu Prezydenta UMŁ (zastępca przewodniczącego), Małgorzata Belta – p.o. dyrektora Biura Do Spraw Inwestycji (sekretarz Komitetu), Rafał Markwant – radny Rady Miejskiej w Łodzi, Longina Lefik – p.o. dyrektora Wydziału Sportu, Grzegorz Nita – dyrektor Zarządu Dróg i Transportu, Radosław Podogrocki – dyrektor Miejskiego Ośrodka Sportu i Rekreacji oraz Agnieszka Barczyńska – radca prawny w biurze prawnym Departamentu Obsługi i Administracji UMŁ. Komitet nadzorował realizację inwestycji, m.in. poprzez dokonywanie okresowych ocen jej przebiegu. Jego rolą było także proponowanie możliwych do zastosowania rozwiązań w ramach projektu, koordynowanie działań poszczególnych wydziałów oraz ułatwianie współpracy z podmiotami zewnętrznymi, w tym m.in. z klubem i wykonawcami.

### Przetarg
W marcu 2014 łódzki magistrat ogłosił przetarg na zaprojektowanie i wybudowanie stadionu miejskiego przy al. marsz. J. Piłsudskiego 138 wraz z przebudową układu drogowego (postępowanie o udzielenie zamówienia publicznego prowadzone było w trybie przetargu nieograniczonego na podstawie ustawy z 29 stycznia 2004 – prawo zamówień publicznych). Przedmiotem zamówienia było wykonanie dokumentacji projektowej (wraz z uzyskaniem wszelkich niezbędnych pozwoleń) i robót budowlanych dla stadionu piłkarskiego o pojemności min. 15 tys. miejsc siedzących (należało go zaprojektować w taki sposób, aby możliwe było wybudowanie trybuny północnej w późniejszym czasie o pojemności min. 3 tys. miejsc siedzących na podstawie tej lub innej umowy) z zastrzeżeniem, iż w przypadku skorzystania przez zamawiającego z prawa opcji, docelowa pojemność wyniesie min. 18 tys. miejsc siedzących. Wykonawca inwestycji miał zostać wybrany według kryterium najniższej ceny. Zamawiający przeznaczył na sfinansowanie zamówienia kwotę 151 139 863, 25 zł. Wadium ustalono na 3,5 mln zł, a oferty można było składać do 28 kwietnia 2014.
Do przetargu zgłosiło się siedem podmiotów (otwarcie ofert 15 maja 2014). Pięć z nich zmieściło się w wyznaczonym pułapie cenowym. Poniżej pełna lista ofert złożonych w tym przetargu (ceny brutto):
1. Konsorcjum: SKB z Łodzi, Baugeselschaft Walter Hellmich – 211,595 mln zł
2. Konsorcjum: Porr Polska, NDI z Sopotu – 154,378 mln zł
3. Konsorcjum: Mirbud, Mota-Engil Central Europe – 149,569 mln zł
4. Budimex – 148,640 mln zł
5. Konsorcjum: Warbud, Eurovia Polska – 146,748 mln zł
6. Mostostal Warszawa – 142,307 mln zł
7. Przedsiębiorstwo Robót Mostowych Mosty-Łódź – 119,999 mln zł

Ostatecznie 9 czerwca 2014 przetarg na realizację inwestycji wygrało Przedsiębiorstwo Robót Mostowych Mosty-Łódź, które przedstawiło najkorzystniejszą ofertę (według kryterium najniższej ceny). Przedsiębiorstwo za wybudowanie obiektu z trzema trybunami wraz z przebudową układu dróg wokół niego oczekiwało 119,999 mln zł. Dodatkowo na 18 mln zł firma wyceniła postawienie czwartej, północnej trybuny. W sumie więc pełna inwestycja miała kosztować ok. 138 mln zł, co mieściło się w budżecie zaplanowanym przez miasto.

### Zamawiający i opis przedmiotu zamówienia
Zamawiającym wykonanie inwestycji były następujące podmioty:
1. Miasto Łódź – Zarząd Dróg i Transportu, 90-447 Łódź, ul. Piotrkowska 175
2. Miasto Łódź – Departament Architektury i Rozwoju – Biuro ds. Inwestycji, 90-430 Łódź, ul. Piotrkowska 113

Upoważnionym do przeprowadzenia postępowania i wyboru najkorzystniejszej oferty oraz zawarcia umowy w sprawie zamówienia publicznego w ich imieniu i na ich rzecz na podstawie Zarządzenia Nr 5779/VI/14 Prezydenta Miasta Łodzi z dnia 21 lutego 2014 zostało Miasto Łódź – Zarząd Dróg i Transportu (ZDiT).
Zgodnie ze specyfikacją istotnych warunków zamówienia (nr sprawy ZDiT-DZ.3321.18.2014) przedmiotem zamówienia publicznego było zaprojektowanie i wybudowanie stadionu miejskiego zlokalizowanego przy al. marsz. J. Piłsudskiego 138 w Łodzi (w miejscu dotychczas istniejącego obiektu) oraz przebudowanie układu drogowego wokół stadionu.
Czterotrybunowy zadaszony stadion (na min. 18 tys. miejsc siedzących) miał spełniać wymogi 3. kategorii w klasyfikacji UEFA i umożliwiać rozgrywanie wszystkich spotkań krajowych i meczów UEFA (poza finałami Ligi Mistrzów UEFA i Ligi Europy UEFA). Miał również spełniać wybrane wymagania w zakresie infrastruktury stadionowej FIFA, które zostały wyszczególnione w programie funkcjonalno-użytkowym. Obiekt powinien także umożliwiać pełnienie innych funkcji niż piłkarskie, np. organizacja imprez masowych, konferencji, rozgrywanie meczów rugby (zamawiający nie przewidywał dla stadionu pełnienia funkcji lekkoatletycznej ani żużlowej). Konstrukcja obiektu miała być prosta i nowoczesna (zachowywać właściwą relację między kosztami wybudowania i kosztami eksploatacji).
Zamawiający przekazał teren inwestycji w całości jako plac budowy i nie wymagał od wykonawcy zorganizowania miejsca do rozgrywek piłkarskich oraz do treningów dla sportowców na czas prowadzenia robót.
| Zakres inwestycji obejmował wykonanie m.in. następujących projektów, pozwoleń, prac, obiektów i robót: - wykonanie dokumentacji projektowej (wraz z uzyskaniem na rzecz zamawiającego wszelkich niezbędnych uzgodnień, opinii, certyfikatów, pozwoleń) i robót budowlanych dla stadionu o pojemności min. 15 tys. miejsc siedzących z zadaszonymi trybunami (należało go zaprojektować w taki sposób, aby możliwe było wybudowanie trybuny północnej w późniejszym czasie o pojemności min. 3 tys. miejsc siedzących na podstawie tej lub innej umowy); - w przypadku zaistnienia potrzeby po stronie zamawiającego, jak i dysponowania środkami na realizację, zamawiający przewidywał możliwość skorzystania z prawa dodatkowego zlecenia w zakresie wybudowania trybuny północnej o pojemności min. 3 tys. miejsc siedzących wraz z instalacjami i niezbędnym wyposażeniem (warunkiem skorzystania z opcji było złożenie oświadczenia woli przez zamawiającego w terminie 12 miesięcy od dnia podpisania umowy); w przypadku skorzystania przez zamawiającego z prawa opcji, docelowa pojemność czterotrybunowego zadaszonego stadionu miała wynosić min. 18 tys. miejsc siedzących; - zamawiający zakładał maksymalną pojemność stadionu dla imprez masowych na ok. 30 tys. osób; - zamawiający określił szczegółowe właściwości funkcjonalno-użytkowe wyrażone we wskaźnikach powierzchniowo-kubaturowych (powierzchnia całkowita minimalna: parter – 9885 m², I piętro – 9980 m², II piętro – 6287 m², III piętro – 1439 m², razem powierzchnia całkowita – 27592 m², powierzchnia użytkowa – 20420 m², powierzchnia ruchu – 4050 m², powierzchnia usługowa – 486 m²); zamawiający dopuszczał pomniejszenie lub powiększenie wielkości powierzchni o nie więcej niż 10%; - zamawiający zapisał wymóg amfiteatralnie zaprojektowanych narożników trybun (narożniki nie mogły być prostokreślne pod kątem 90 stopni); - zamawiający określił, że nowy stadion miał być zlokalizowany na poziomie dotychczas istniejącego obiektu; - wykonanie rozbiórek obiektów kubaturowych; rozbiórka dotychczas istniejącego stadionu wraz z boiskiem, masztami oświetleniowymi, budynkiem klubowym i salą sportową; zlikwidowanie dotychczas istniejącego bocznego boiska treningowego; - wykonanie przebudowy istniejącej infrastruktury technicznej kolidującej z projektowanymi obiektami wraz z zagospodarowaniem terenu; - wybudowanie wszystkich sieci zewnętrznych i wewnętrznych niezbędnych do funkcjonowania obiektu zgodnie z jego przeznaczeniem; - wyposażenie stadionu w niezbędne urządzenia umożliwiające co najmniej przeprowadzenie rozgrywek piłkarskich na najwyższym poziomie krajowym; - wyposażenie obiektu w nawierzchnię pełnowymiarowego boiska (105 × 68 m) z trawy naturalnej (wykonawca musiał rozebrać istniejącą płytę boiska i wybudować nową); murawa powinna być wyposażona w systemy nawadniania, drenażu i podgrzewania; nawierzchnia z trawy naturalnej powinna być tak wykonana, aby zapewnić min. 5 godzin użytkowania w tygodniu (treningi, mecze) bez pogorszenia parametrów użytkowych murawy; - ułożenie w obrębie pól bramkowych boiska darni o grubości min. 5 cm, ze wzmocnieniem w postaci maty (wykładziny tkanej typu syntetyczna) przygotowanej i przeznaczonej, jako wzmocnienie trawy naturalnej; - ułożenie pomiędzy trybunami i boiskiem pasów z trawy syntetycznej w kolorze zielonym, o klejonych krawędziach, na podbudowie przepuszczalnej z kruszywa łamanego; - zaprojektowanie stadionu w taki sposób, aby zapewniał możliwość rozgrywania meczów rugby; w zakres zamówienia wchodziła również dostawa i wbudowanie tulei ziemnych do montażu bramek; długość pola boiska do gry w rugby powinna wynosić min. 105 m + 2 × 10 m + 2 × 2 m (łączna długość 129 m); - wykonanie oświetlenia płyty boiska zgodnie z parametrami określonymi w regulacjach FIFA dla transmisji telewizyjnych narodowych (Class IV); - wyposażenie obiektu w 2 ekrany reklamowe LED/telebimy (tablice wyników), montowane do konstrukcji stadionu w przeciwległych narożnikach; powierzchnia ekranów miała wynosić min. 24,5 m² każdy (wymiary: 3,84 m wysokości i 6,4 m szerokości), kąt widzenia min. 110° 60°; format 4:3; do celów serwisowych należało zapewnić dostęp do ekranów od tyłu (konieczność wykonania trapów lub podestów serwisowych umożliwiających dostęp do telebimów dla pracowników technicznych, bez konieczności wykorzystywania ciężkiego sprzętu lub drabin); - wykonanie 4 przejazdów bramowych, umożliwiających ewakuację widzów z boiska podczas imprez innych niż mecze piłkarskie (minimalna wysokość przejazdów w świetle powinna wynosić 4,5 m); - zaprojektowanie i wybudowanie zaplecza socjalnego w zakresie przewidzianym dla stadionów 3. kategorii według wymogów PZPN; - zaprojektowane i wybudowane stref VIP oraz sali konferencyjnej w taki sposób, aby istniała możliwość dzielenia ich na mniejsze; w strefie VIP powinno się znajdować wyjście na sektor VIP trybun stadionu; - umożliwienie na obiekcie swobodnego dostępu do trybun dla osób niepełnosprawnych; - wyposażenie stadionu w niezbędne pomieszczenia magazynowe, restaurację zapewniającą obsługę strefy VIP, sklep/muzeum kibica, strefę rodzinną, punkty handlowe i gastronomiczne (typu fast food) w ilości umożliwiającej sprawną obsługę widzów, strefy medyczne i odnowy biologicznej, pomieszczenia biurowe dla operatora stadionu, pomieszczenia klubowe, pomieszczenia szatniowe z podziałem na szatnie gospodarzy i gości (z uwzględnieniem stałej szatni dla głównego użytkownika stadionu oraz minimum jednej szatni dla innych dyscyplin, np. rugby), pomieszczenia na pralnię i suszarnię odzieży sportowej zawodników; - wyposażenie obiektu we wszystkie instalacje zewnętrzne i wewnętrzne niezbędne do funkcjonowania zgodnie z jego przeznaczeniem, w tym m.in.: a) instalacje elektryczne (m.in. instalacje oświetlenia podstawowego, awaryjnego, kierunkowego i płyty boiska, instalacje gniazd wtyczkowych 230 V, 400 V, zasilania gniazd komputerowych i systemów BMS, zasilania systemów wentylacyjno-klimatyzacyjnych, ochrony odgromowej i przepięciowej, zasilania systemów pożarowych, instalację zasilania zraszania, ogrzewania i odwodnienia murawy, rozdzielnicę główną RG-15kV, stacje transformatorowe ST1, ST2), b) instalacje słaboprądowe (m.in. instalacje monitoringu, nagłośnienia, Systemu Kontroli Dostępu, Systemu Sygnalizacji Włamania i Napadu, komputerowa i internetowa, AV sal konferencyjnych, instalacja band LED i telebimów, systemu wideodomofonowego, Systemu Telewizji Dozorowej CCTV, Systemu Wspomagania Słyszenia, Systemu Biletowego), c) instalacje sanitarne (takie jak: wody zimnej i ciepłej, przeciwpożarowa, kanalizacji sanitarnej i deszczowej, centralnego ogrzewania, wentylacji i klimatyzacji); - wykonanie wokół boiska utwardzonego pasa terenu, umożliwiającego przejazd pojazdów o nacisku osi powyżej 100 kN; - wykonanie wszelkich elementów konstrukcyjnych obiektu, konstrukcji wsporczych elewacji itd. w taki sposób, aby uniemożliwić wspinanie się po nich widzów; - wykonanie zadaszenia w technologii, która nie wykorzystuje słupów (podpór) podtrzymujących dach, zlokalizowanych na trybunach lub między trybunami a boiskiem, w sposób ograniczający widoczność z trybun; zadaszenie wszystkich trybun powinno posiadać od strony boiska pas pokrycia z materiału przeziernego o szerokości min. 5 m zapewniającą odpowiednią ekspozycje światła słonecznego dla murawy; zadaszenie powinno chronić widzów przed zacinającym deszczem, tj. powinno wystawać min. 2 m poza obrys najniższego rzędu trybuny; - wyposażenie sektorów gości i gospodarzy w krzesełka z możliwością wielokrotnego montażu i demontażu (min. 1000 miejsc na sektor) oraz wyjścia ewakuacyjne o odpowiednio większej szerokości, dostosowane do zwiększonego ruchu widzów; przy ewentualnej zmianie przepisów możliwość usytuowania miejsc stojących; - wykonanie trybun stadionu jako żelbetowych prefabrykowanych lub monolitycznych z wykorzystaniem gładkich systemowych szalunków gwarantujących zachowanie wysokiej jakości powierzchni (powierzchnia trybun powinna być zaimpregnowana); - wykonanie zabezpieczenia wszystkich konstrukcji stalowych przed korozją w postaci cynkowania ogniowego; po ukończeniu montażu powłokę antykorozyjną należało skontrolować, a ewentualne ubytki oczyścić i pokryć specjalną farbą (ocynk na zimno); zamawiający nie dopuszczał rezygnacji z ocynkowania ogniowego na rzecz malowania przeciwkorozyjnego; - wykonanie północnej trybuny stadionu jako częściowo demontowanej w celu umożliwienia ustawienia w jej miejscu sceny służącej do organizacji imprez innych niż mecze piłkarskie; konstrukcja trybuny demontowanej powinna być stalowa z możliwością przeniesienia do magazynów stadionu bez użycia urządzeń dźwigowych; konstrukcja trybuny musi być odporna na warunki atmosferyczne; powierzchnia sceny powinna wynosić od 250 do 500 m²; - zaprojektowanie i wykonanie przegrody oddzielającej sektory pomiędzy trybunami z materiałów przezroczystych o maksymalnej odporności na zniszczenia; - zaopatrzenie w odpowiednią ilość agregatów prądotwórczych oraz urządzeń typu UPS, które zapewnią zasilanie na czas ewakuacji w przypadku awarii zasilania głównego; - zamontowanie w obiekcie systemu monitoringu umożliwiającego nagrywanie i przetwarzanie obrazu, zgodnego z ustawą o bezpieczeństwie imprez masowych; - zaprojektowanie i wykonanie stadionu w taki sposób, aby możliwe było jego sekcyjne wyłączenie z użytkowania (min. podział na 4 sekcje), które umożliwi minimalizację kosztów utrzymania obiektu w zależności od wielkości organizowanej imprezy lub w przypadku jej braku oraz innych uwarunkowań zewnętrznych; - zaprojektowanie i wykonanie obiektu w taki sposób, aby funkcjonował na nim system „jednego klucza”, z możliwością dostosowywania stref dostępowych w zależności od potrzeb; - wyposażenie obiektu w elektroniczny system dostępowy kompatybilny z sobą, służący do: identyfikacji osób, sprzedaży biletów, kontroli przebywania w miejscu i w czasie trwania meczu piłki nożnej, kontroli dostępu do określonych miejsc oraz weryfikacji informacji; - wyposażenie w siatki ochronne, tzw. piłkochwyty, dostosowane do rozgrywek piłkarskich; Wybrane zobowiązania wobec wykonawcy: - zobowiązanie wykonawcy do udzielenia pisemnej gwarancji jakości na wykonane prace projektowe i roboty budowlane na okres 60 miesięcy oraz rękojmi na okres 60 miesięcy od daty odbioru końcowego robót; udzielenie gwarancji na urządzenia według gwarancji producenta jednak nie mniej niż 24 miesiące; - zobowiązanie wykonawcy do usunięcia usterek w terminach i na warunkach wskazanych w umowie (w przypadku nie usunięcia usterek we wskazanym terminie zamawiający ma prawo zlecić usunięcie usterek stronie trzeciej; ponadto zamawiający ma prawo obciążyć w całości wykonawcę rzeczywistymi kosztami poniesionymi z tytułu usunięcia wad i usterek); - zobowiązanie wykonawcy do pielęgnacji nawierzchni trawiastej w okresie pierwszego roku eksploatacji, nadzór i doradztwo w zakresie obsługi systemów oraz pielęgnacji nawierzchni trawiastej oraz bezpłatny serwis instalacji podgrzewania boiska w okresie 24 miesięcy od dnia oddania przedmiotu zamówienia do użytkowania (daty podpisania protokołu odbioru końcowego inwestycji); - zobowiązanie do wykonania badań hydrogeologicznych, w celu dokładnej analizy warunków gruntowo–wodnych na terenie objętym inwestycją (zamawiający był w posiadaniu dokumentacji hydrogeologicznej z października 2013 r., która została zamieszczona w dokumentach przetargowych jedynie w celach informacyjnych); - zobowiązanie wykonawcy do wykonania przedmiotu zamówienia w terminie 28 miesięcy od dnia podpisania umowy |
| 2. Przebudowa układu drogowego wokół stadionu |
| Zakres zamówienia obejmował przebudowę układu komunikacyjnego dla obsługi stadionu miejskiego przy al. Piłsudskiego 138 w Łodzi, w zakresie opisanym w dokumentacji projektowej wraz z niezbędną przebudową infrastruktury. Celem inwestycji była poprawa komunikacji publicznej, samochodowej i pieszej wokół stadionu, szczególnie istotnej w czasie imprez masowych organizowanych na stadionie. Przedmiot zamówienia obejmował w szczególności: - wykonanie robót drogowych: a) rozbudowa al. J. Piłsudskiego na odc. od ul. Niciarnianej do ul. Widzewskiej (standard techniczny drogi: KR6); b) budowa ul. Józefa na odc. od rej. ul. Tunelowej do ul. Widzewskiej (kategoria KR4); c) przebudowa ul. Sępiej na odc. ul. Józefa do al. J. Piłsudskiego (kategoria KR4); d) przebudowa ul. Widzewskiej na odc. od ul. Józefa do al. J. Piłsudskiego (kategoria KR4); e) przebudowa ul. Tunelowej na odc. od ul. Józefa do al. J. Piłsudskiego (kategoria KR4); oraz f) przebudowa, budowa i rozbudowa jezdni, chodników, przystanków komunikacji miejskiej, zatok postojowych i zjazdów - wykonanie obiektów i prac: a) budowa urządzeń bezpieczeństwa ruchu; b) przebudowa i budowa systemu odwodnienia; c) przebudowa sieci wodociągowej w al. J. Piłsudskiego; d) przebudowa sieci cieplnej; e) budowa oświetlenia ulicznego; f) przebudowa sieci elektroenergetycznej własności PGE Dystrybucja S.A.; g) przebudowa linii napowietrznej WN 2x110 kV; h) przebudowa sieci teletechnicznych; i) wycinka drzew i krzewów oraz nasadzenia nowej zieleni; j) wykonanie elementów organizacji i bezpieczeństwa ruchu – oznakowania poziomego i pionowego |
| 3. Zamówienia uzupełniające |
| Zamawiający przewidywał skorzystanie z prawa do udzielania z wolnej ręki zamówień uzupełniających na podstawie art. 67 ust. 1 pkt 6 ustawy „prawo zamówień publicznych” do 50% wartości zamówienia podstawowego. Przeprowadzono następujące zamówienia uzupełniające: - 10 grudnia 2014 – zaprojektowanie i wybudowanie uzupełniającej konstrukcji zadaszenia wraz z przykryciem trybun północnej, wschodniej i południowej w taki sposób, aby wszystkie trybuny stadionu były zadaszone w 100%, tak jak trybuna VIP; zadaszenie uzupełniające miało być wykonane z takich samych materiałów i w takiej samej technologii jak zadaszenie będące przedmiotem zamówienia podstawowego; - 13 sierpnia 2015 (nr sprawy: ZDiT-DZ.3321.60.2015) – wykonanie dwóch komór oraz obniżenie rzędnej linii wysokiego napięcia 110 kV pod ul. Niciarnianą w ciągu ul. Józefa; - 8 grudnia 2015 (nr sprawy: ZDiT-DZ.3321.133.2015) – rozbiórka obiektów kubaturowych nie ujętych w zamówieniu podstawowym; - 1 kwietnia 2016 (nr sprawy: ZDiT-DZ.3321.36.2016): a) wykonanie elewacji północnej i wschodniej zgodnie z projektem elewacji wykonanym na podstawie umowy nr 333.88/DZ/2014 wraz z wykonaniem wszelkich konstrukcji, ścian itp. niezbędnych do pełnego zagospodarowania przestrzeni pod trybunami północną i wschodnią – elewacje uzupełniające; b) zaprojektowanie i wykonanie alternatywnego źródła nawadniania murawy, poprzez adaptację studni głębinowej położonej na działce nr 40/12 w obr. W-22 wraz z zaprojektowaniem i wykonaniem wszelkich niezbędnych instalacji i urządzeń służących do połączenia z nawadnianiem podstawowym – nawadnianie uzupełniające; c) zaprojektowanie i wykonanie wykończenia pomieszczeń (zgodnie z załączonym zestawieniem) wraz z niezbędnymi instalacjami, w tym instalacją klimatyzacji w wybranych pomieszczeniach – wykończenie uzupełniające; d) zapewnienie koordynacji między wszystkimi branżami; e) pełnienie nadzoru autorskiego w zakresie, o którym mowa w ustawie z dnia 7 lipca 1994 r. Prawo Budowlane (tekst jednolity Dziennik Ustaw z 2013 r., pozycja 1409, wraz ze zmianami) zorganizowanie i przeprowadzenie niezbędnych prób, badań, odbiorów, szkoleń, jak również odbiorów końcowych całości robót będących przedmiotem zamówienia; f) dostawy niezbędnego sprzętu wraz z jego instalacją i uruchomieniem; g) przekazanie praw autorskich do sporządzonej dokumentacji; h) uzyskanie wszelkich ostatecznych zezwoleń, decyzji, uzgodnień oraz opinii wymaganych przez prawo, a niezbędnych do pełnego wykonania umowy i poniesienia kosztów ich uzyskania |

### Podpisanie umowy na budowę
24 lipca 2014 roku przedstawiciele Urzędu Miasta Łodzi i szefowie firmy Mosty-Łódź S.A. podpisali umowę na zaprojektowanie i wybudowanie nowego stadionu przy al. Piłsudskiego 138 oraz przebudowę układu drogowego wokół stadionu (umowa nr 333.88/DZ/2014). Dokument parafowali prezydent Łodzi Hanna Zdanowska, prezes Widzewa Sylwester Cacek, dyrektor ZDiT w Łodzi Grzegorz Nita oraz przedstawiciele Przedsiębiorstwa Robót Mostowych Mosty-Łódź S.A. – Joanna Skolimowska oraz Waldemar Wyszyński. Łódzka firma wygrała przetarg, proponując 138 mln zł za zaprojektowanie i wybudowanie czterotrybunowego stadionu wraz z przebudową węzła drogowego. Projekt budowlany i wykonawczy został zlecony Pracowni architektonicznej Ferdzynowie. Zakończenie budowy zaplanowano na koniec listopada 2016 roku.

### Projektant
Koncepcję, projekt budowlany i wykonawczy nowego stadionu przygotowała Pracownia architektoniczna Ferdzynowie z Łodzi. W skład zespołu autorskiego weszli: Bożena Ferdzyn, Jacek Ferdzyn, Maria Pakuła-Tondys, Tomasz Krotowski, Artur Królewicz, Marcin Klepacz, Maciej Miarczyński i Michał Krajewski. Wcześniej firma była odpowiedzialna za inne projekty obiektów sportowych, m.in. hal powstających przy szkołach, jak i obiektów przeznaczonych do uprawiania sportu wyczynowego. Zajmowała się także projektowaniem obiektów mieszkalnych i przemysłowych.
Architekt Jacek Ferdzyn podkreślił, że Pracownia starała się stworzyć stadion unikatowy i charakterystyczny jedynie dla Widzewa:

Chcieliśmy zbudować stadion, który będzie pasował do Łodzi i do Widzewa. To bym zamknął w kilku słowach: my w pracowni wszyscy kibicujemy Widzewowi. Jeden z naszych kolegów wrócił nawet z Anglii, gdy usłyszał o tym, że będziemy projektować stadion przy al. Piłsudskiego. On koniecznie chciał być częścią tego przedsięwzięcia. Przy al. Piłsudskiego żaden "blaszak" nie powstanie. Nie zaprojektowaliśmy takiego stadionu, jaki jest np. w Gliwicach, co na forum kibiców było dość popularną tezą.

Mamy z córką bardzo duży sentyment do stadionów brytyjskich. Córka mieszkała kilka lat w Londynie, odwiedzaliśmy ją tam wraz z żoną i najczęściej oglądaliśmy stadiony. Stąd te motywy cegły, które bardzo mi się podobają. Podobny został zastosowany na przykład w stadionie szkockich Rangersów. (...) Chcieliśmy ten stadion zrobić tak, żeby nie był „spadochroniarski”, jak to się w naszym środowisku mówi. Czyli, żeby był to obiekt charakterystyczny dla miasta. Te stadiony, które powstały na Euro, są uniwersalne. Taki „bursztyn” można byłoby postawić w Niemczech czy w Kaliningradzie i też by pasował. Ten stadion, który my projektujemy, ma stać tu, w Łodzi. (...) Zależy nam, żeby ten stadion był najładniejszy, jak się tylko da. Oczywiście, jesteśmy trochę budżetem ograniczeni. Chciałoby się zrobić więcej. Przydałoby się, żeby ten budżet był choćby o 1/4 większy. Ale myślę, że w tych realiach, które są, zaprojektowaliśmy to przyzwoicie.

### Prezentacja wizualizacji stadionu
30 października 2014 zaprezentowano wizualizację nowego stadionu. Oprócz przestrzennego modelu obiektu, przedstawiono także 8 płaskich makiet, na których m.in. można było zobaczyć, jak będzie wyglądał stadion z lotu ptaka oraz jego poszczególne elewacje. Uroczystego odsłonięcia makiet dokonała prezydent Łodzi – Hanna Zdanowska oraz prezes Widzewa – Sylwester Cacek i szef Mostów Łódź – Wojciech Pater.

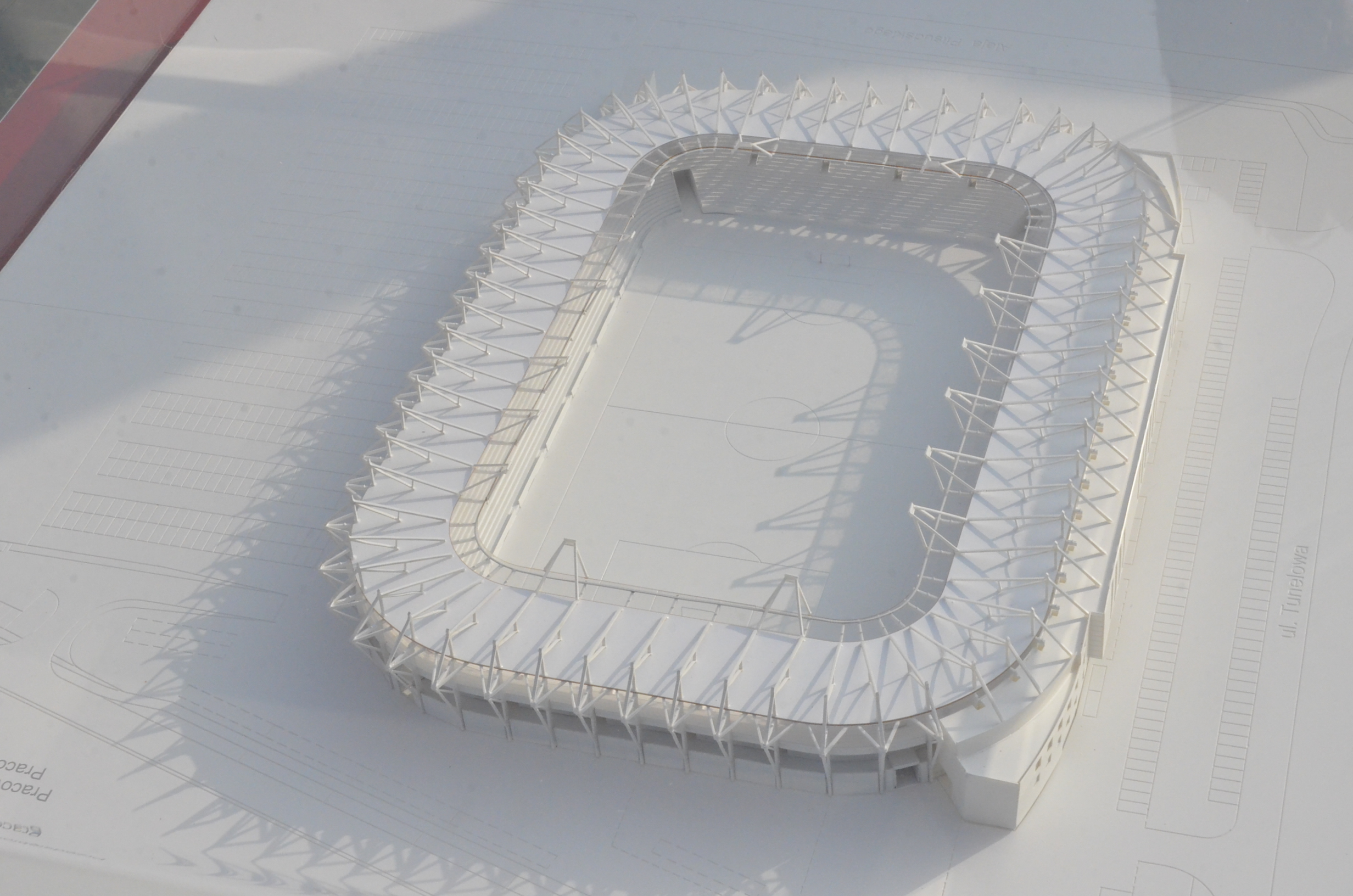
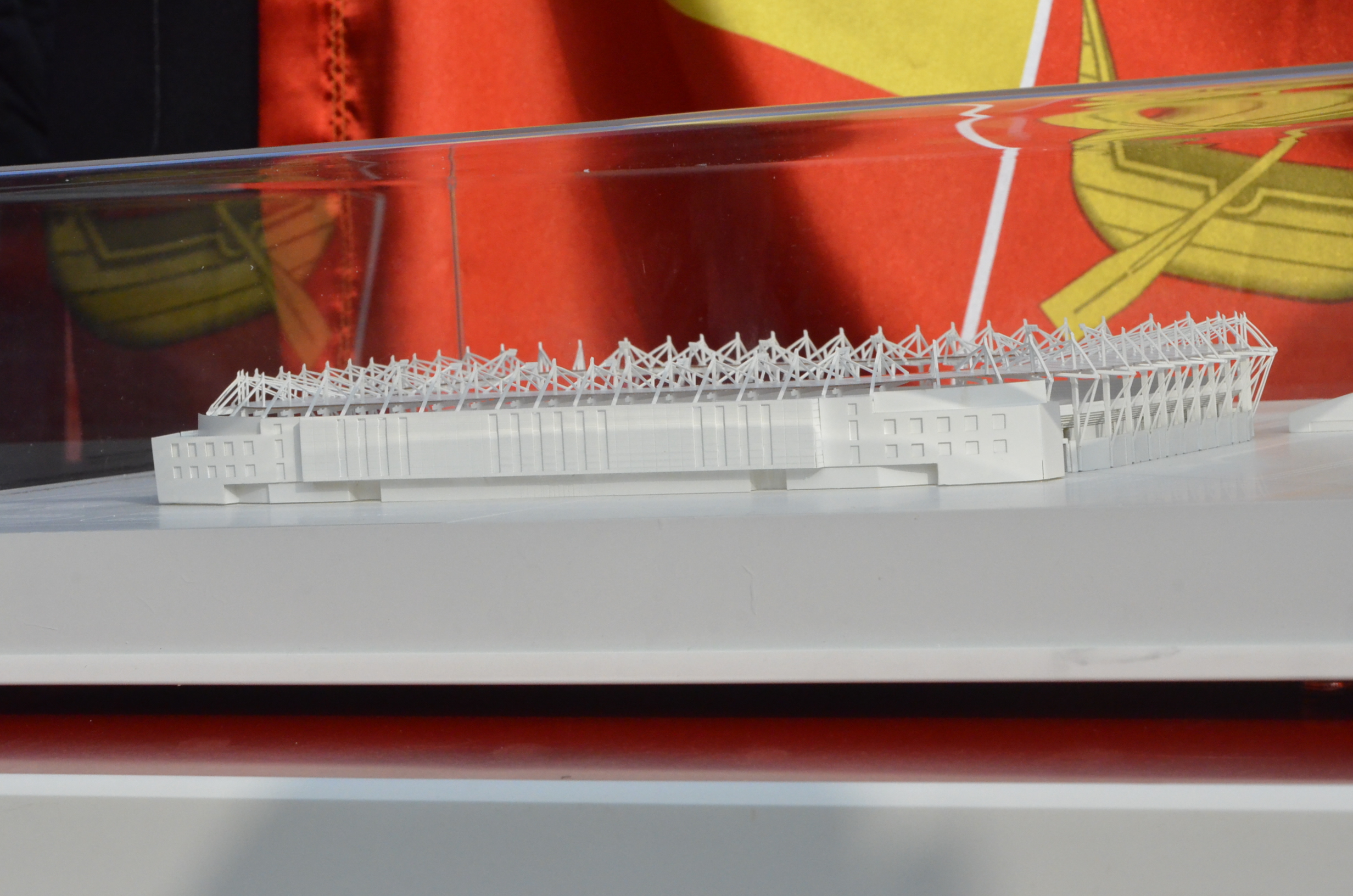
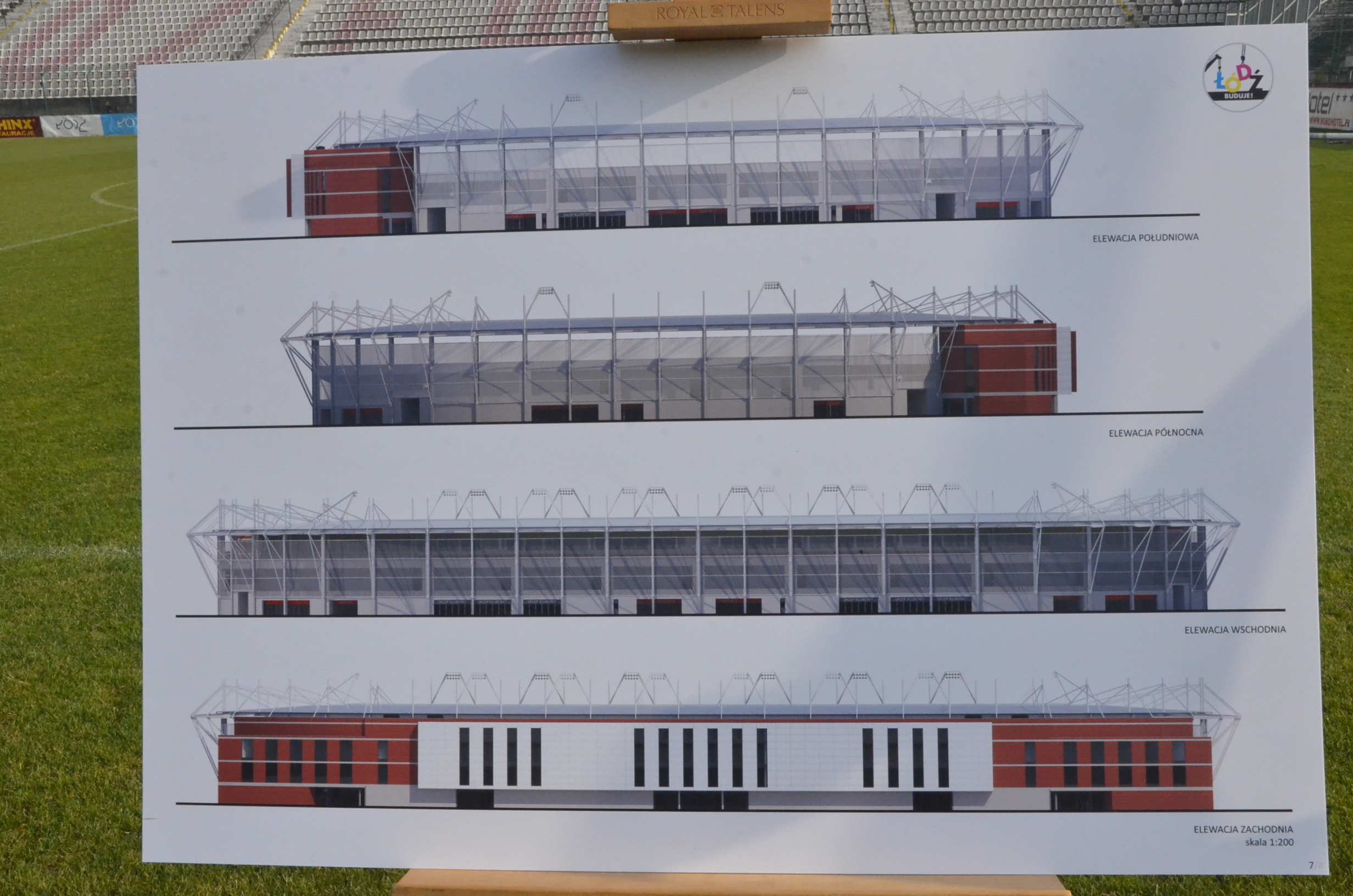

### Podpisanie aktu erekcyjnego
3 czerwca 2015 odbyło się podpisanie aktu erekcyjnego i wmurowanie kamienia węgielnego pod budowę nowego stadionu. Akt erekcyjny został wmurowany w ścianę budowanej trybuny zachodniej. Do specjalnej tuby kibice włożyli także flagę Widzewa oraz odznaki klubowe. W uroczystości uczestniczyli m.in. Tomasz Trela (wiceprezydent Łodzi), Rafał Markwant (radny Rady Miejskiej), Sylwester Cacek (prezes Widzewa), Grzegorz Waranecki (jeden z udziałowców), Tomasz Figlewicz (prezes Stowarzyszenia OSK „Tylko Widzew”), a także trener pierwszej drużyny Wojciech Stawowy i reprezentacja piłkarzy.

### Przebieg budowy

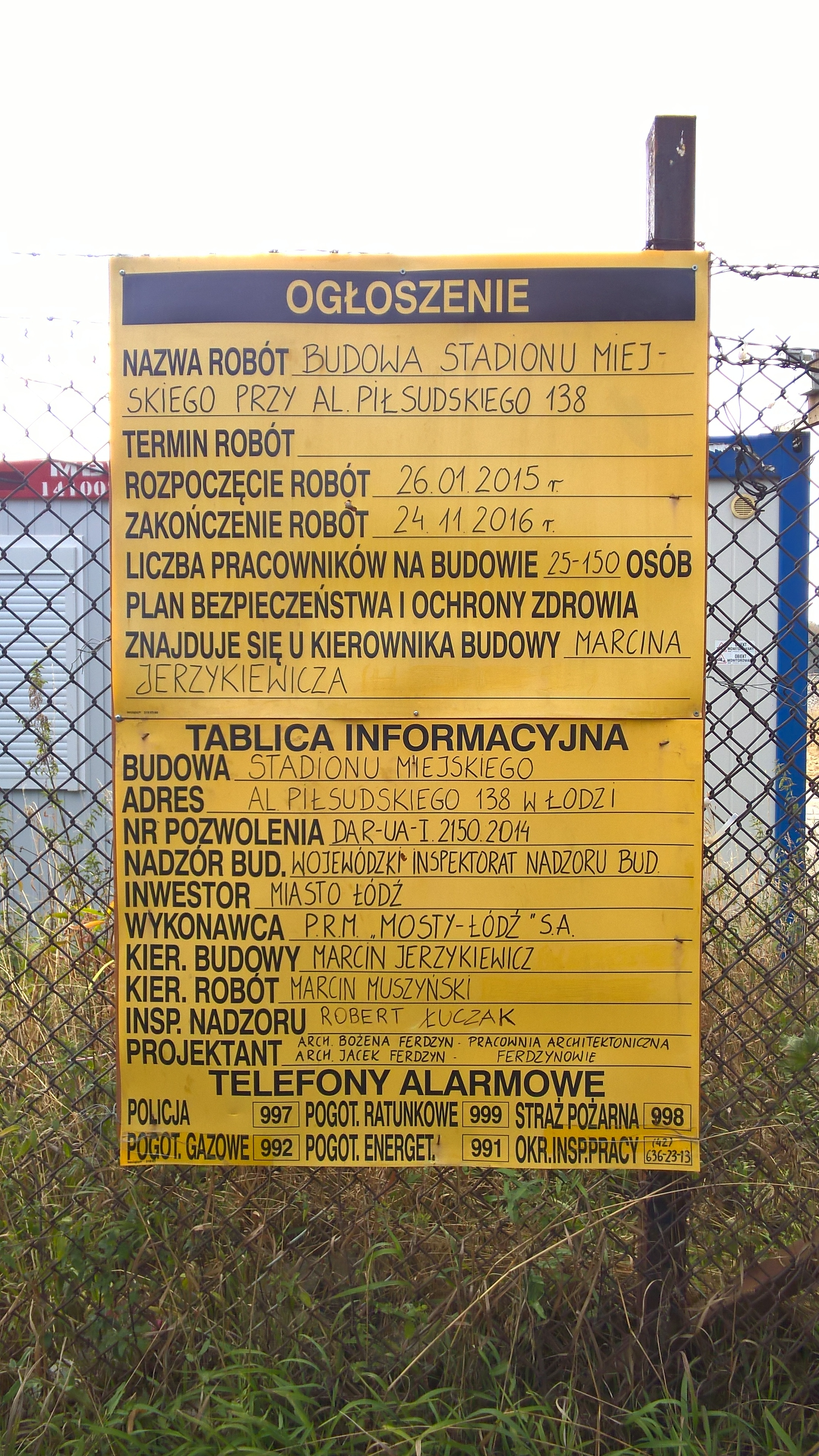
Tablica informacyjna podczas robót

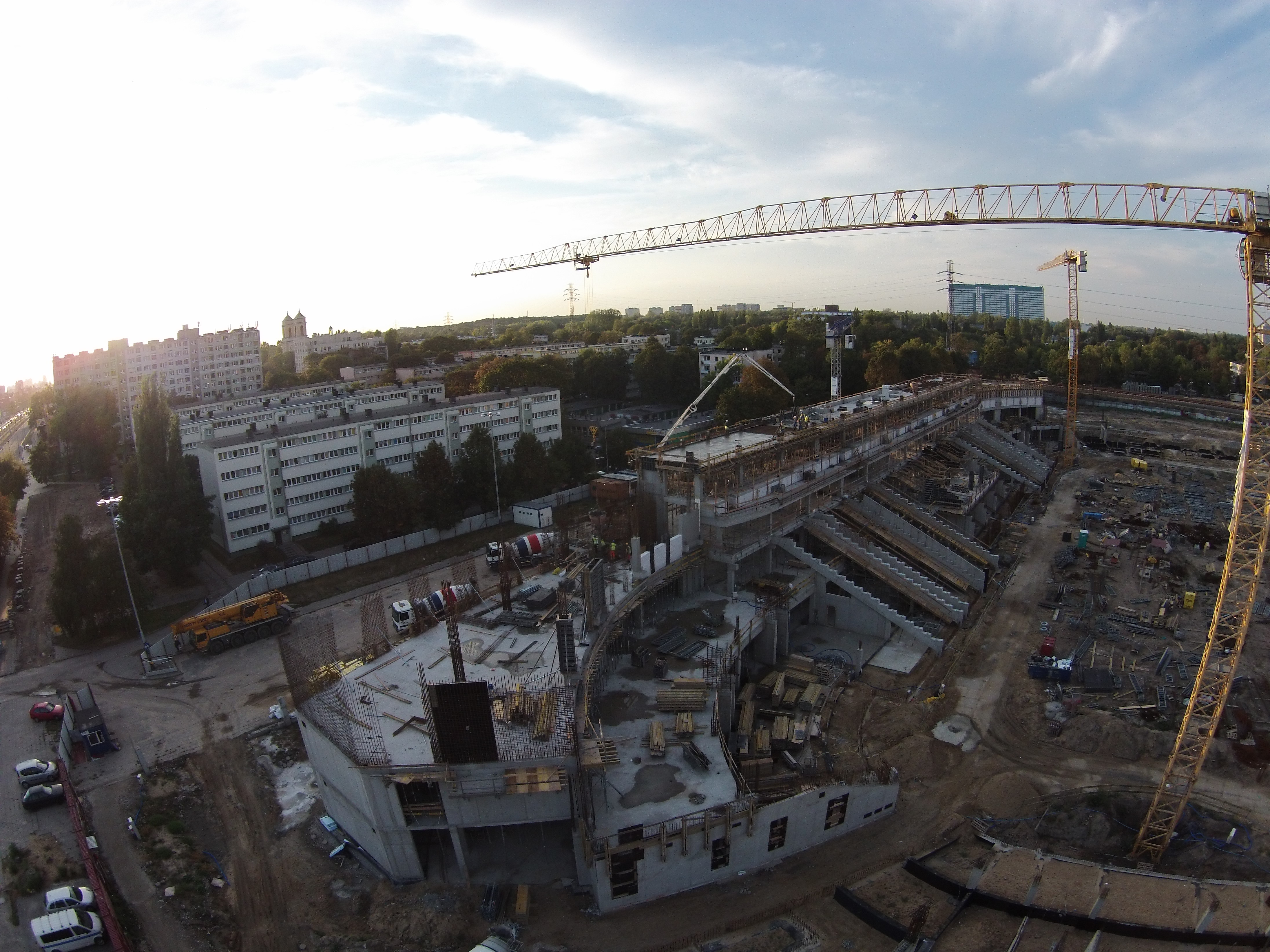
Budowa stadionu (wrzesień 2015)

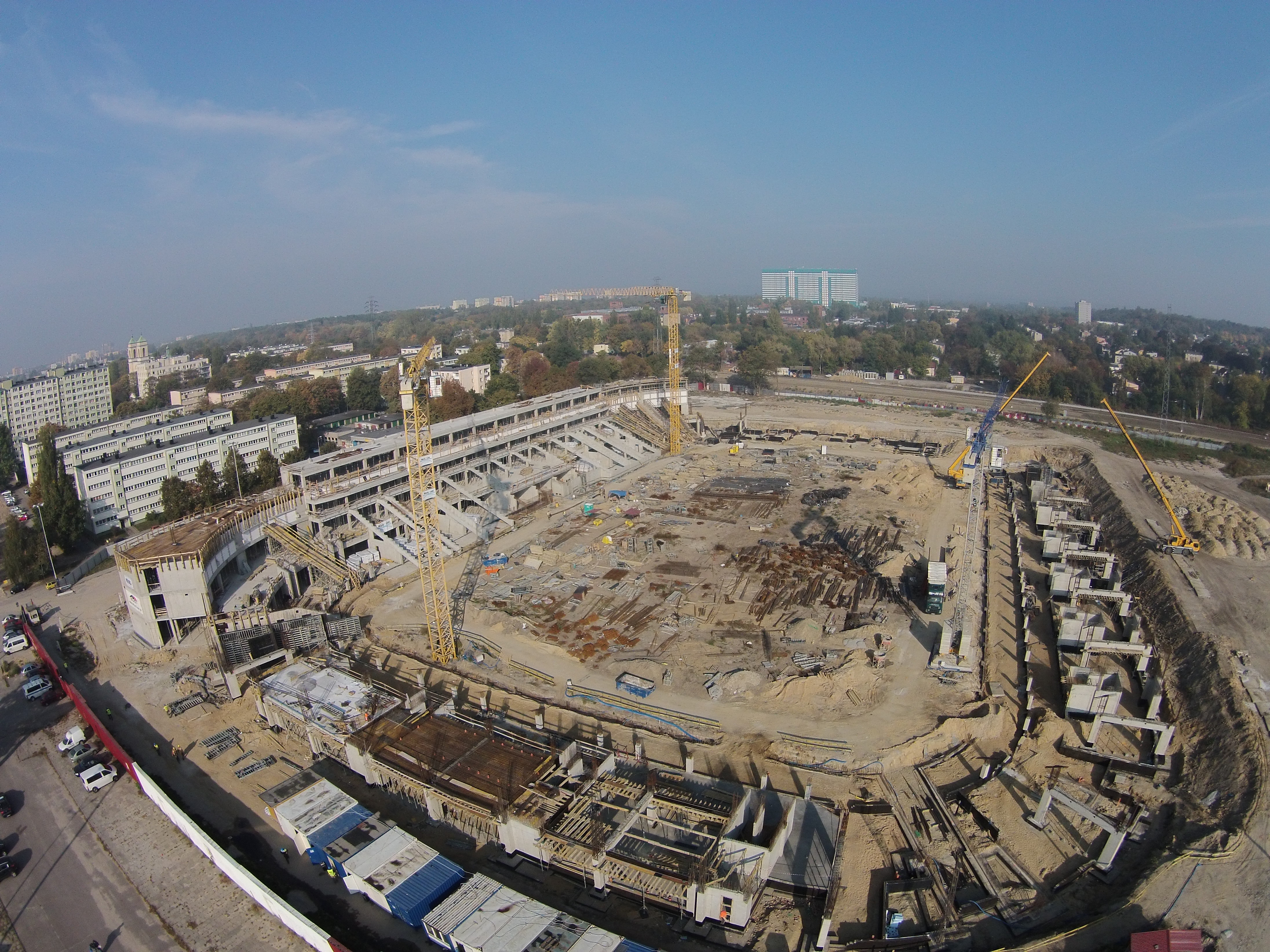
Budowa stadionu (październik 2015)

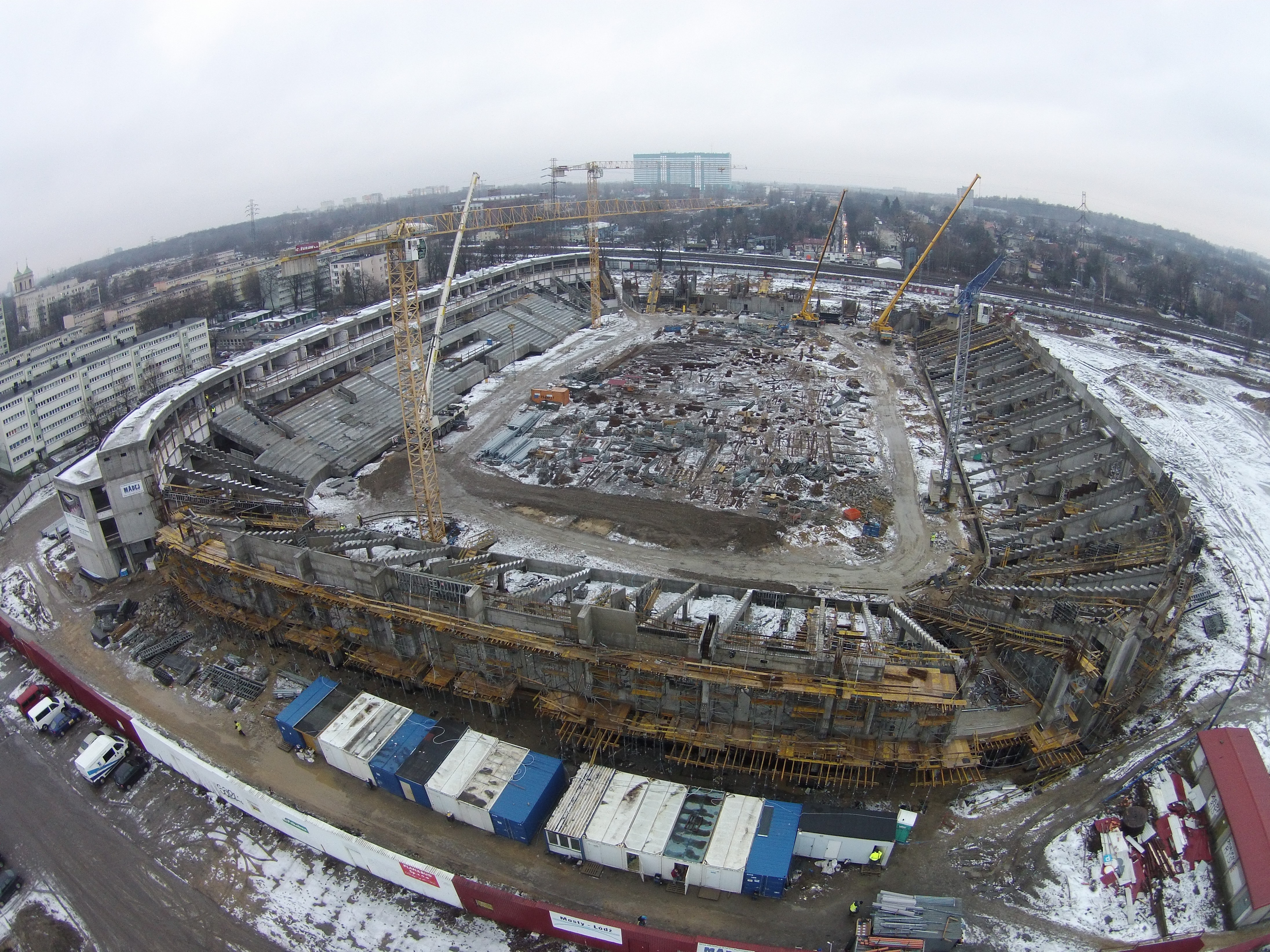
Budowa stadionu (styczeń 2016)

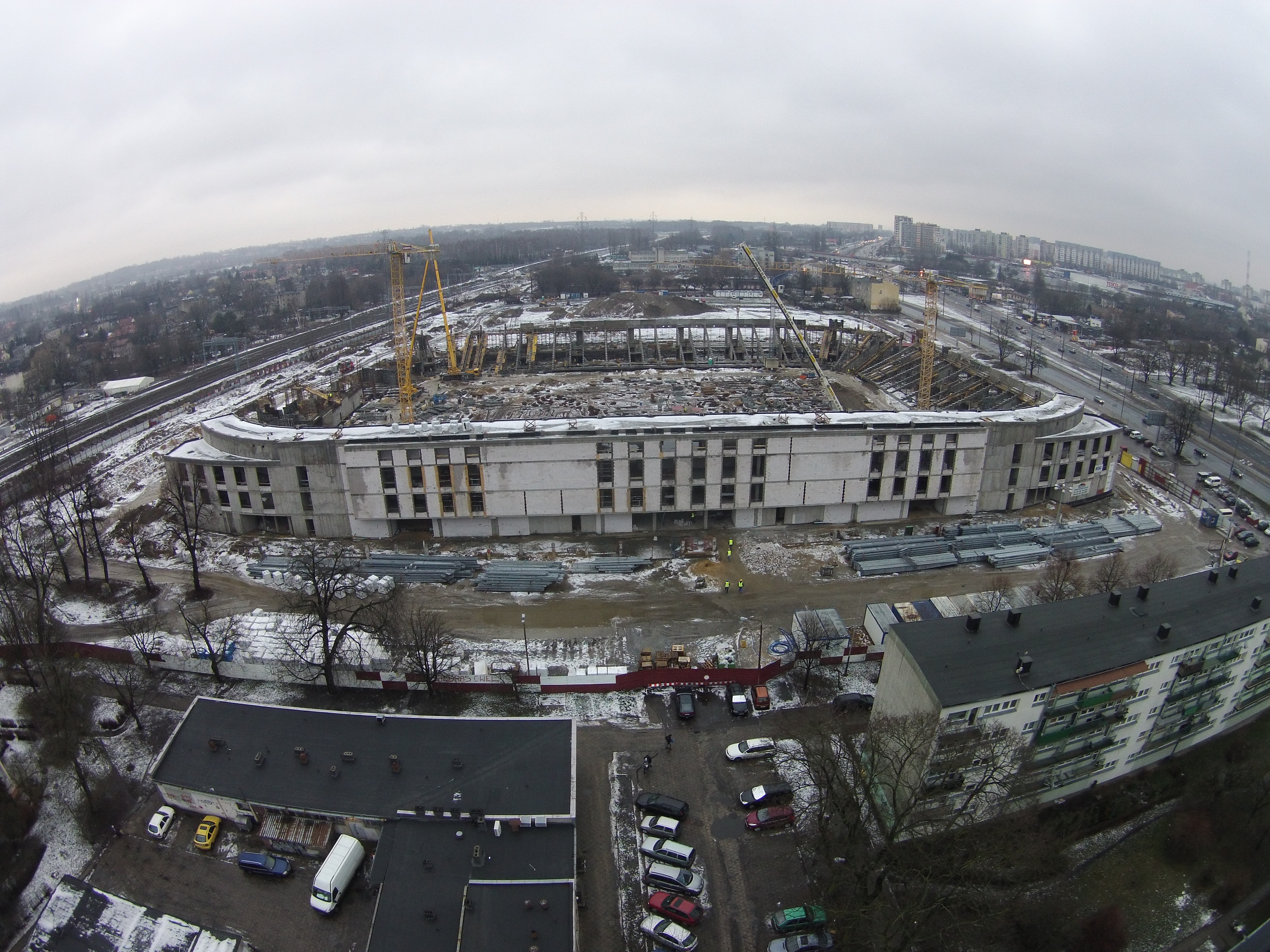
Budowa stadionu (styczeń 2016)

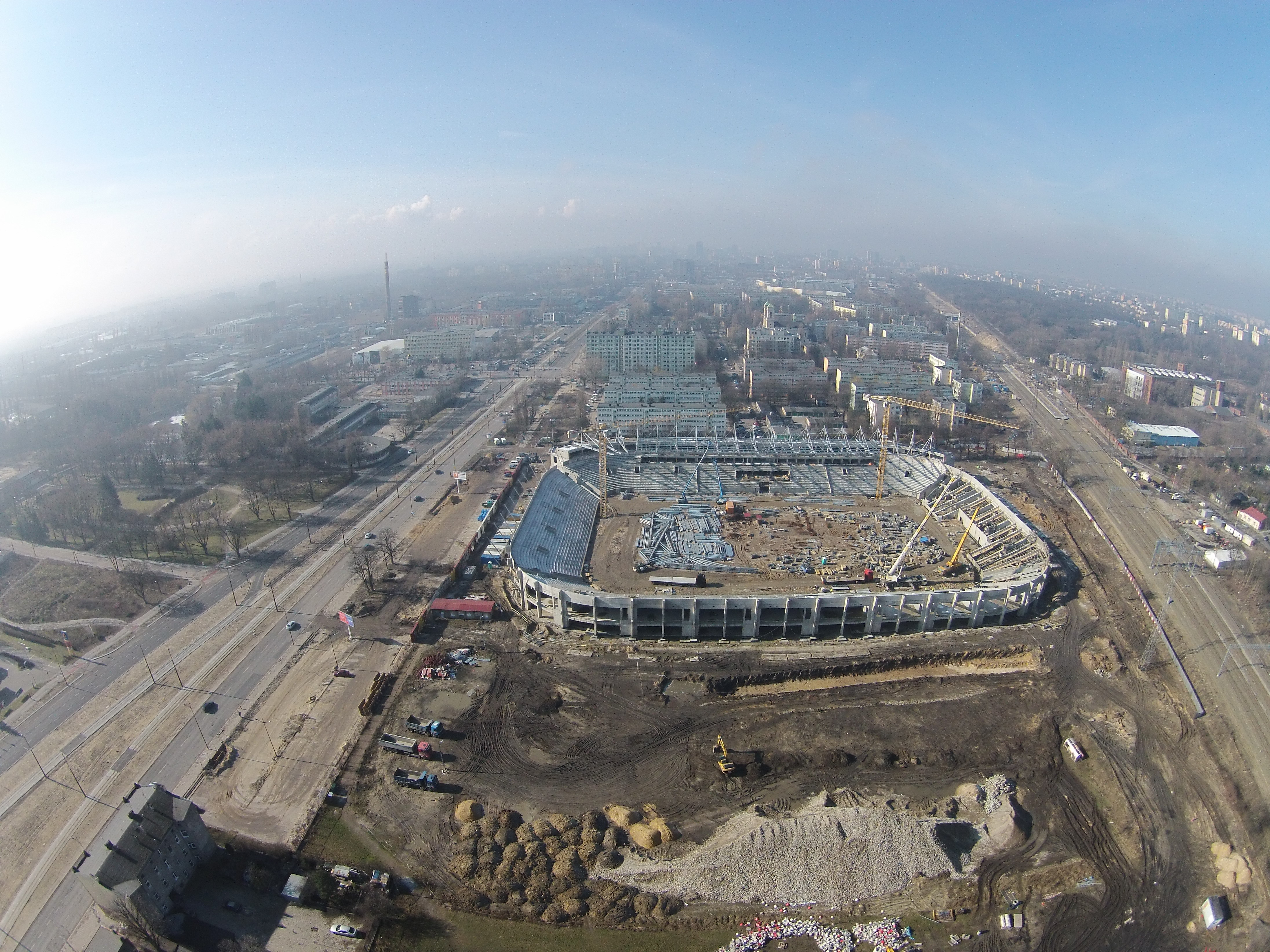
Budowa stadionu (luty 2016)

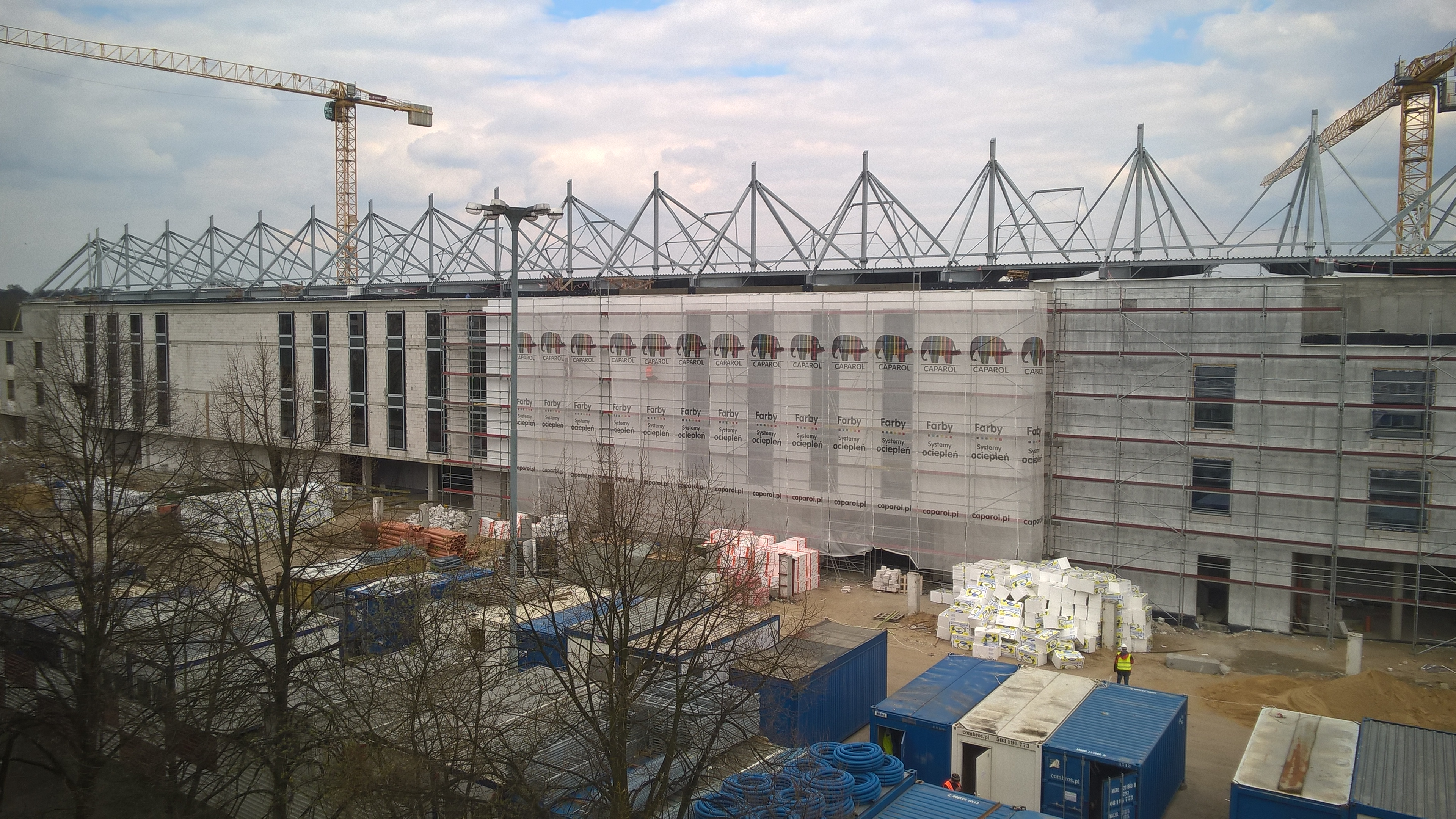
Budowa stadionu (kwiecień 2016)

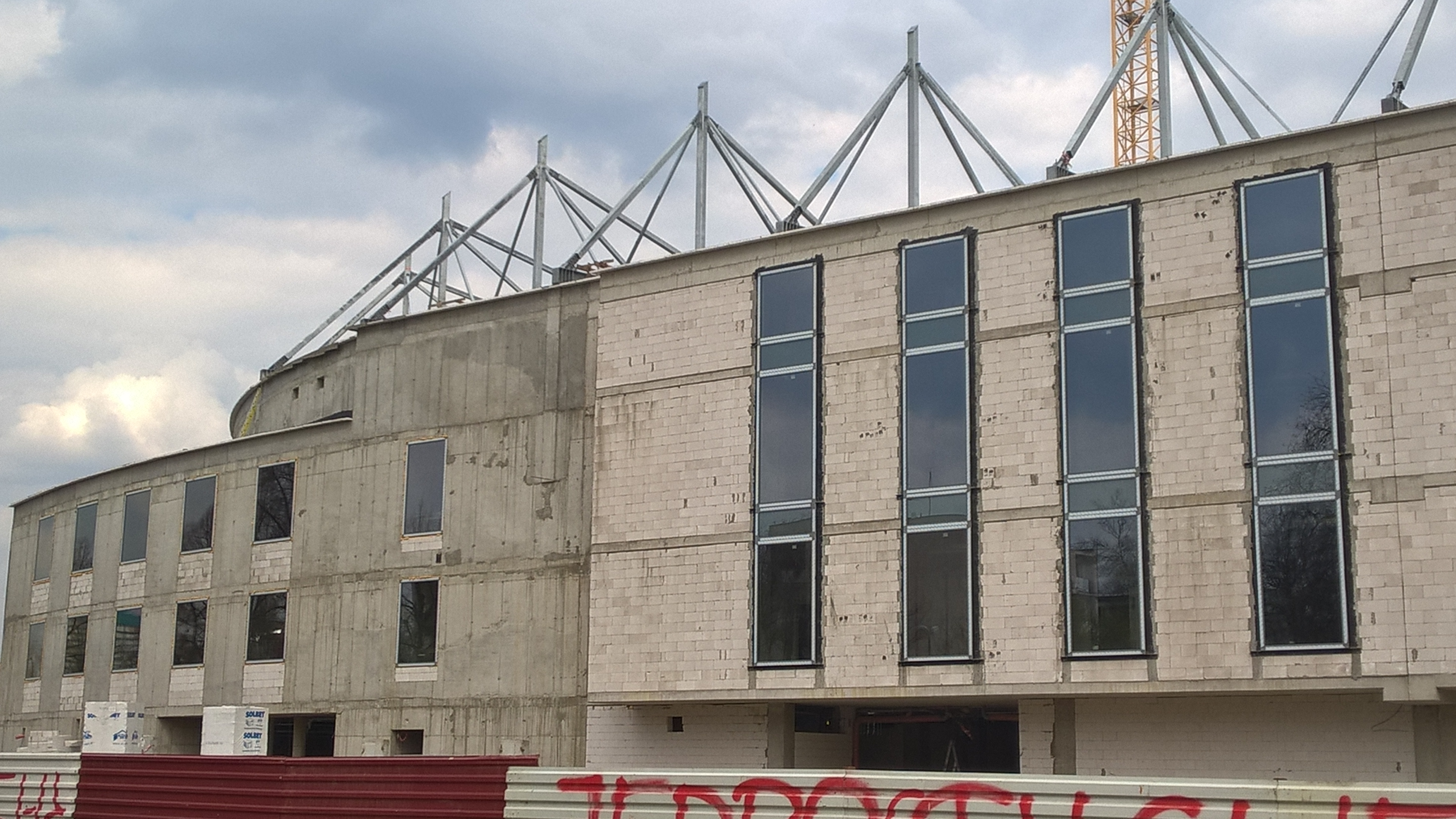
Budowa stadionu (kwiecień 2016)

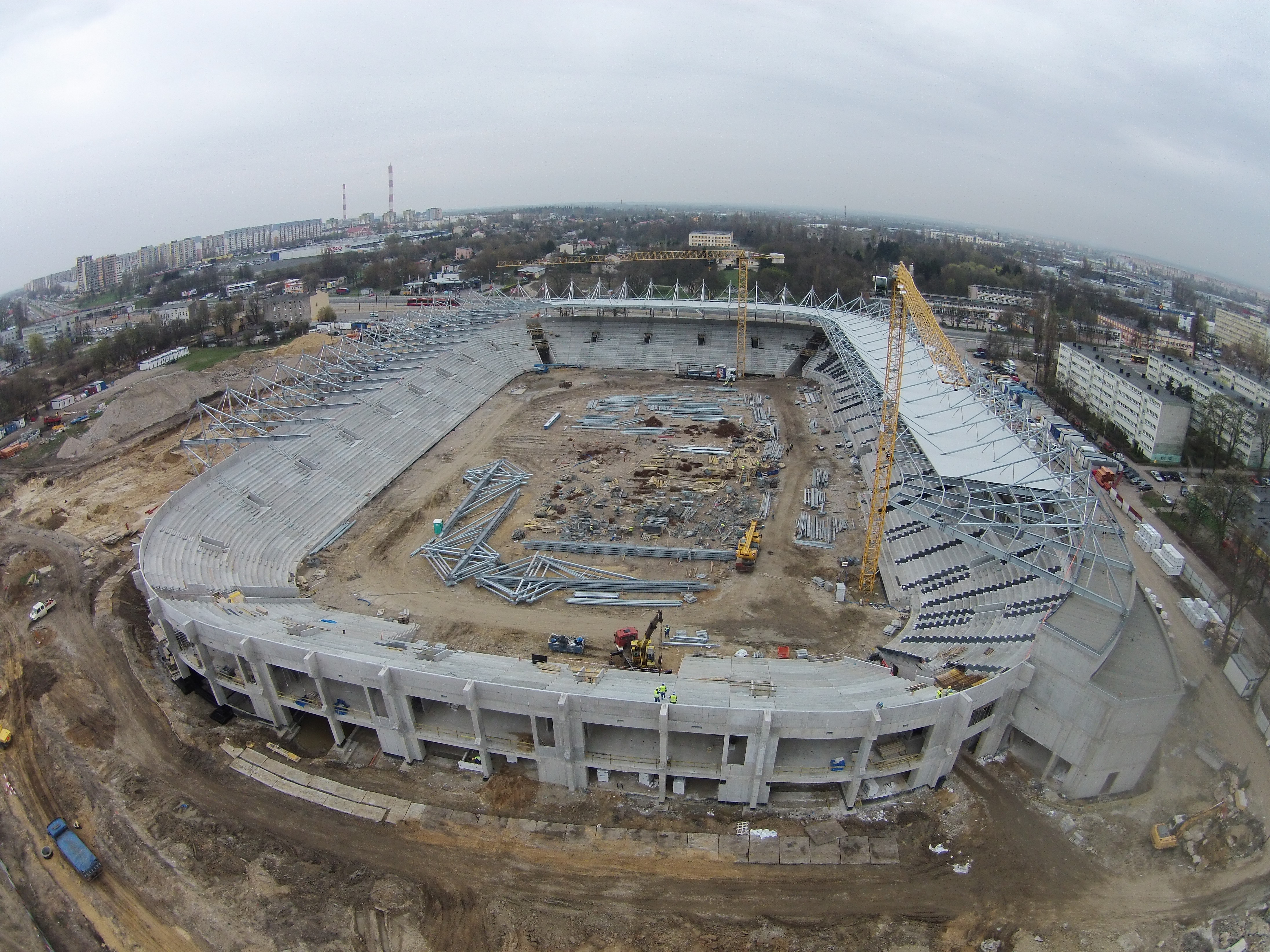
Budowa stadionu (kwiecień 2016)

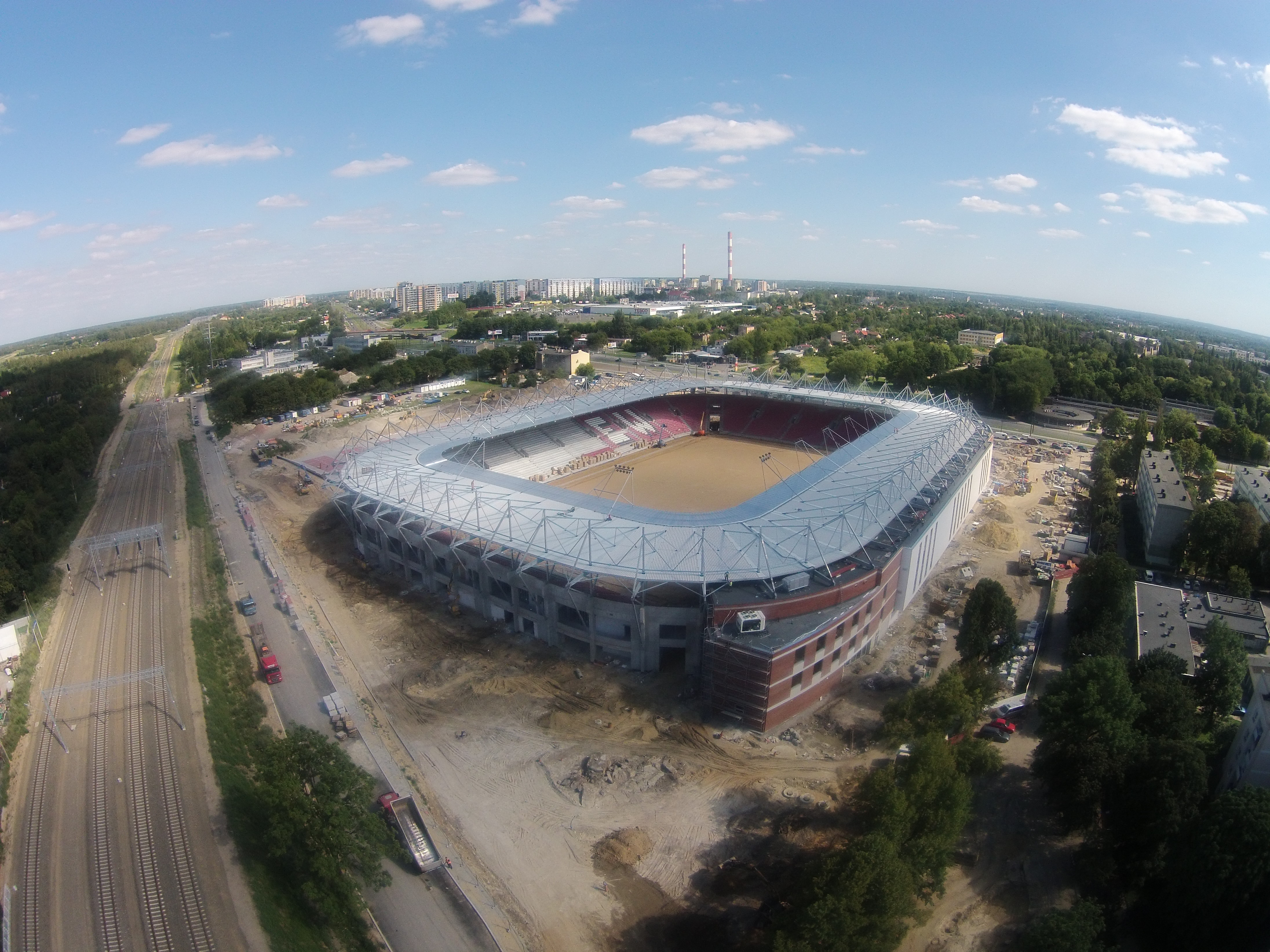
Budowa stadionu (lipiec 2016)

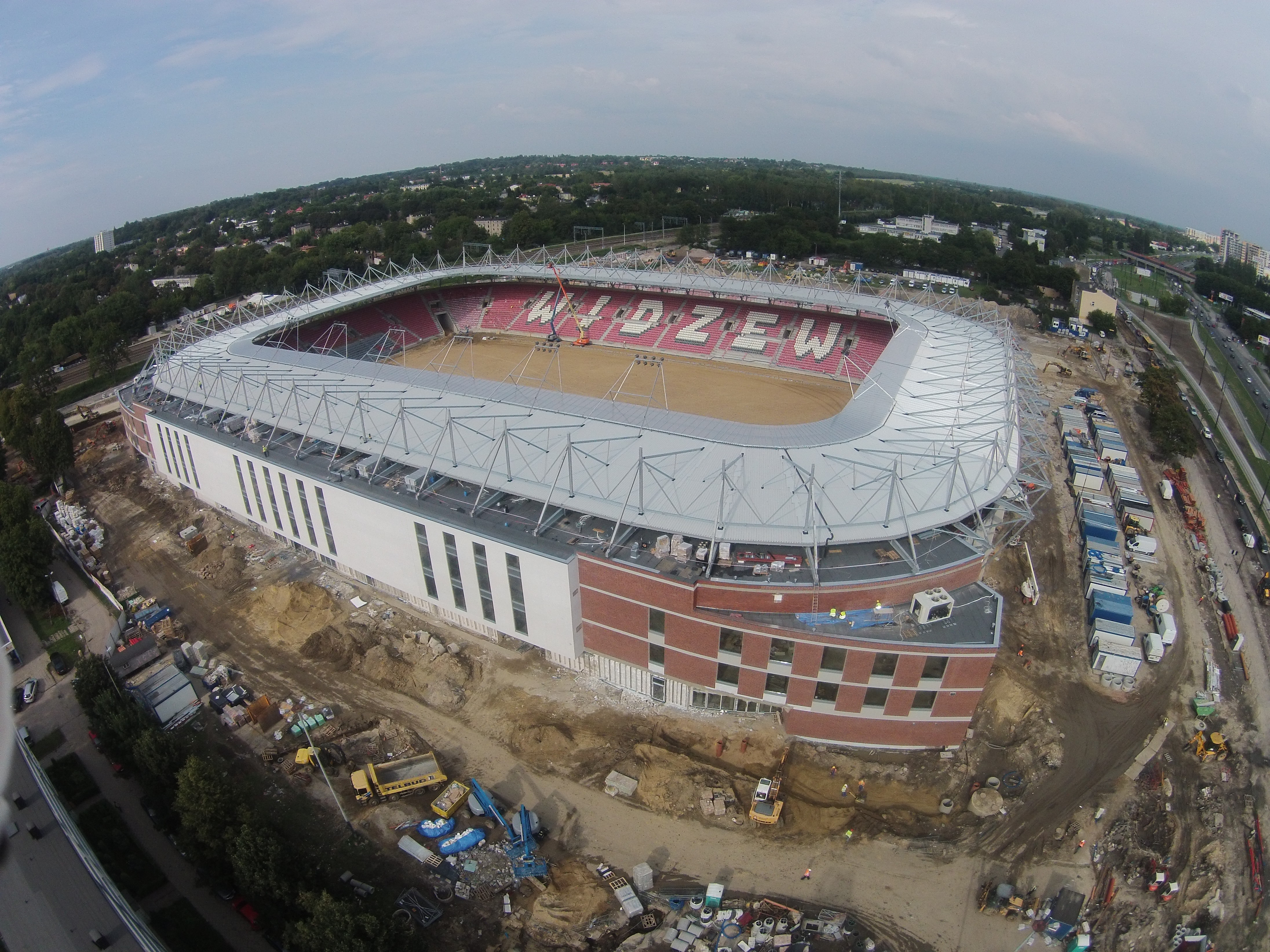
Budowa stadionu (lipiec 2016)

Nowy stadion powstał w miejscu, w którym znajdował się poprzedni obiekt (boisko przesunięto 3 metry w kierunku wschodnim). Pierwsze prace rozpoczęto w styczniu 2015 od rozbiórki starej infrastruktury. Trwała ona do maja, kiedy to usunięto ostatni wał ziemny, stanowiący podstawę trybuny wschodniej.
30 marca 2015 Urząd Miasta Łodzi wydał firmie Mosty-Łódź S.A. pozwolenie na budowę stadionu przy al. Piłsudskiego 138. Była to pierwsza tego typu realizacja budowlana w historii łódzkiej firmy. O jej początkach mówił w wywiadzie Wojciech Pater, prezes Mostów:

Nie mieliśmy obaw, bo przygotowaliśmy się do tego. Mieliśmy partnera, „AK-BUD”, który od samego początku, jeszcze przed zgłoszeniem oferty, nam pomagał. Byli tam m.in. inżynierowie oraz kosztorysanci (...). Non stop na budowie pracowały z nami dwie osoby od nich. Raz w tygodniu spotykaliśmy się na naradzie, przyjeżdżał dyrektor produkcji. Byli dla nas dużym wsparciem. (...) Oni byli partnerem w konsorcjum, które budowało stadion w Poznaniu i zdobywali przy tym doświadczenie. Mówili nam o tych słynnych pięciu tysiącach usterek. Byliśmy nawet wszyscy w Poznaniu, żeby zobaczyć, co było źle zrobione. Chodziło o to, by nie powtórzyć tych błędów tutaj.

Na początku maja, gdy trwały jeszcze ostatnie prace związane z rozbiórką, rozpoczęła się budowa nowego obiektu. Zgodnie z przyjętym harmonogramem trybuna zachodnia była pierwszą, na której zaczęto wylewać tzw. miękki beton oraz stawiać pierwsze ławy fundamentowe. Roboty żelbetowe ruszyły przed terminem, który wyznaczono na 4 maja. W drugiej połowie maja 2015 postawiono żurawie, co pozwoliło na rozpoczęcie prac konstrukcyjnych na trybunie głównej. Kolejne trybuny – południową, wschodnią i północną – budowano zgodnie z odwróconym ruchem zegara.
21 maja 2015 na placu budowy odkryto szczątki ludzkiego ciała. Znajdowały się one na terenie przeznaczonym pod budowę północnej trybuny. Do czasu wyjaśnienia sprawy prace budowlane wstrzymano. Na miejsce wezwano funkcjonariuszy, którzy przeprowadzili oględziny. Biegli stwierdzili, że kości mają kilkadziesiąt lat. W sytuacji, gdy wykluczono wątek kryminalny, policjanci zabezpieczyli teren, a na miejsce wezwano archeologa, który przeprowadził badania okolic znaleziska. Incydent nie wpłynął na kontynuowanie prac budowlanych.
26 sierpnia 2015 podczas wizytacji placu budowy przewodnicząca Komitetu Sterującego ds. Przebudowy Stadionu Miejskiego – Hanna Zdanowska – przedstawiła aktualny stan realizacji inwestycji oraz poinformowała o dodatkowych środkach jakie zostały przyznane przez władze miasta:

Minęło osiem miesięcy od rozpoczęcia prac rozbiórkowych i na terenie inwestycji są kolosalne zmiany. Niebawem konstrukcja zachodniej trybuny zwieńczona zostanie dachem. Stadion Widzewa jest budowany w całości. W ramach uzupełniającego zamówienia przekazaliśmy dodatkowo 2,5 mln zł. Łączny koszt budowy stadionu to ponad 116 mln zł. Dodatkowe środki pozwolą na zadaszenie całego stadionu. Znajdziemy też dodatkowe środki na uruchomienie studni głębinowej, która istnieje na terenie inwestycji, dzięki czemu zmniejszone będą koszty utrzymania obiektu. Przeniesione też zostaną środki na wykończenie całej elewacji ze wszystkich stron. Na początku nie było to przesądzone. A zatem realizujemy całą bryłę stadionu z zadaszeniem i wykończeniem wszystkich trybun. To pozwoli na możliwość korzystania z obiektu w celach komercyjnych.

6 listopada 2015 na placu budowy znaleziono pocisk artyleryjski z czasów II wojny światowej. Niebezpieczny przedmiot, o średnicy 15 cm i długości ok. 50 cm, znajdował się po wschodniej stronie budowanego stadionu, w pobliżu ulicy Sępiej. Na miejsce wezwano funkcjonariuszy, którzy zabezpieczyli teren wokół wykopu, a następnie wezwali patrol saperski z jednostki wojskowej w Tomaszowie Mazowieckim. Prace budowlane wstrzymano jedynie w strefie bezpośrednio sąsiadującej z pociskiem. Sytuacja nie miała wpływu na harmonogram prac.
14 grudnia 2015 rozpoczęto montaż pierwszych płyt audytoryjnych z prefabrykatów na belkach grzebieniowych. Są to elementy widowni, na których później zamontowano krzesełka. Łącznie wyprodukowano 611 takich płyt (powtarzalnych kilkanaście sztuk, a unikalne przeznaczone do montażu na łukach stadionu). W połowie grudnia rozpoczęto także zwożenie na plac budowy elementów konstrukcji dachu stadionu.
26 stycznia 2016 rozpoczęto montaż dachu. Skręcone wcześniej na poziomie terenu elementy konstrukcji w postaci dźwigarów blachownicowych zaczęto zespalać z bryłą obiektu, umieszczając je na kotwiach dachowych. Łącznie na stadionie zamontowanych zostało 56 stalowych przęseł, których zadaniem jest utrzymywanie poszycia dachowego. Na dźwigarach zamontowano płatwie, na których rozpoczęto montaż dachu, czyli blach trapezowych i przezroczystego poliwęglanu. Prace rozpoczęto od trybuny zachodniej, na której umieszczono 22 dźwigary dachowe. Za produkcję oraz montaż ważącej 666 ton konstrukcji dachu oraz montaż kompletnego poszycia zadaszenia wszystkich trybun odpowiadała firma ADMT SA z Sokółki na Podlasiu.
1 lutego 2016 odbyła się na placu budowy konferencja prasowa. Podczas spotkania z dziennikarzami Włodzimierz Galus (przedstawiciel firmy Mosty-Łódź) omówił szczegółowo postęp prac:

W ubiegłym tygodniu rozpoczęliśmy montaż dachu. Główne dźwigary w ilości dziesięciu sztuk są już zamontowane. Łącznie będzie ich pięćdziesiąt sześć. Rozpoczęliśmy montaż płatwi i na nie zostaną już zamontowane elementy dachu, czyli blachy. Prace idą zgodnie z planem. Myślę, że na koniec kwietnia i dach i płyty audytoryjne będą już zamontowane. W budynku zachodnim rozpoczęliśmy prace z zakresu instalacji sanitarnych, teletechnicznych, wysoko i nisko prądowych. Trybuna południowa jest już w zakresie prac żelbetowych zakończona. Na wschodniej trybunie zostały dwa elementy do zabetonowania. Trybuna północna jest zaawansowana w około pięćdziesięciu procentach. Jeżeli pogoda pozwoli, to do końca lutego powinniśmy zakończyć prace na niej w przedmiocie robót żelbetowych. (...) Już w przyszłym tygodniu zaczynamy montaż elementów elewacyjnych w postaci fasad aluminiowych.

2 marca 2016 rozpoczęto przebudowę układu komunikacyjnego wokół stadionu. Prace zapoczątkowano na ulicy Sępiej, która została przedłużona do nowego odcinka ul. Józefa. Gruntowa dotychczas droga zyskała jezdnię oraz chodniki. W następnej kolejności drogowcy zmodernizowali i przedłużyli ul. Józefa (do ul. Widzewskiej) oraz przebudowali ul. Tunelową (od al. J. Piłsudskiego do ul. Józefa), ul. Widzewską (między al. J. Piłsudskiego a torami kolejowymi) oraz rozbudowali al. J. Piłsudskiego (na odcinku od ul. Widzewskiej do ul. Niciarnianej). Na wszystkich drogach wymieniona została nawierzchnia, chodniki, sieci podziemne, pojawiły się nowe nasadzenia i oświetlenie. Dzięki robotom drogowym utworzono wokół stadionu ring drogowy, który poprawił komunikację publiczną, samochodową i pieszą, ułatwiając poruszanie się po tamtym rejonie. Największe zmiany wprowadzono na ul. Józefa, która przebiega obecnie po wiadukcie nad ul. Niciarnianą. To strategiczna trasa, ponieważ to właśnie od tej strony znajduje się wjazd na parking stadionu, który mieści 650 samochodów osobowych (21 miejsc jest dla osób niepełnosprawnych) i 9 autokarów. Łącznie przebudowano 2 km dróg wokół stadionu i posadzono ponad 200 drzew.
10 marca 2016 na trybunie zachodniej zamontowano pierwsze elementy poszycia dachowego, czyli blachę trapezową. Materiał dostarczył białostocki oddział firmy „Blachy Pruszyński”.
5 maja 2016 rozpoczęto układanie cegły klinkierowej. Specjalnie wypalany materiał ma różne odcienie i jest wizualnie postarzony. Ma to nawiązywać do historycznych elewacji budynków dawnej Łodzi oraz oddawać robotniczy charakter nie tylko miasta, ale i samego klubu. Klinkier położono na dwóch łukach trybuny zachodniej od strony ul. Tunelowej i al. Piłsudskiego. Cegły były wytwarzane ręcznie przez firmę z Dąbrówki, która w podobny sposób produkowała je również dla obiektów zabytkowych.
18 maja 2016 położono pierwsze płyty poliwęglanowe na zadaszeniu stadionu. Przezroczyste arkusze przykręcono do konstrukcji stalowej zwanej „zetką”. Płyty przykryły wewnętrzny obwód dachu, dając dostęp promieni słonecznych do boiska. Pokrycie całości zadaszenia płytą poliwęglanową wyniosło ok. 2 tys. m² (formatki w wymiarze 5,30 × 1,05 m, grubość 16 mm). Prace nad zadaszeniem zakończyły się w sierpniu.
20 maja 2016 rozpoczęto prace montażowe przy oświetleniu boiska. Pierwsze jupitery zamontowano na trybunie południowej na konstrukcji stalowej w kształcie trapezu.
Pod koniec maja 2016 rozpoczęto porządkowanie i przygotowanie terenu pod przyszłe pole do gry. We wrześniu zainstalowano system podgrzewający i nawadniający murawę, a w październiku ułożono warstwę nośną, a następnie rolki trawy dostarczone z plantacji z Czarnocina (tamtejsza plantacja dostarczała nawierzchnie m.in. na Stadion Narodowy w Warszawie). Układaniem naturalnego boiska, z podgrzewaniem, nawadnianiem i odpowiednim drenażem, zajmowała się firma Greenboss z Poznania, znana dotąd z pielęgnacji murawy na INEA Stadionie w Poznaniu. W październiku ułożono także wokół boiska opaskę z trawy sztucznej. Producentem syntetycznej nawierzchni była firma Dywilan z Łodzi. Opaska pokryła w całości około 2 tys. m² powierzchni (wysokość runa 20 mm, szerokość rolki 4 m, długość 25 m).
10 czerwca 2016 rozpoczęto na trybunie północnej prace związane z częścią demontażową. Stalowa konstrukcja (dająca się przenosić do magazynów stadionu bez użycia urządzeń dźwigowych) ma umożliwiać ustawienie w jej miejscu sceny służącej do organizacji imprez innych niż mecze piłkarskie, np. koncertów muzycznych.
14 czerwca 2016 rozpoczęto za trybuną wschodnią, na terenie dawnego boiska bocznego, budowę parkingu. Parking ma liczyć ok. 660 miejsc dla samochodów osobowych (w tym 108 miejsc VIP) oraz 9 stanowisk autokarowych.
28 czerwca 2016 od strony al. Piłsudskiego, gdzie znajduje się trybuna południowa, zamontowano pierwsze elementy stalowej siatki elewacyjnej.
Na początku lipca 2016 rozpoczęto montaż ponad 18 tys. składanych krzesełek. Czerwonymi siedziskami wypełniono najpierw trybunę południową, w liczbie ponad trzech tysięcy, a następnie zamontowano resztę na pozostałych częściach stadionu. Na trybunie wschodniej – vis-à-vis VIP-owskiej – umieszczono także białe i czarne, z których utworzono napis „Widzew”. Było to nawiązaniem do starego obiektu, gdzie również na wschodzie widniał taki napis, choć o innym kroju i kolorystyce. Duży biały napis z czarnym cieniem został opracowany przez internautów i zastąpił ten, który pierwotnie zaprojektowali architekci. Wzorowano się na epigrafie ze stadionu Anfield (trybuna The Kop). Krzesełka dostarczyła Forum Seating należąca do krośnieńskiej Grupy Nowy Styl. Wybrano model tzw. Stuttgart, który swą nazwę zawdzięcza montażowi po raz pierwszy właśnie w Stuttgarcie, na Mercedes-Benz Arenie.
Na przełomie sierpnia i września 2016 zamontowano 2 ekrany reklamowe LED/telebimy (po jednym w południowo-zachodnim i północno-wschodnim narożniku).
1 września 2016 rozpoczęto wewnątrz trybuny zachodniej prace związane z obszerną salą bankietową z widokiem na płytę boiska. Sala otrzymała podłoże wyłożone parkietem.
3 lutego 2017 podpisano tzw. protokół końcowy i doszło do oficjalnego przekazania nowego stadionu miastu Łódź przez wykonawcę tej inwestycji, czyli firmę „Mosty-Łódź”. Dzięki temu zarządzanie obiektem rozpoczęła Miejska Arena Kultury i Sportu, która została operatorem stadionu (na mocy uchwały Rady Miejskiej z 16 listopada 2016). Do przekazania stadionu doszło ponad dwa miesiące po wstępnym terminie ukończenia budowy, zaplanowanym na koniec listopada 2016. Prace przeciągnęły się z powodu dodatkowych zadań i niezależnego od wykonawcy opóźnienia nowej stacji transformatorowej przy stadionie.

### Koszt budowy
„Oczekiwania były ogromne. Słyszałam o stadionie na 35 czy 40 tysięcy widzów. Na taki nas nie stać. Trzeba było zdecydować się na taką formułę, na którą nas stać. Powstał bardzo fajny obiekt za rozsądną cenę. Jestem spokojna, że nie miałam fanaberii, takiej jak niektóre inne miasta, które wydały na stadion 800 milionów albo miliard”.

Całkowity koszt budowy stadionu na Widzewie, wraz z przebudową kilku sąsiadujących z nim ulic (Sępią, Widzewską, Piłsudskiego, Józefa i Tunelową), linii wysokiego napięcia oraz dodatkowymi zadaniami wyniósł 153 mln zł. Sam stadion kosztował 124 mln zł, co daje w przeliczeniu na jedno miejsce/krzesełko ok. 6900 zł brutto (dla porównania koszt jednego miejsca na Stadionie Narodowym wyniósł 32500 zł). Budowa obiektu została sfinansowana z budżetu miasta Łodzi.
Na niski koszt budowy złożyło się kilka czynników. Jednym z najważniejszych był wybór wykonawcy. Zwycięzca przetargu, firma Mosty-Łódź, swoją siedzibę miała w Łodzi, co pod względem logistycznym znacząco wpłynęło na koszty. Sprzęt, biura i pracownicy byli na miejscu, a w trakcie budowy stadionu firma realizowała w okolicy inną kluczową inwestycję, jaką był drugi etap budowy trasy W-Z. Nie było zatem żadnego problemu ze stworzeniem odpowiedniego zaplecza.
Kolejnym istotnym czynnikiem była formuła realizacji inwestycji – „zaprojektuj i wybuduj”. Wykonawca miał spore pole manewru przy ustalaniu tego, jak ma wyglądać nowy obiekt, z jakich materiałów ma być zbudowany i co powinien zawierać. Nie bez znaczenia był też fakt, że minął w Polsce okres bumu na budowanie stadionów, które powstawały głównie przed Mistrzostwami Europy w Piłce Nożnej w 2012. Na rynku było wiele firm posiadających odpowiednie referencje, a Łódź była jednym z ostatnich dużych miast, w którym nie powstał jeszcze nowoczesny stadion.

### Operator i główny użytkownik obiektu
Za zarządzanie obiektem oraz zapewnienie przychodów umożliwiających pokrycie kosztów, odpowiada oficjalny operator stadionu – Miejska Arena Kultury i Sportu (na mocy uchwały Rady Miejskiej z 16 listopada 2016).
Głównym użytkownikiem obiektu jest stowarzyszenie RTS Widzew Łódź, które przy al. Piłsudskiego 138 ma swoją siedzibę. Na mocy umowy z 7 marca 2017 pomiędzy Widzewem a miejską spółką MAKiS, klub ma prawo wynajmować nowy stadion nie tylko w dniach meczowych, ale także na stałe korzystać z obiektu, jego zaplecza, powierzchni biurowych oraz komercyjnych (m.in. specjalnych lóż VIP-owskich, tzw. skyboxów). 13 marca 2017 na stadionie swoją działalność zainaugurował oficjalny sklep stacjonarny Widzewa Łódź (od 22 września 2017 w nowym, większym lokalu).

### Uroczyste otwarcie stadionu
„Jak ja grałem w piłkę, na tej trybunie byli wasi ojcowie, wasi dziadkowie, a dzisiaj jesteście wy. Trochę głosu brakuje, kiedy widzi się ten stadion. Widzew ma piękny obiekt i wspaniałych kibiców. To do czegoś zobowiązuje. Trzeba trochę cierpliwości i będą wielkie sukcesy”.

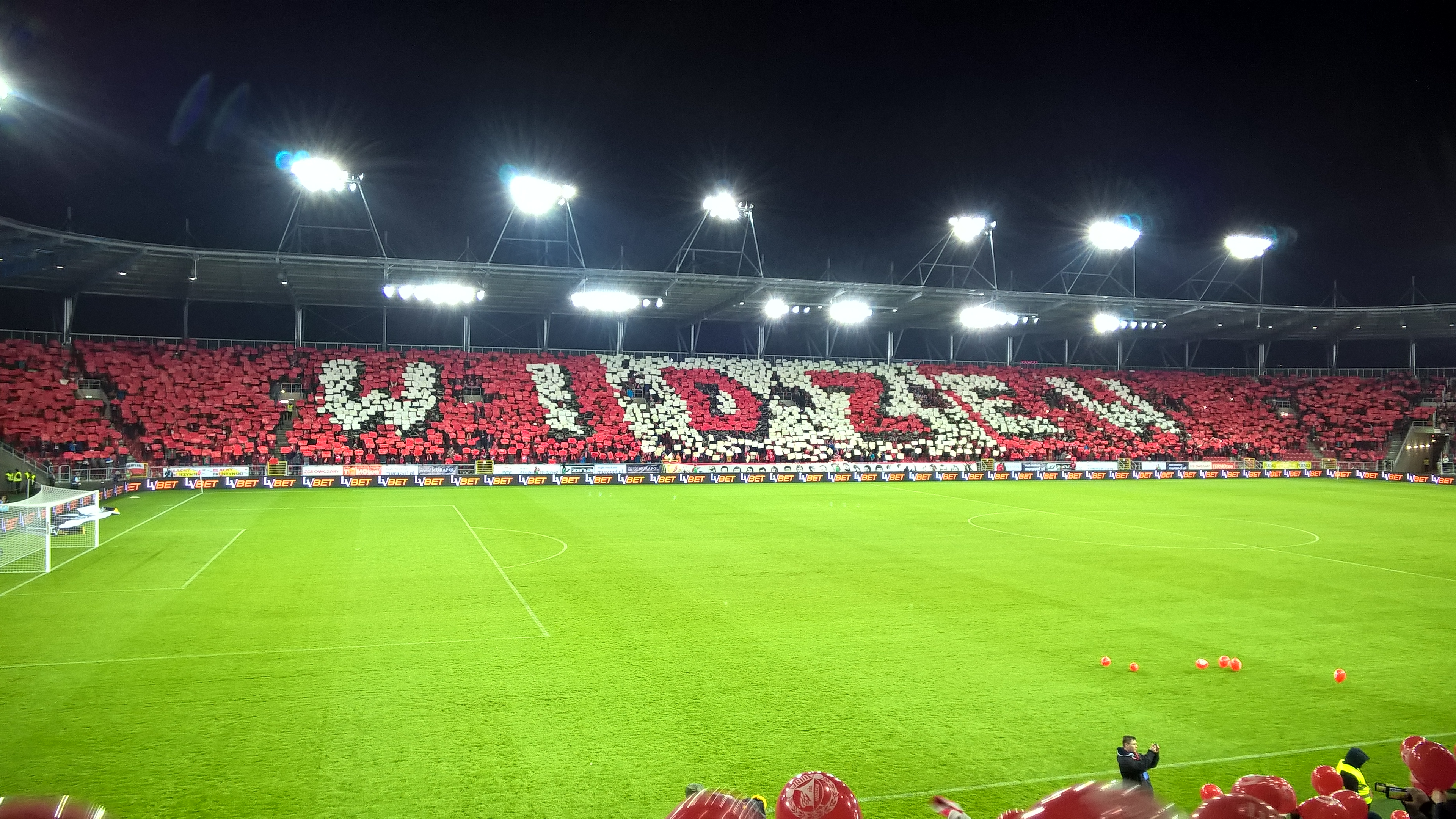
Kartoniada podczas meczu otwarcia

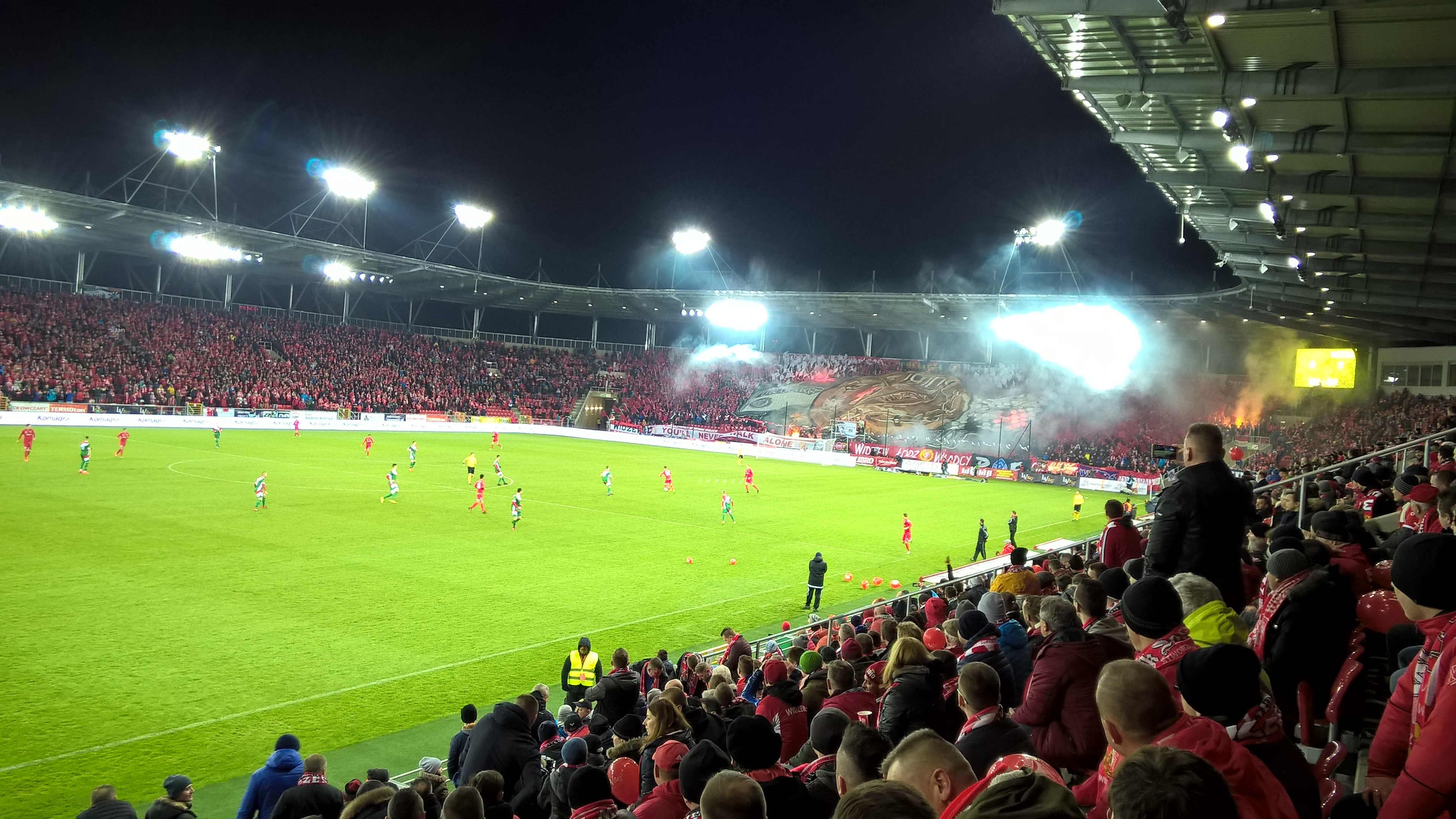
Sektorówka podczas meczu otwarcia

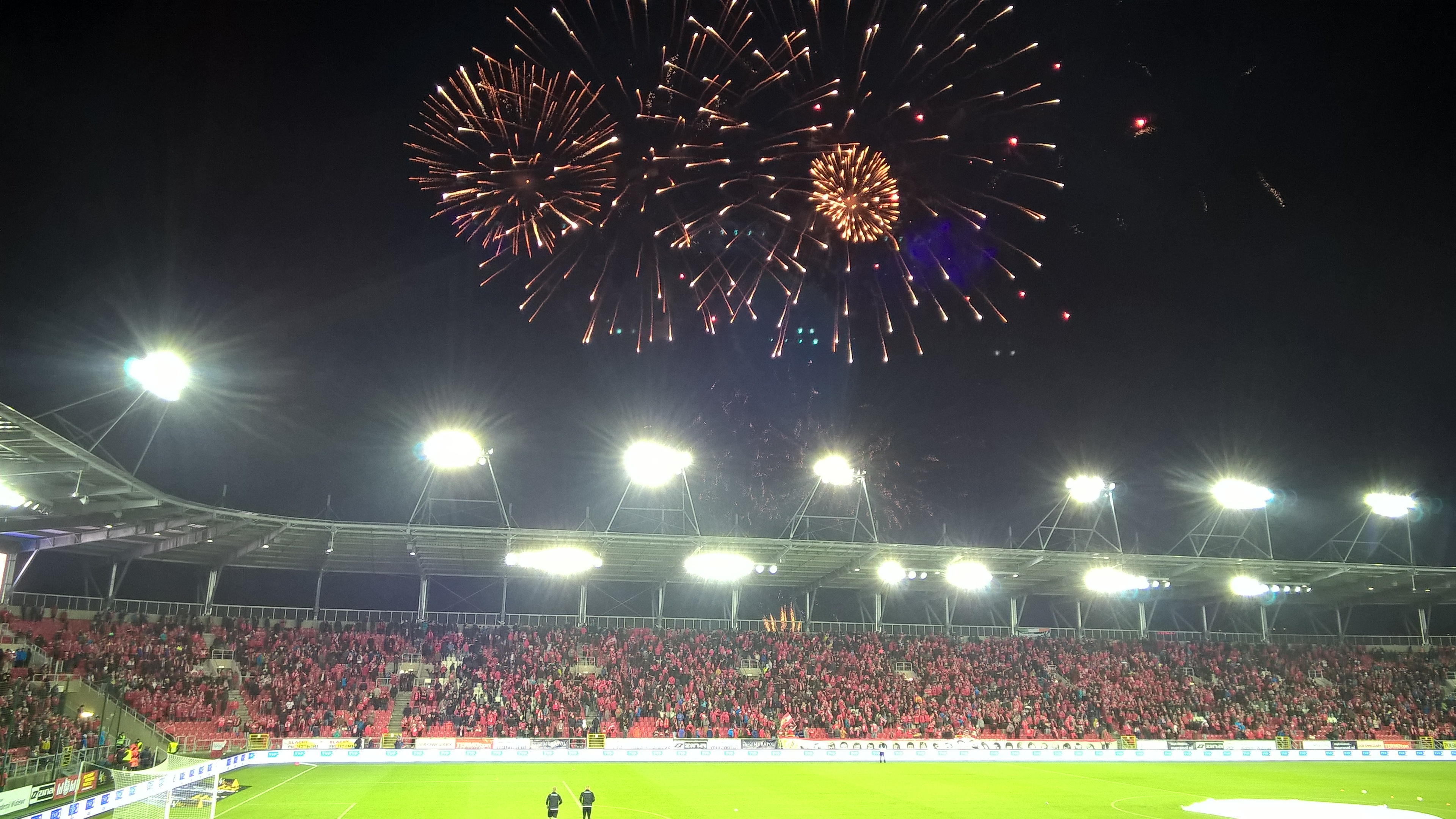
Pokaz sztucznych ogni

18 marca 2017 odbyło się oficjalne otwarcie nowego stadionu przy al. Piłsudskiego 138. Po symbolicznym przecięciu wstęgi przez prezydent Łodzi Hannę Zdanowską wraz z członkami zarządu RTS Widzew, na murawę zaproszono byłych piłkarzy łódzkiego klubu, w których imieniu krótko przemówili Józef Młynarczyk, Zbigniew Boniek oraz Wiesław Wraga. Ten ostatni zastąpił zmarłego Marka Piętę na stanowisku prezesa Stowarzyszenia Byłych Piłkarzy Widzewa. Zasłużeni piłkarze odbyli rundę honorową wokół boiska, podczas której dziękowano im owacją na stojąco. W tym czasie na środku boiska płonęła jedna raca, która miała przypominać o zmarłych już wielkich piłkarzach klubu.
W ramach uroczystości wręczono statuetkę „Widzewiaka Roku”. Otrzymał ją łódzki radny Rafał Markwant, który od wielu lat wspierał inicjatywę powstania nowego stadionu na Widzewie. Przekazano także prawa do odtwarzania utworu „Taniec Eleny”. Potwierdził to obecny na meczu autor utworu – Michał Lorenc. Kompozytor nie krył zadowolenia z faktu, że motyw muzyczny, pochodzący ze ścieżki dźwiękowej do filmu „Bandyta”, na stałe towarzyszy wyjściom piłkarzy Widzewa na mecze rozgrywane przy al. Piłsudskiego. Ceremonię otwarcia zakończył pokaz fajerwerków za trybuną wschodnią.
Inauguracyjny mecz piłkarski rozegrały drużyny Widzewa Łódź i Motoru Lubawa. Spotkanie – w ramach 19. kolejki rozgrywek III ligi – zakończyło się zwycięstwem gospodarzy 2:0 (1:0). Historycznego, pierwszego gola na nowym stadionie zdobył w 23. minucie Mateusz Michalski, a w doliczonym czasie gry wynik ustalił Daniel Mąka. Mecz obserwowało z trybun 17 443 widzów. To rekord frekwencji w Polsce na spotkaniu III ligi (czwartym poziomie rozgrywkowym). Na obiekcie pojawiło się ponad 150 dziennikarzy, będących przedstawicielami najważniejszych mediów w kraju. Nie zabrakło również gości zza granicy, m.in. przedstawicieli mediów z Niemiec i Rosji.
| Skład Widzewa |
| --- |
| Patryk Wolański – Marcin Kozłowski, Marcin Nowak, Sebastian Zieleniecki, Bartłomiej Gromek, Maciej Kazimierowicz, Daniel Mąka, Mateusz Michalski (65’ Adrian Budka), Adam Radwański, Yudai Ogawa (57’ Sebastian Olczak), Marcin Krzywicki (74’ Dawid Kamiński). |

### Konstrukcja i wyposażenie

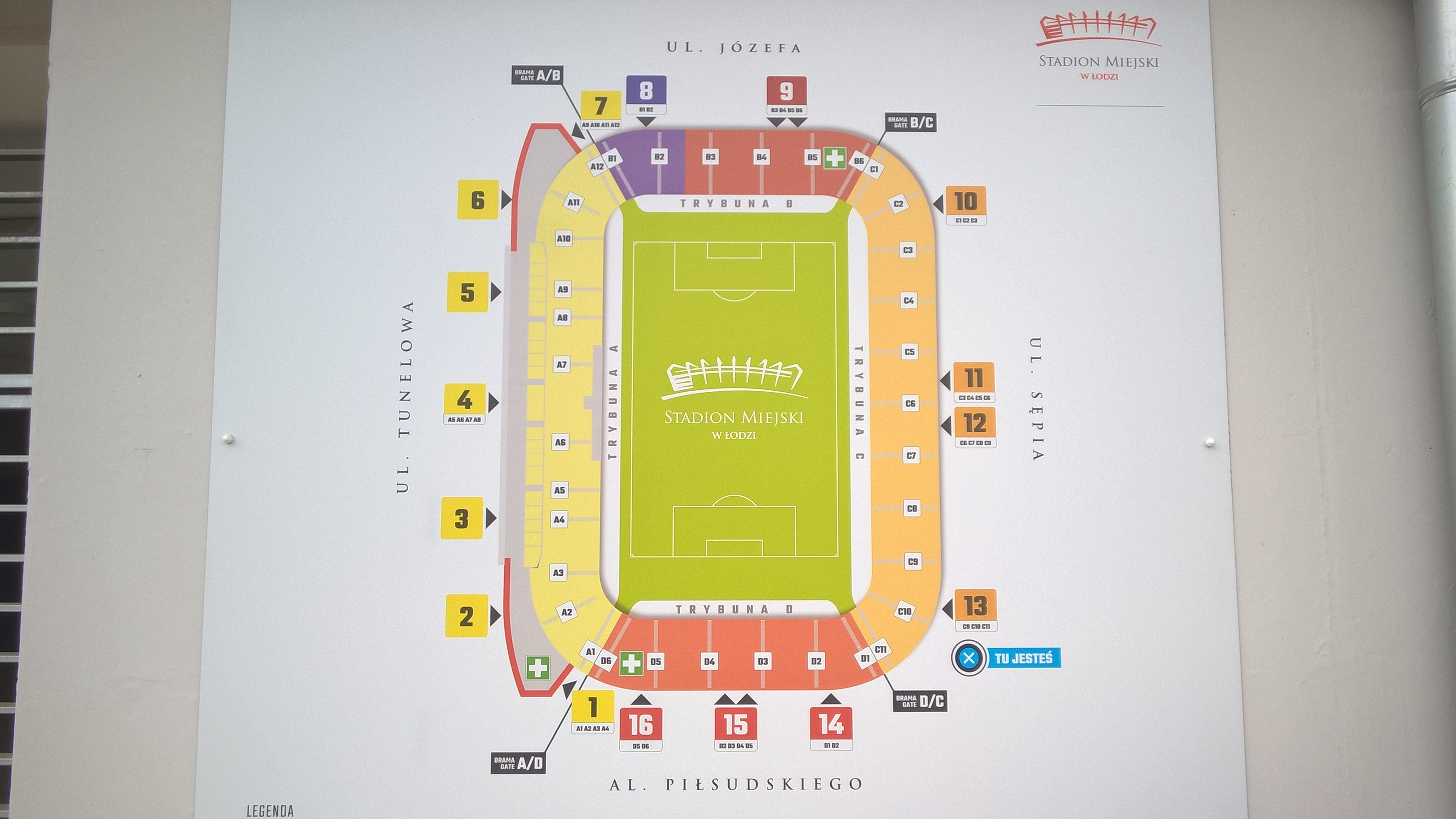
Plan nowego stadionu Widzewa

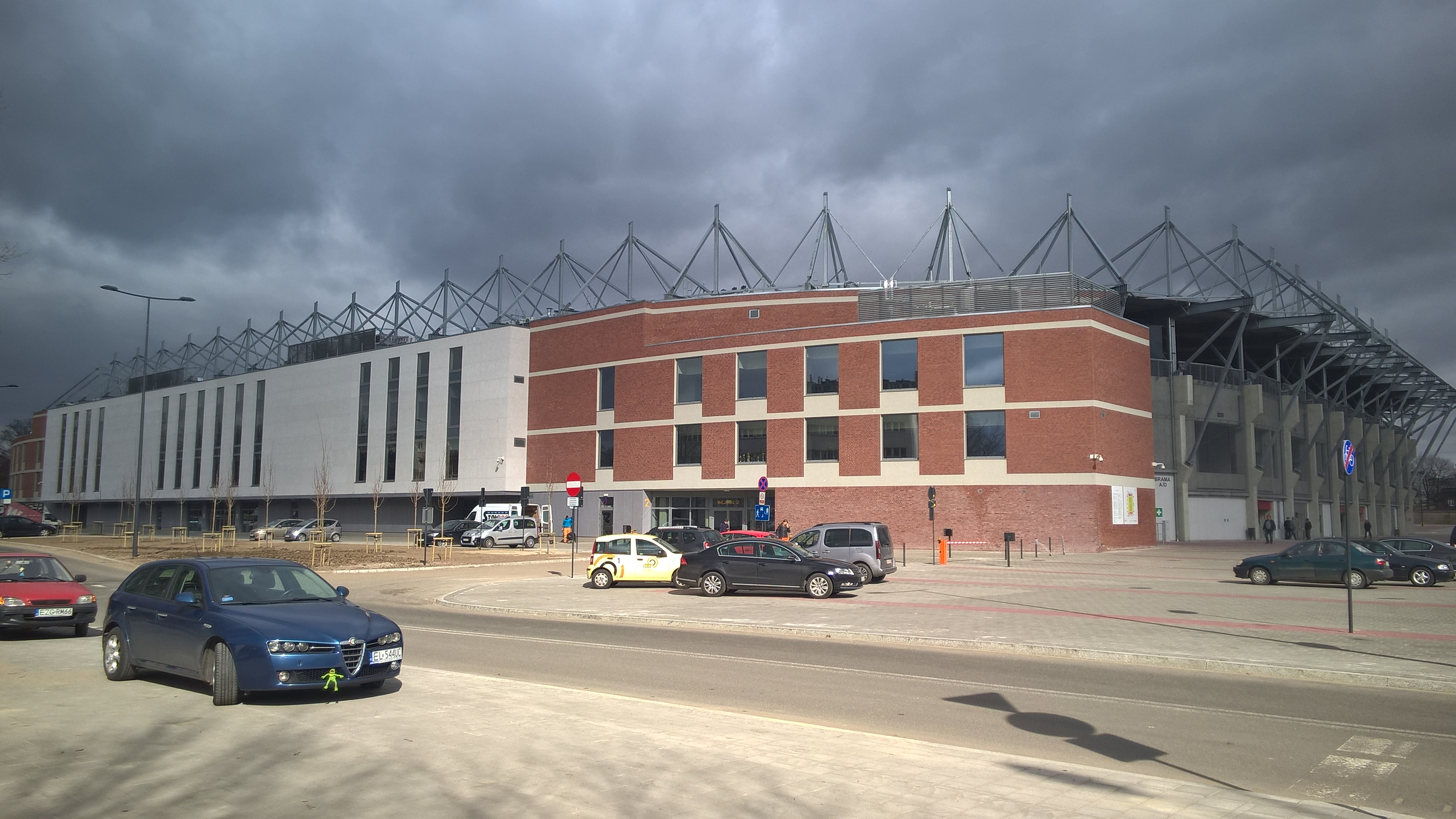
Trybuna „A” (z zewnątrz)

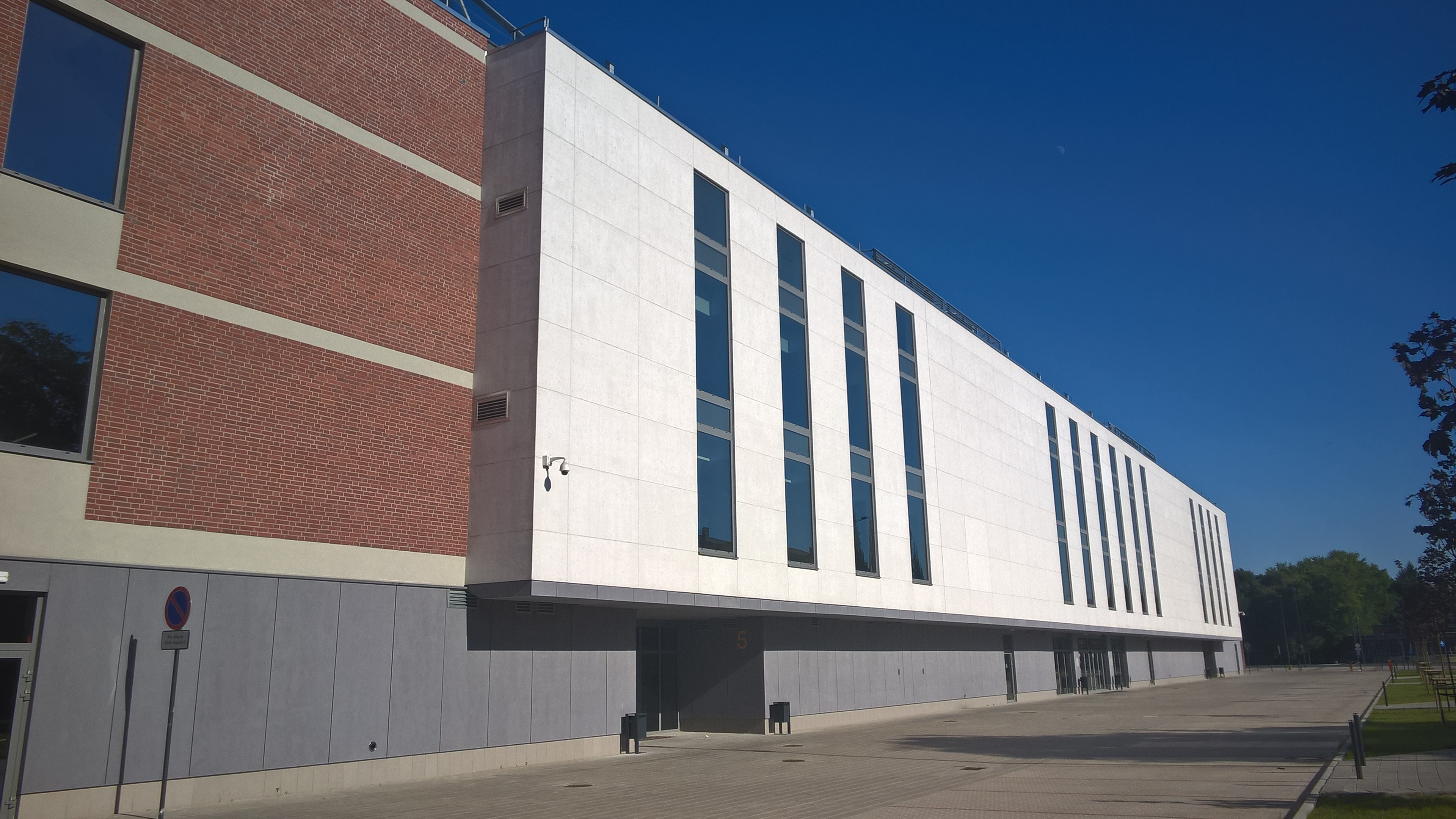
Wykusz trybuny „A”

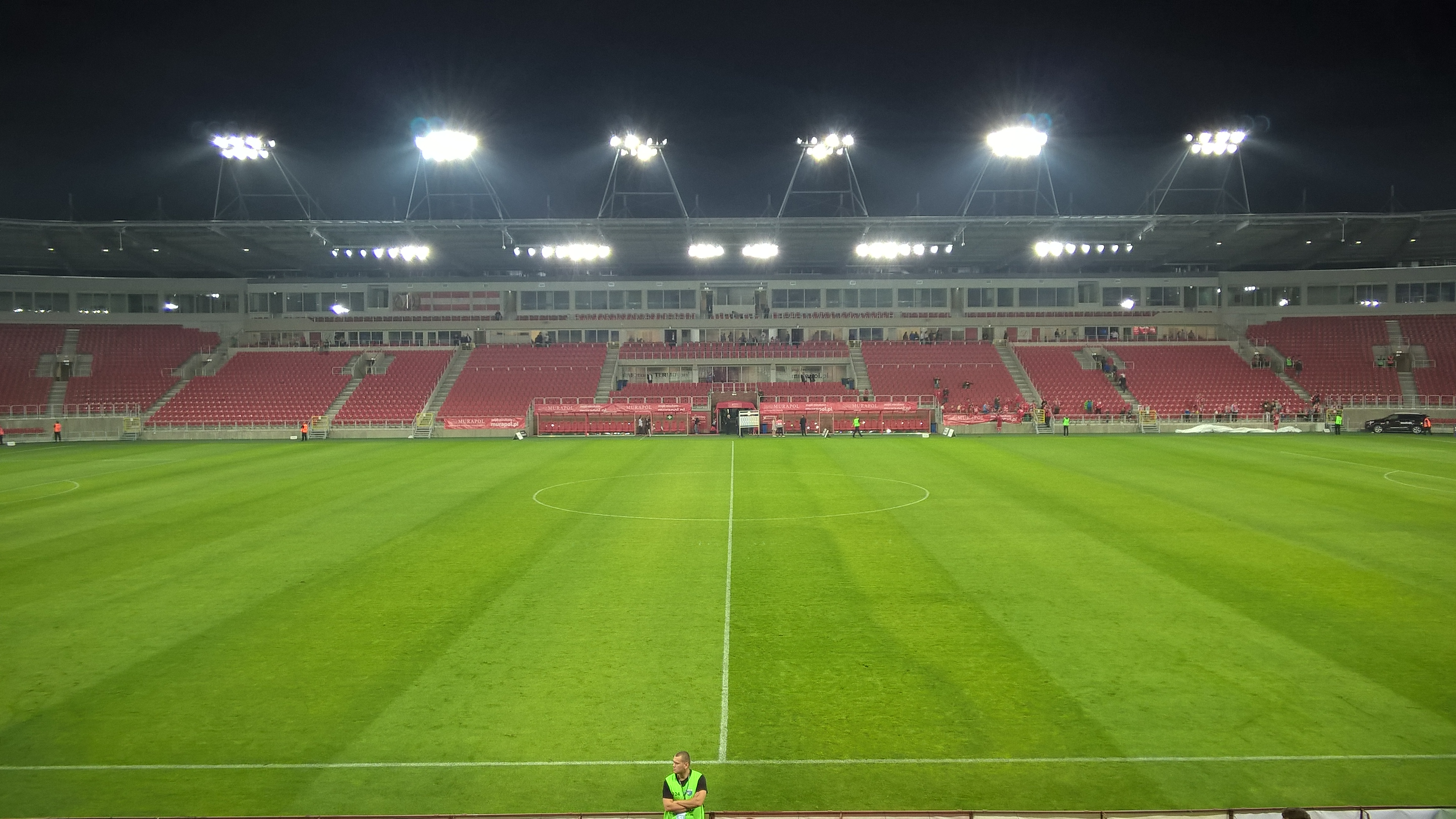
Trybuna „A” (wewnątrz)

Nowy stadion Widzewa jest dość nietypowy. Jego cechą charakterystyczną jest otwartość – nie został odgrodzony od miasta żadnym wysokim parkanem. Wyróżnia się także elewacją trybuny głównej (zachodniej). Szkło i beton architektoniczny łączą się wizualnie z klinkierem, nawiązującym luźno do przemysłowej architektury Łodzi oraz do brytyjskich korzeni klubu. Środkową część elewacji stanowi wykusz o ścianie osłonowej wykonanej z płyt włóknowo-cementowych. Środek wykusza umieszczony został dokładnie na osi ulicy św. Kazimierza, prowadzącej prostopadle do zachodniej trybuny stadionu. Pozostałe trybuny wykonano w surowej konstrukcji żelbetowej, osłoniętej gęstą stalową, ocynkowaną siatką.
Obiekt posiada jednopoziomowe trybuny o pojemności 18018 miejsc siedzących. Widownia została całkowicie zadaszona, przy czym wewnętrzny pas o szerokości 5,5 m wykonano z materiału przeziernego (arkusze płyt poliwęglanowych).
W narożach stadionu (południowo-zachodnim i północno-wschodnim) umieszczono dwa wielkoformatowe ekrany LED (telebimy) widoczne dla wszystkich kibiców. System tablic opartych na technologii LED full color zrealizowała firma Flexvision. Tablice mogą służyć nie tylko do prostej prezentacji wyników drużyn czy czasu spotkania. Dzięki połączeniu ekranów LED full color z dedykowanym oprogramowaniem możliwa jest m.in. prezentacja drużyn, składów sędziowskich i wizerunków zawodników, a także wykorzystanie ich jako nośnika reklamowego lub informacyjnego, emitując istotne komunikaty i treści w formie dynamicznych filmów wideo. Ponadto tablice wyników posiadają wysoką częstotliwość odświeżania, co umożliwia transmisję wysokiej jakości obrazu przy użyciu kamer telewizyjnych.
Boisko piłkarskie o wymiarach 105 × 68 m jest wykonane z trawy naturalnej. Nawierzchnia całej płyty boiska ma wymiary 139,60 × 83,30 m (wielkość murawy wynika z potrzeb rozgrywania meczów rugby). Murawa wyposażona w systemy nawadniania, drenażu i podgrzewania jest zgodna z wymaganiami UEFA i PZPN dotyczącymi murawy naturalnej stosowanej na boiskach piłkarskich. W obrębie pól bramkowych boiska ułożono darń o grubości ok. 5 cm, ze wzmocnieniem w postaci maty (syntetycznej wykładziny tkanej) przygotowanej i przeznaczonej jako wzmocnienie trawy naturalnej.
Zgodnie z Projektem Funkcjonalno-Użytkowym odległość między boiskiem a trybunami wynosi 8 m od trybun wschodniej i zachodniej oraz 13 m za bramkami. Wymusza to konieczność dostosowania placu gry nie tylko do rozgrywek piłkarskich, ale również do rugby (na starym stadionie pierwszy rząd krzesełek na trybunie „C” (wschodniej) oddalony był od linii bocznej boiska o 8,15 m, a na trybunie „D” (południowej) o 17,7 m od linii końcowej).
Oprócz spotkań piłkarskich i rugby, na stadionie istnieje również możliwość organizowania koncertów muzycznych. W tym celu trybunę północną zaprojektowano jako częściowo demontowalną, by w pustej przestrzeni była możliwość umieszczania koncertowej sceny.
Stadion formalnie spełnia wymogi 3. kategorii w klasyfikacji UEFA, z możliwością dostosowania do wyższej. Wszystkie kryteria szczegółowe dla stadionu 4. kategorii są spełnione, z wyjątkiem tych dotyczących odpowiedniej liczby miejsc parkingowych oraz powierzchni dla wozów reporterskich.

#### Trybuna A

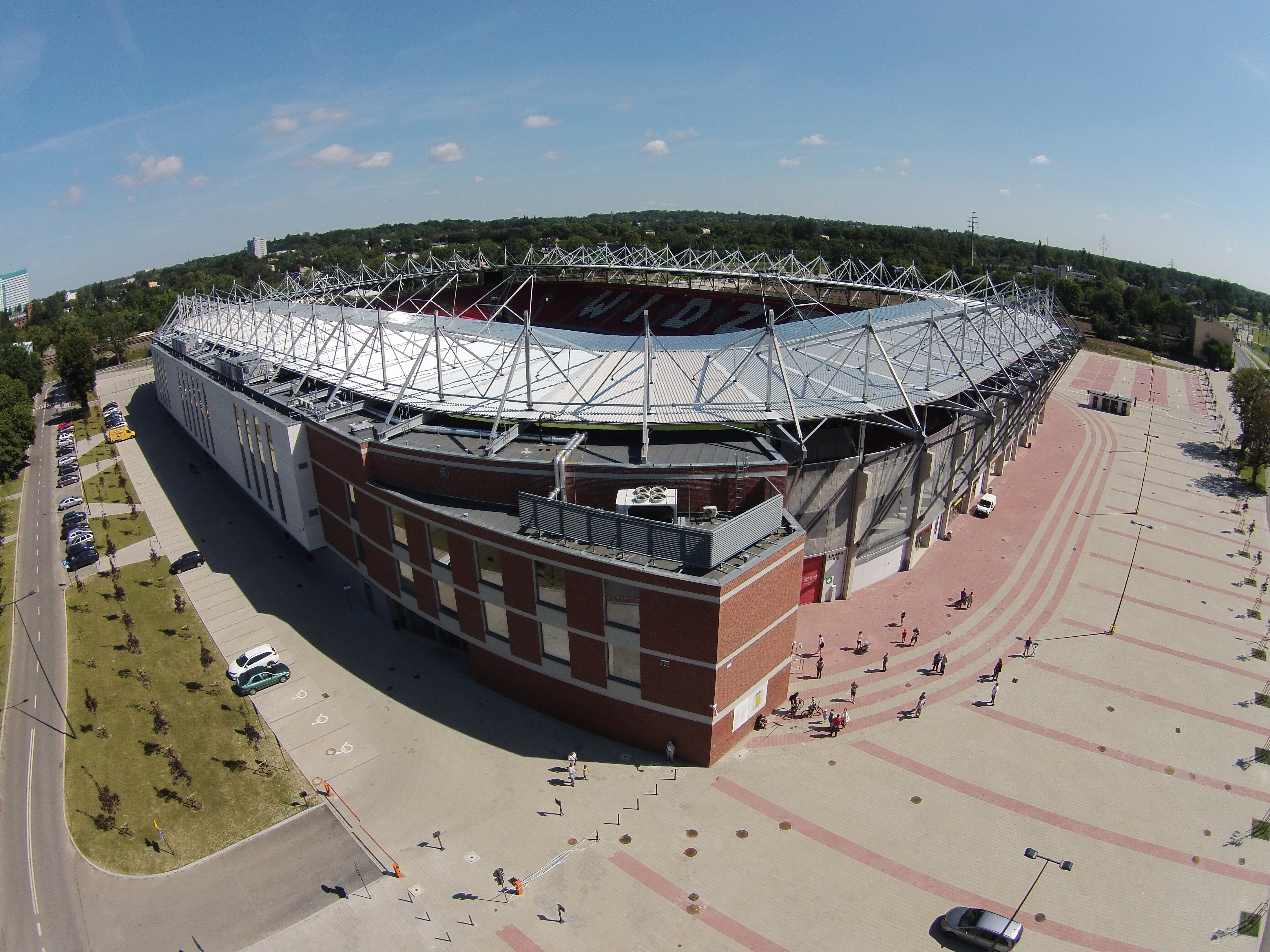
Naroże trybun „A” i „D”

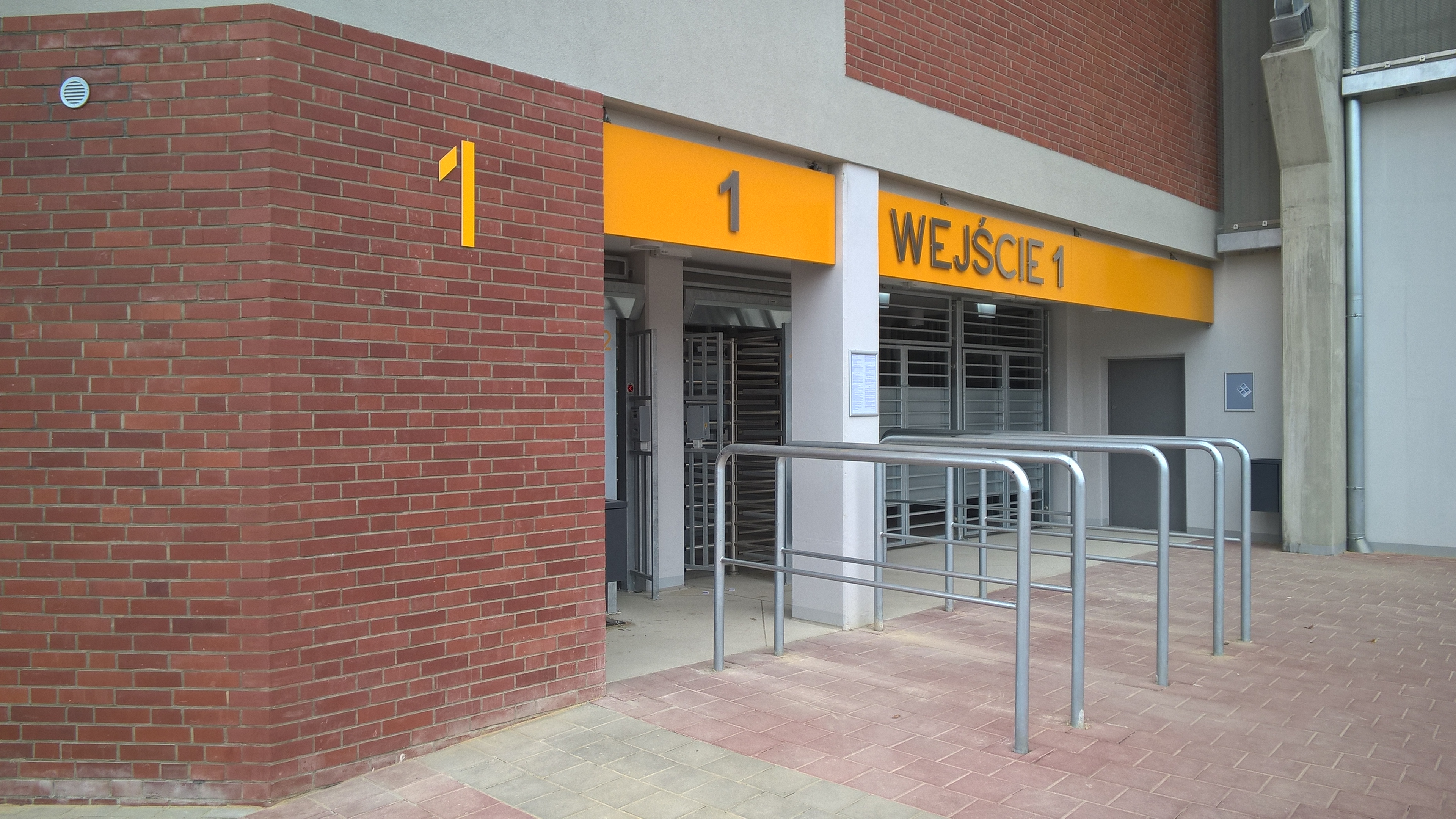
Wejście nr 1 (trybuna „A”)

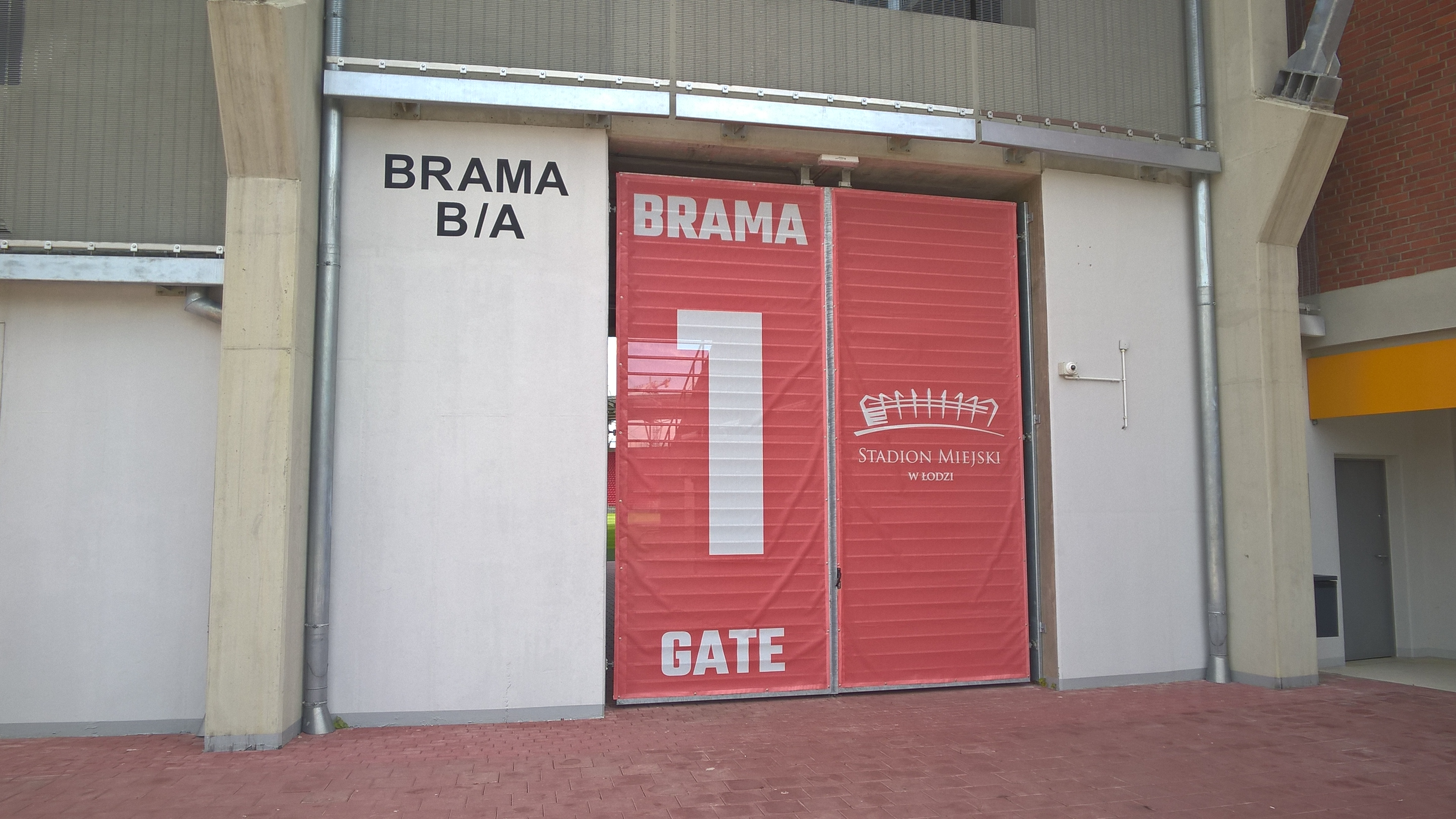
Brama wjazdowa nr 1
(pomiędzy trybuną „A” i „B”)

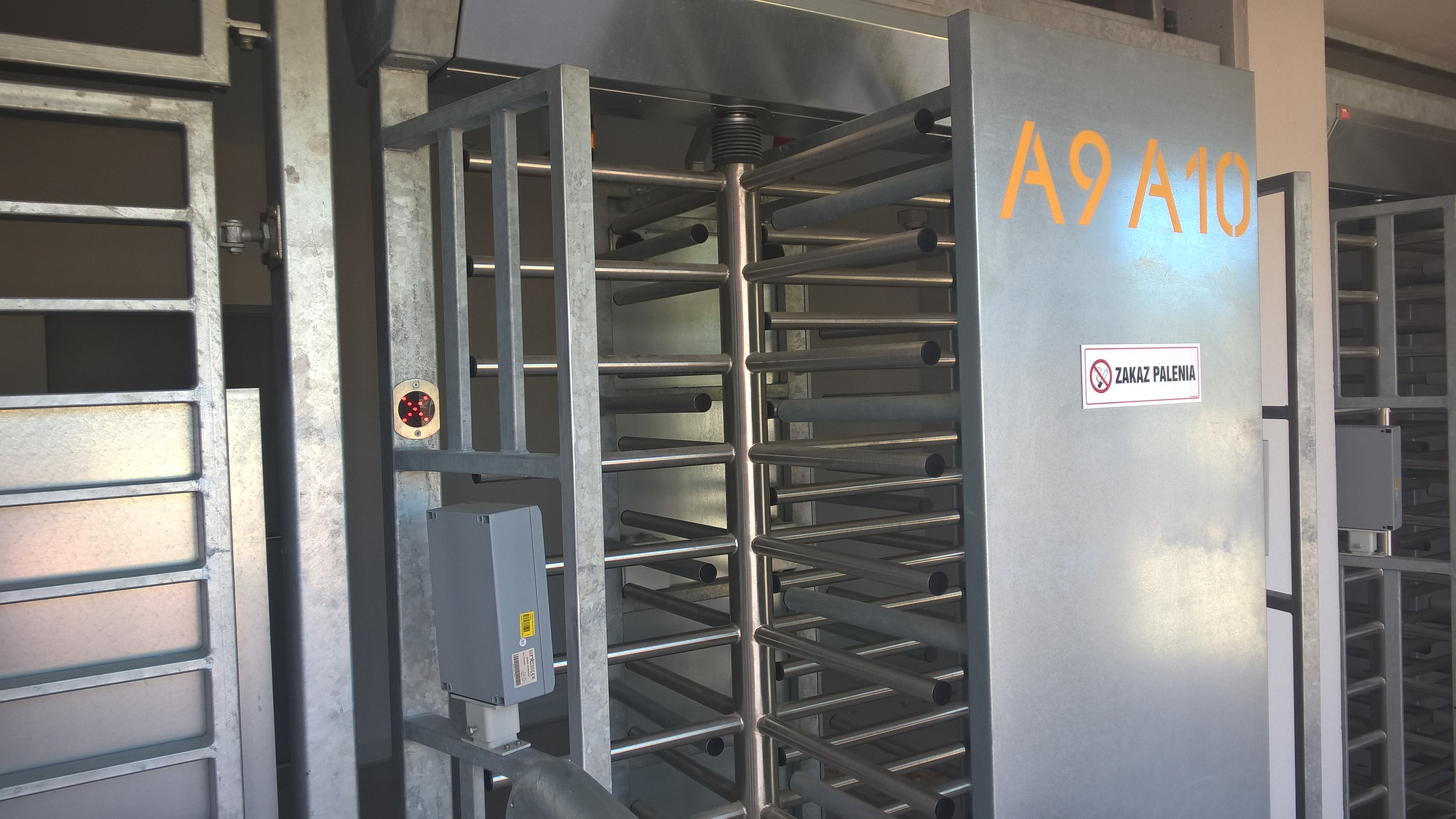
Wejście z kołowrotami na trybunę „A”, na sektory A9 i A10

Trybuna reprezentacyjna („A”) składa się z czterech poziomów użytkowych. Na parterze zlokalizowano wejścia dla zawodników, dziennikarzy, widzów VIP, personelu i obsługi z holami recepcyjnymi i akredytacyjnym. Większość powierzchni przeznaczona jest na zespoły szatniowe zawodników (oddzielne dla seniorów oraz drużyn juniorskich) z uzupełniającymi elementami funkcjonalnymi, takimi jak toalety, prysznice, sale do rozgrzewki (pomieszczenia z miękkimi ścianami, parkietem na podłodze i sufitem zabezpieczonym siatką), pomieszczenia dla trenerów, kontroli antydopingowej, pokoje dla delegatów meczowych i sędziów (w tym oddzielna szatnia dla kobiet-arbitrów), strefa odnowy biologicznej (m.in.  dwie sauny, wanny do hydromasażu, pokój do masażu). Znalazło się również miejsce na salę konferencyjną oraz siłownię, dostępną zarówno z zespołu szatniowego drużyny gospodarzy, jak i bezpośrednio z głównego korytarza – poprzez recepcję. Takie rozwiązanie umożliwia niezależne, komercyjne wykorzystanie tego elementu funkcjonalnego.
Na pierwszym piętrze skrzydło południowe zajmują pomieszczenia administracyjne i część sanitariatów dla widzów, a skrzydło północne fragment kuchni centralnej z rozdzielnią i zmywalnią dla strefy VIP oraz część sanitariatów dla widzów. Środkowy fragment pierwszego piętra zajmuje obszerna sala bankietowa z widokiem na płytę boiska i lobby bar VIP. Z sali bankietowej są bezpośrednie wyjścia na trybunę VIP.
Na drugim piętrze skrzydło południowe zajmują pomieszczenia administracyjne, a w skrzydle północnym zlokalizowano podstawową część kuchni centralnej, z rozdzielnią i zmywalnią dla strefy SUPERVIP. Środkowa część drugiego piętra przeznaczona jest dla gości SUPERVIP, przy czym odcinek ok. 100 m zajmują loże/skyboxy (łącznie obiekt posiada 24 loże VIP-owskie, a największą z nich jest loża prezydencka). Z tego poziomu zaprojektowano bezpośrednie wejście na trybunę SUPERVIP. Skyboxy na stadionie są dostępne do wynajmu zarówno z pełnym dostępem na co dzień i możliwością korzystania z pomieszczenia jako z biura, jak i w formie wynajmu na całą rundę rozgrywek piłkarskich oraz na pojedyncze mecze (w 2017 Stowarzyszenie RTS Widzew Łódź dysponowało 18 takimi pomieszczeniami). Przed każdym skyboxem znajdują się dwa rzędy ok. 10-12 krzesełek, dostępnych na wyłączność dla najmujących pomieszczenie. Fotele posiadają podwyższony standard siedzeń – z miękkim oparciem oraz podłokietnikami. Uzupełniającą funkcję tego poziomu stanowią dwie sale konferencyjne.
Na trzecim piętrze zlokalizowano trybunę prasową, osiem pomieszczeń komentatorskich, dwa studia TV. Miejsca dla komentatorów są wytłumione, a zaplecze techniczne przystosowane do tego, by możliwe było nadawanie obrazu nawet w jakości SuperHD. Na najwyższym piętrze stadionu znalazł się również obszerny zespół dla służb nadzorujących bezpieczeństwo widowiska oraz miejsce na główną stadionową kamerę. Skrajne części widowni stanowią sektory rodzinne w układzie dwupoziomowym z niezbędną infrastrukturą.

#### Trybuny B, C i D

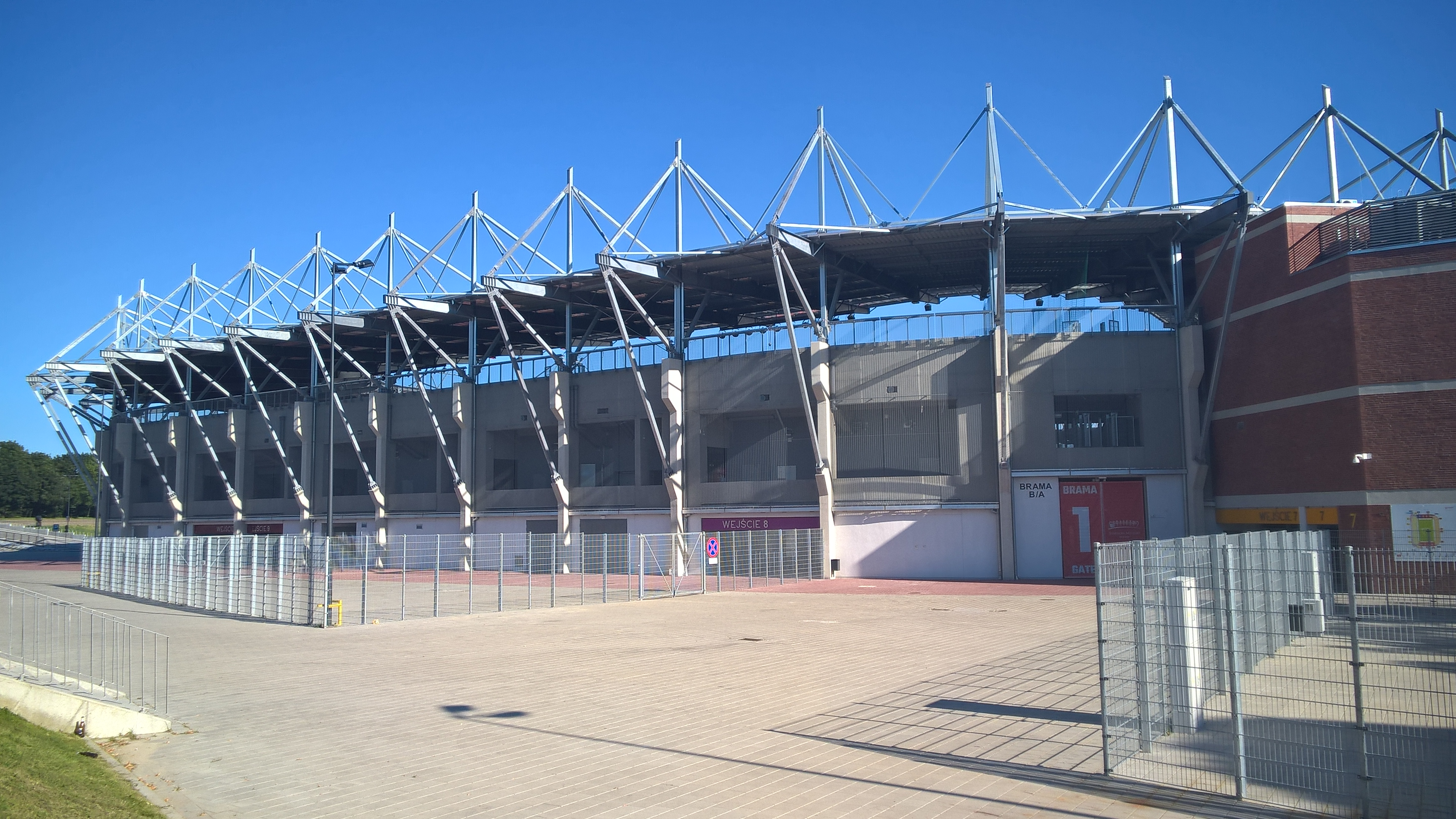
Trybuna „B”. Widoczna wydzielona i ogrodzona strefa dla kibiców drużyny gości

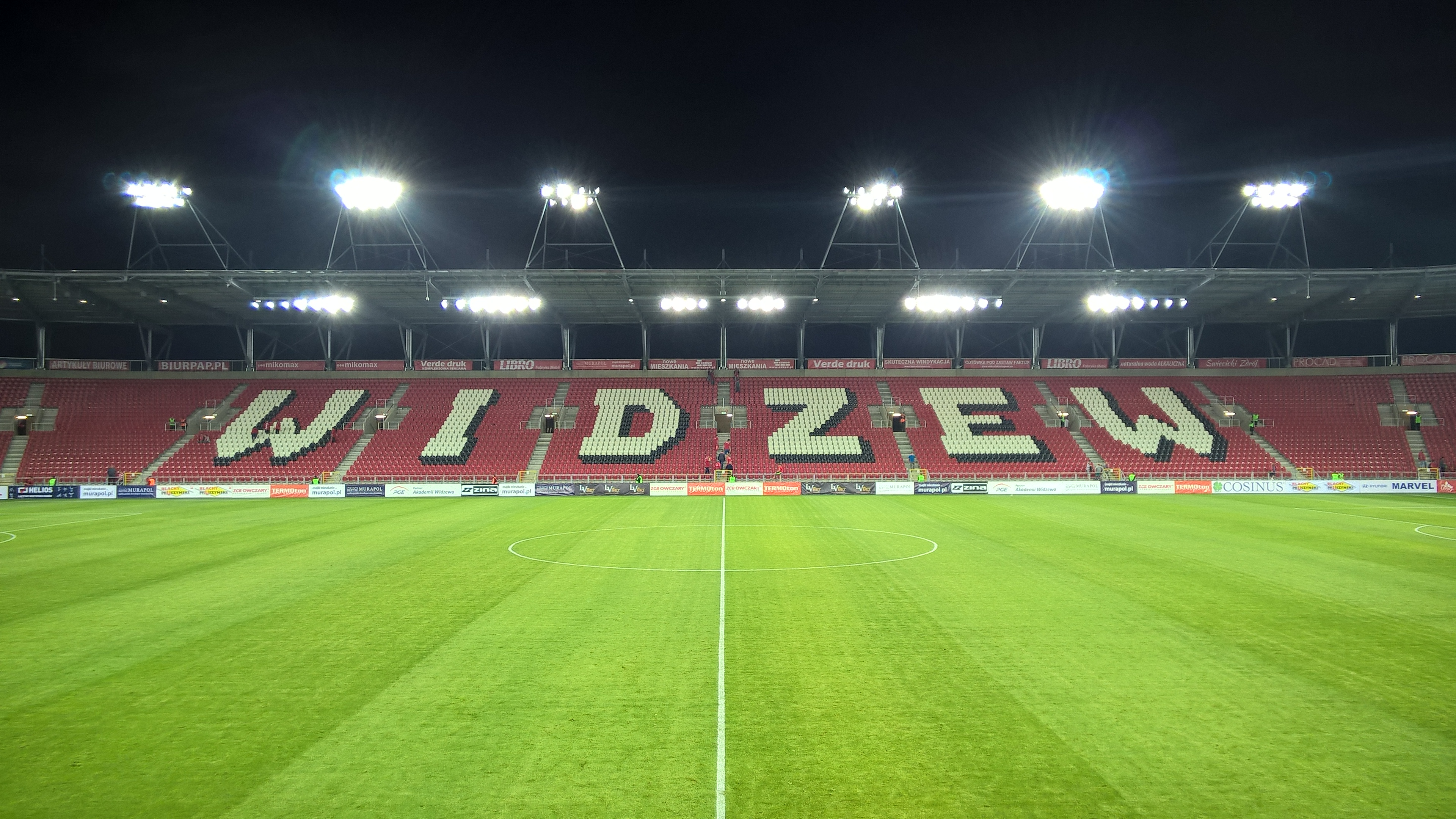
Trybuna „C”. Widoczny napis „Widzew” utworzony z białych i czarnych krzesełek

Podstawowe trybuny – „B” (północna), „C” (wschodnia) i „D” (południowa) – składają się z dwóch poziomów użytkowych. Na parterze znajdują się kontrolowane poprzez zespoły kołowrotów wejścia dla widzów oraz po dwa zespoły pomieszczeń komercyjnych pod wynajem (w trybunach „C” i „D”) i pomieszczenia magazynowo-garażowe (w trybunie „B”). Pierwsze piętro zajmują sanitariaty i punkty gastronomiczne połączone zewnętrzną promenadą, z której widoczny jest teren wokół stadionu. Elewację promenady stanowi stalowa siatka.
Widownia tych trybun jest jednopoziomowa z 25 rzędami, a womitoria (przejścia w trybunie łączące zewnętrzne ciągi komunikacyjne z widownią) umieszczono w połowie ich wysokości. Głębokość rzędów wynosi 87 cm, a zmienna wysokość 38–44 cm. Wejścia i wyjścia z trybun oraz zespoły sanitariatów i kiosków gastronomicznych rozmieszczone zostały w sposób umożliwiający podział widowni na zespoły wydzielonych sektorów o pojemności poniżej 2500 widzów.

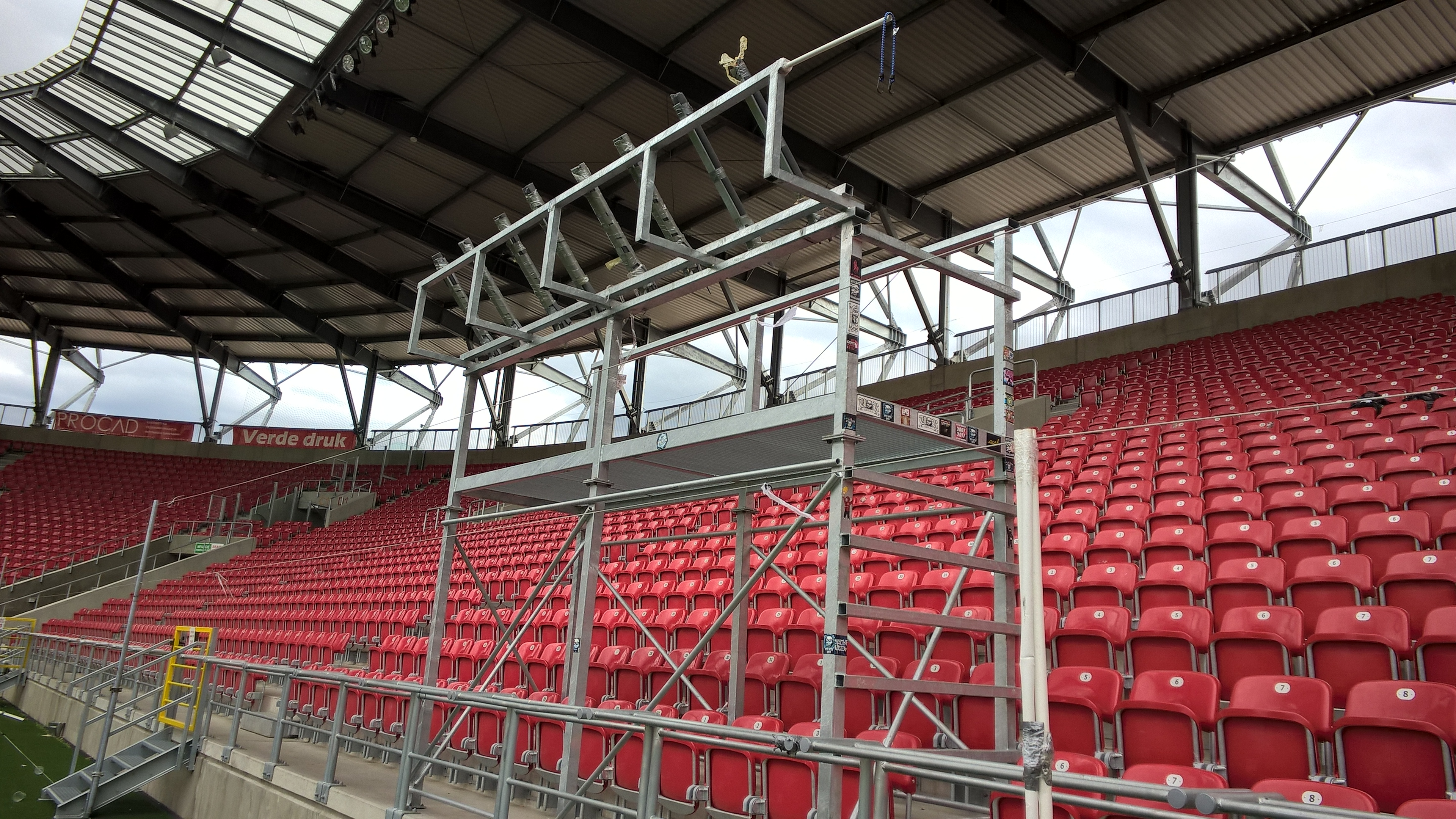
Podest dla osób prowadzących doping

Zachodnia część trybuny północnej została przeznaczona dla kibiców drużyny przyjezdnej w ilości 5% całkowitej pojemności stadionu (ok. 900 osób). Strefę buforową sektora kibiców gości od strony zachodniej stanowi północno-zachodni wjazd na płytę, a od strony wschodniej wydzielony fragment widowni. Wzdłuż wydzielenia poprowadzono dodatkowe schody umożliwiające interwencję służb porządkowych lub policji.
W marcu 2017 na trybunie D („Pod Zegarem”) zamontowano podest (tzw. „gniazdo”), na którym znalazły się miejsca dla osób prowadzących doping oraz obsługujących bębny. Ocynkowana, odporna na warunki atmosferyczne konstrukcja, ważąca ok. tony, została wykonana przez pracowników „Mostów-Łódź”.

#### LV Bet Sport Bar

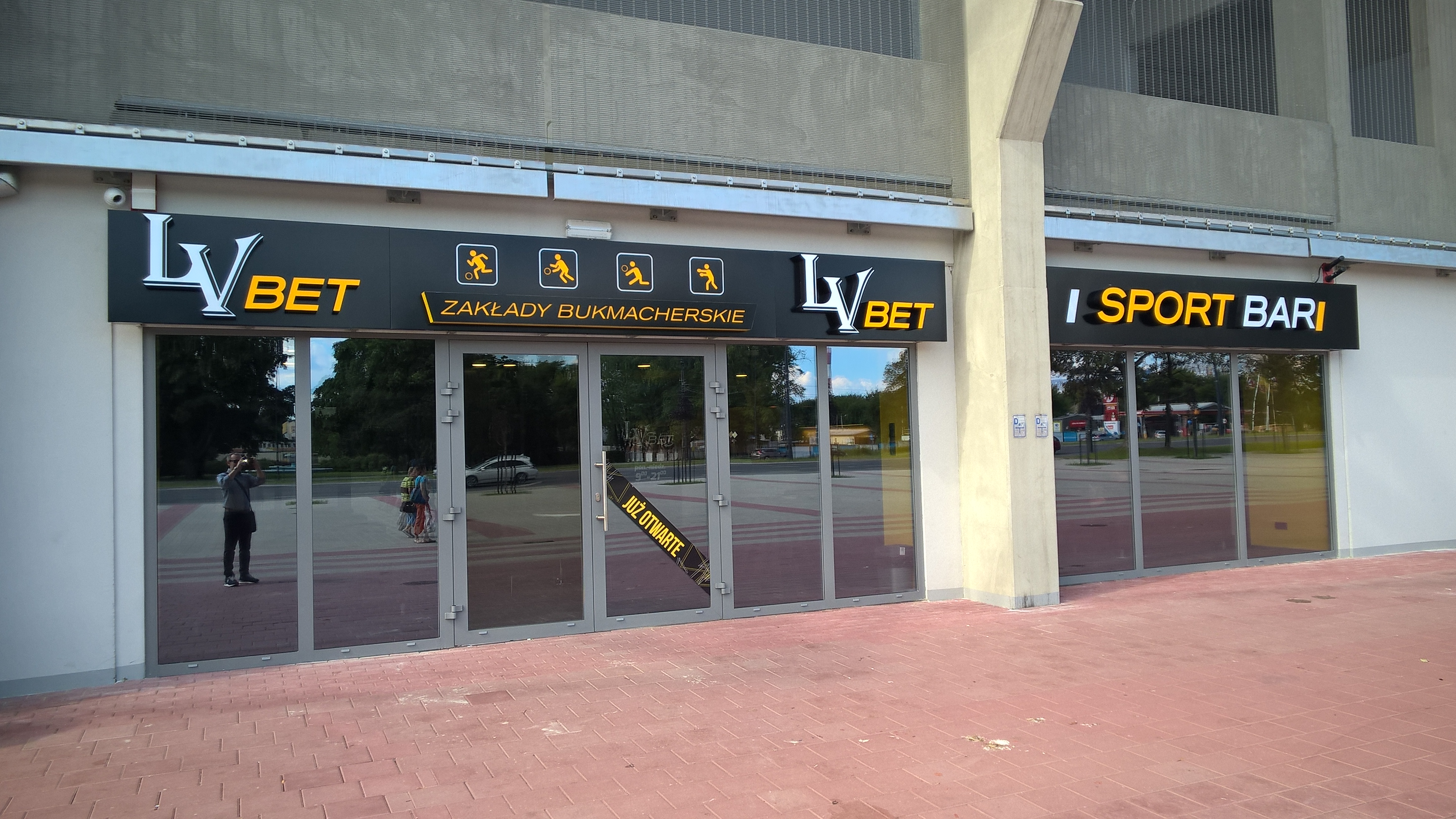
Lokal LV Bet Sport Bar pod trybuną „D”

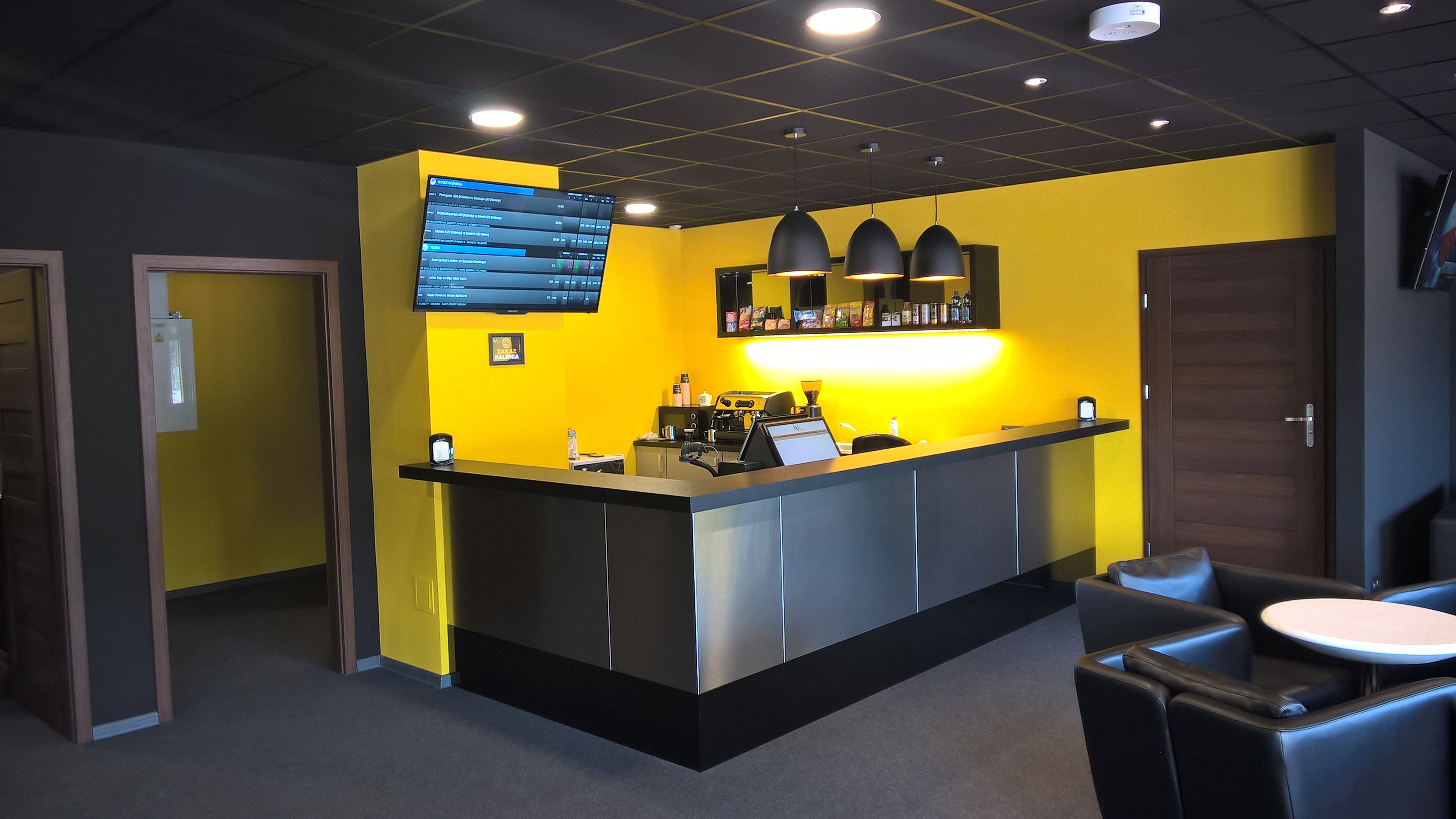
Wnętrze lokalu LV Bet

17 lipca 2017 nastąpiło oficjalne otwarcie pierwszego stacjonarnego punktu firmy bukmacherskiej LV Bet w Łodzi. Lokal o powierzchni ponad 120 m² usytuowano w podcieniach trybuny południowej („D”), z bezpośrednim wejściem z zewnętrznego ciągu pieszo-jezdnego okalającego stadion. Oprócz zakładów bukmacherskich w lokalu znalazł się również punkt gastronomiczny „Sport Bar”.

„Zdecydowaliśmy się otworzyć punkt stacjonarny LV Bet na stadionie Widzewa, aby być bliżej kibiców. Będzie to nie tylko nasz pierwszy punkt w Łodzi, ale zarazem sztandarowy w całej Polsce – będzie bowiem największy i najbardziej rozbudowany. Mamy nadzieję, że stanie się on miejscem, w którym fani będą mogli się spotkać i porozmawiać, nie tylko o sporcie. Chcemy, aby kibice wiedzieli, że LV Bet stawia na Widzew”.

.

#### Sklep Widzewa

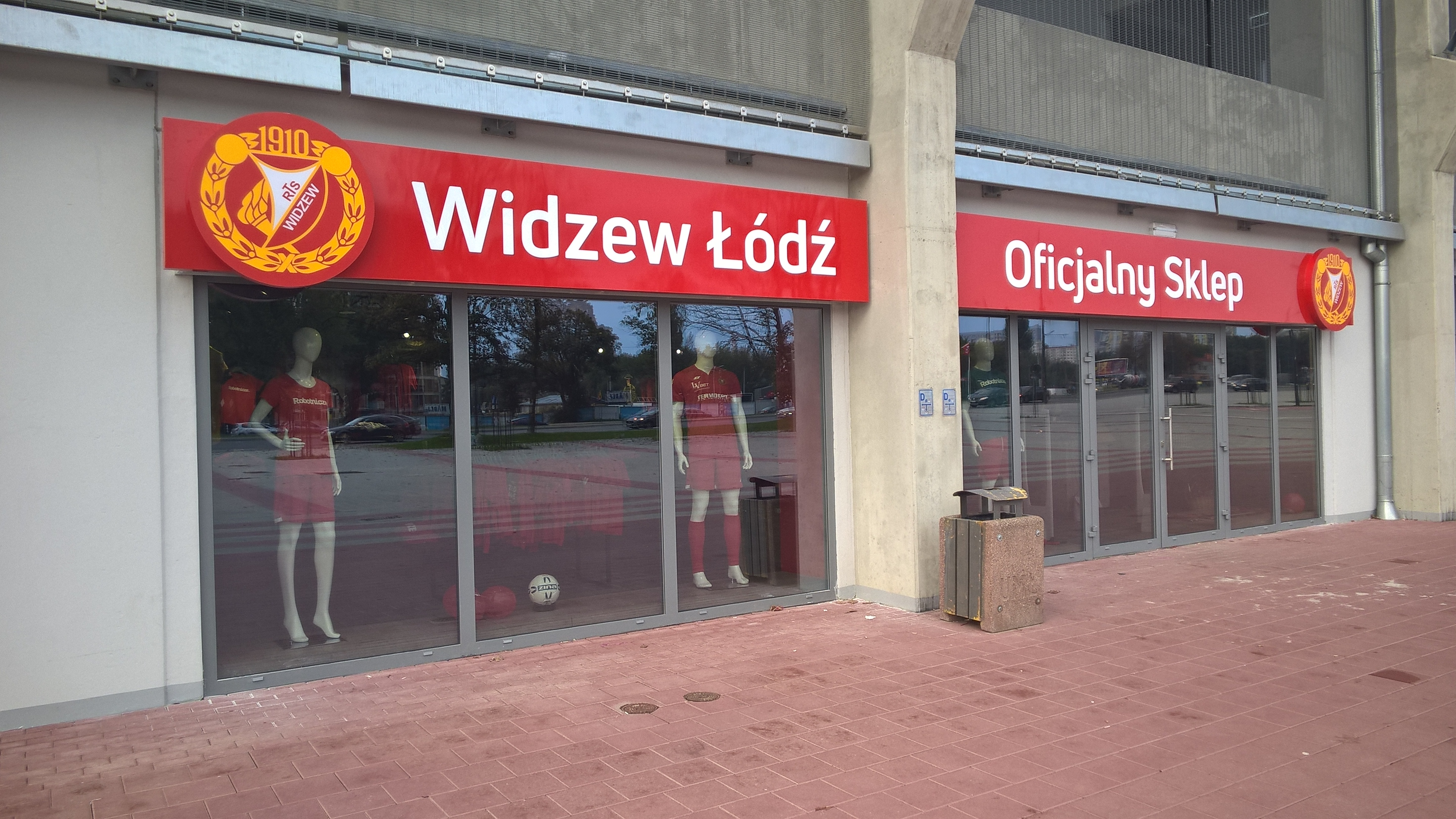
Oficjalny sklep Widzewa pod trybuną „D”

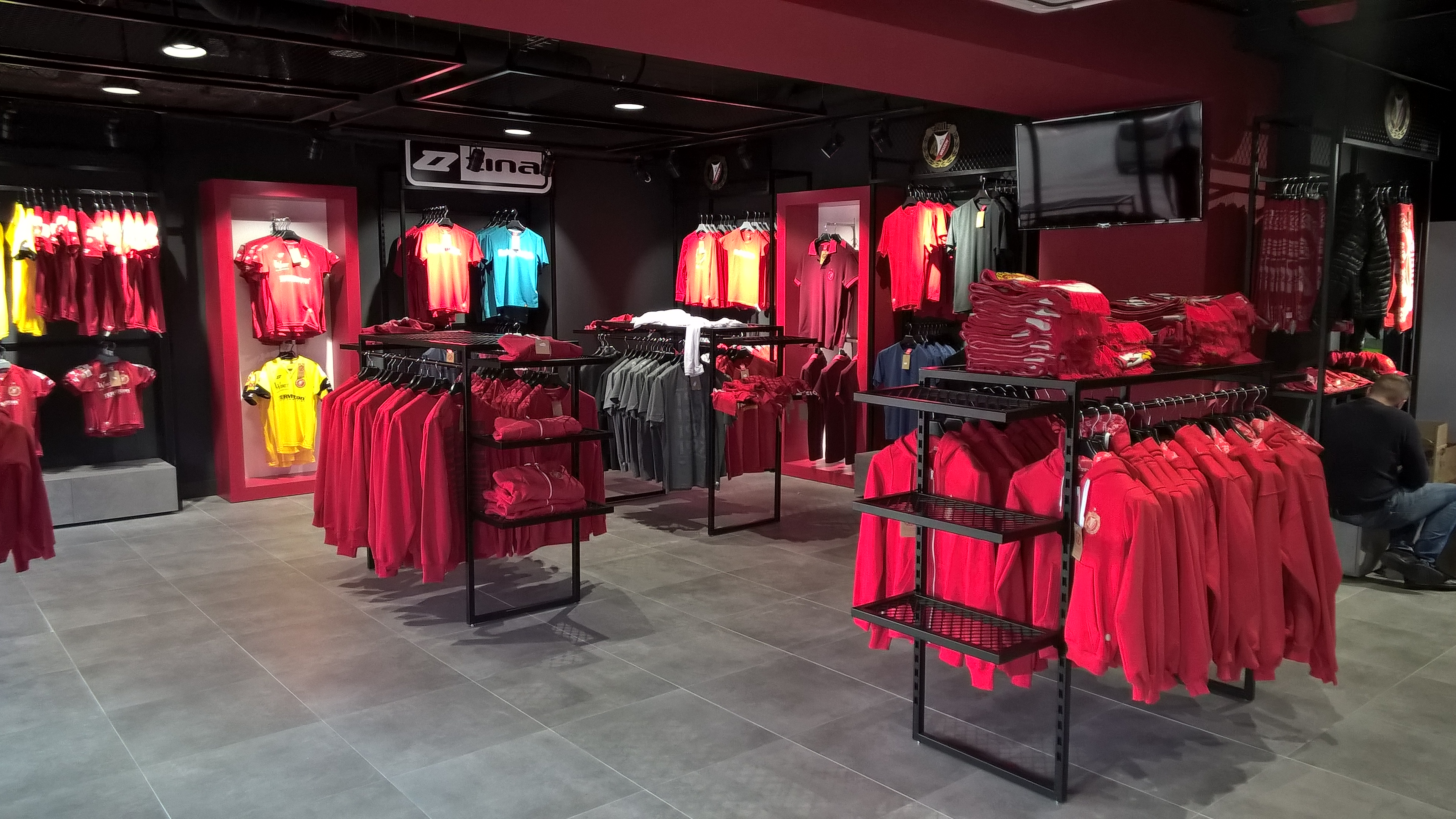
Wnętrze sklepu

22 września 2017 zainaugurował swoją działalność w nowym miejscu oficjalny sklep klubowy Widzewa. Lokal o powierzchni ponad 120 m² usytuowano w podcieniach trybuny południowej („D”).
W uroczystej ceremonii otwarcia sklepu wzięli udział pracownicy klubu, gości honorowi (w tym byli i obecni piłkarze) oraz przedstawiciele mediów. Obiekt poświęcił kapelan łódzkiego sportu, ksiądz Paweł Miziołek, a wszystkich zgromadzonych uroczyście przywitał prezes Widzewa, Przemysław Klementowski.

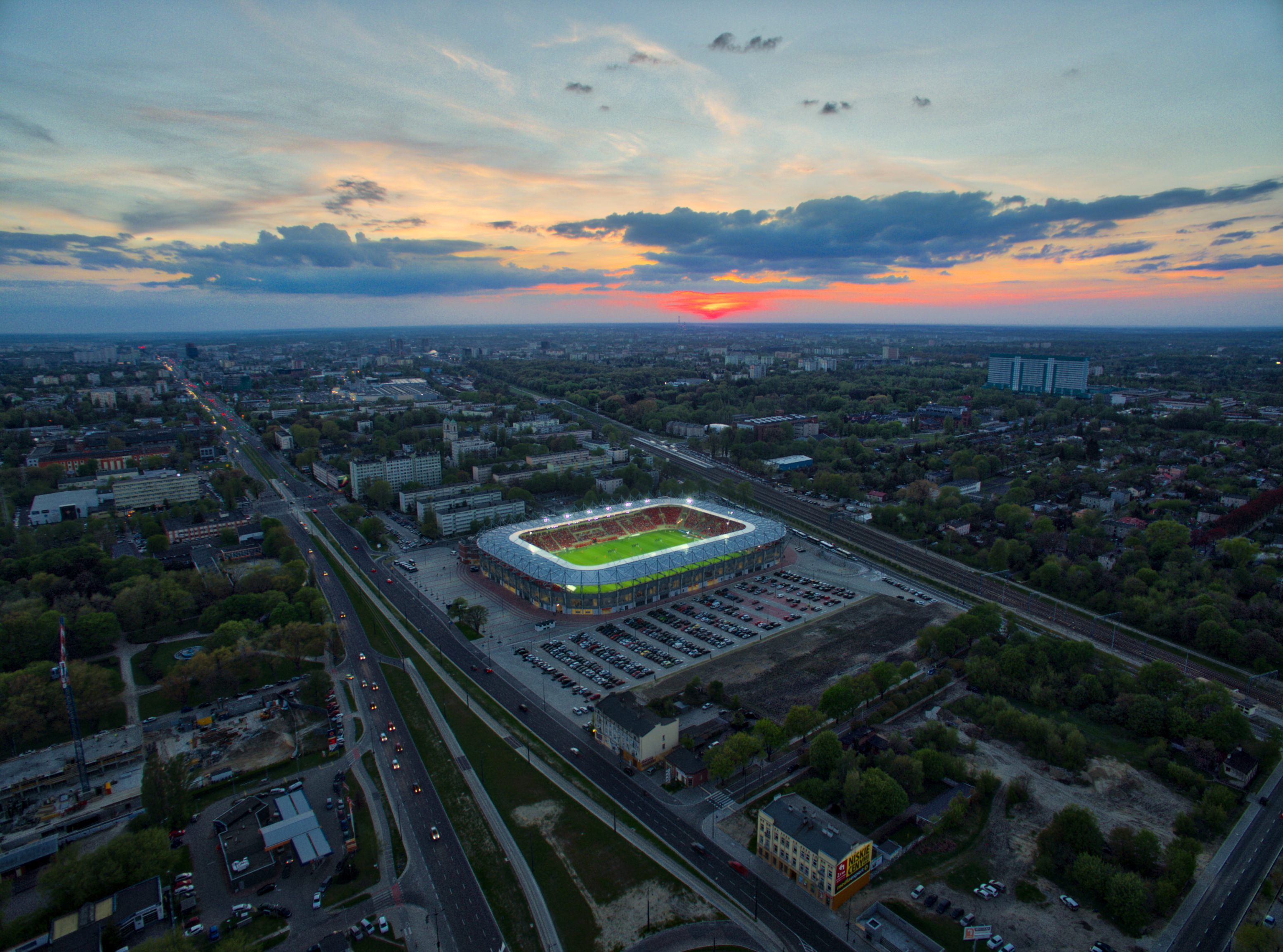
Nowy stadion Widzewa – widok w kierunku zachodnim, kwiecień 2017

## Wydarzenia

### Piłka nożna
Na stadionie w Łodzi swoje mecze ligowe i pucharowe (krajowe i europejskie) rozgrywała drużyna Widzewa Łódź. Obiekt był również areną spotkań międzynarodowych reprezentacji Polski, a także meczów finałowych w Pucharze Polski. W 2019 roku stadion był jedną z aren mistrzostw świata U–20 w Polsce. Odbyło się na nim sześć meczów grupowych, 2 mecze 1/8 finału, dwa mecze ćwierćfinałowe oraz finał w którym reprezentacja Ukrainy pokonała reprezentację Korei południowej 3:1.

#### Mecze Widzewa w europejskich pucharach
Do połowy lat 80. stadion RTS-u nie posiadał sztucznego oświetlenia. Pojemność trybun też nie była zadowalająca. Z tego powodu spotkania w europejskich pucharach (Puchar UEFA i Puchar Mistrzów) w latach 1977–1984 (z wyjątkiem potyczki z Aarhus GF) rozegrane przez Widzew w roli gospodarza nie odbyły się przy ul. Armii Czerwonej 80. Wiele meczów dzięki którym łódzki klub zdobył popularność, m.in. z Manchesterem City i United, Liverpoolem czy Juventusem, rozegranych zostało przy al. Unii, na obiekcie ŁKS-u, czasami przy nadkomplecie publiczności – mecze z The Reds oraz z Juve w 1983 obserwowało po ok. 40 tys. osób (chętnych do obejrzenia meczu z Liverpoolem było ok. 200 tys.).

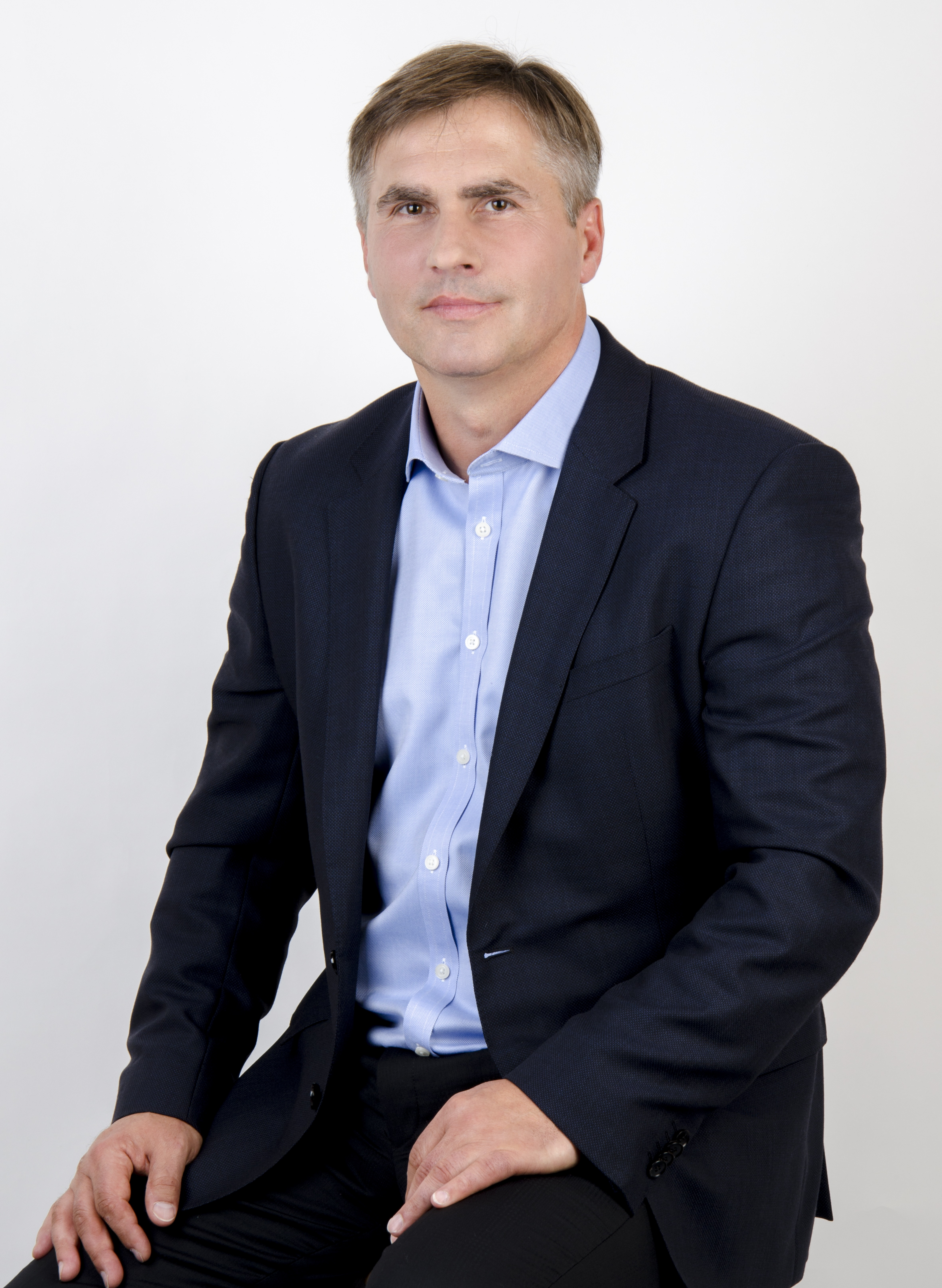
Dariusz Dziekanowski – strzelec pierwszej bramki w europejskich pucharach na stadionie Widzewa

Pierwszy mecz pucharowy na starym stadionie Widzewa odbył się 20 września 1984 roku. RTS w obecności 15 tys. widzów pokonał wówczas w 1/32 finału Pucharu UEFA duński Aarhus GF 2:0 (1:0). Pierwszą bramkę w 21 minucie strzelił Dariusz Dziekanowski z karnego, który został podyktowany po dotknięciu piłki ręką przez duńskiego obrońcę. Po przerwie efektownym szczupakiem w 52 minucie wynik meczu ustalił Tadeusz Świątek. Po awansie do 1/16, a następnie 1/8 finału, mecze zostały rozegrane na ŁKS-ie, odpowiednio z Borussią Mönchengladbach oraz Dynamem Mińsk.
| Widzew Łódź – Aarhus GF (składy) | Widzew Łódź – Aarhus GF (składy) |
| -------------------------------- | --- |
| Widzew Łódź                      | Bolesta – Kamiński, Dziuba, Świątek, Myśliński, Jaworski (83, Kuniczuk), Wraga, Wijas, Kajrys (64, Leszczyk), Dziekanowski, Smolarek. Trener – Władysław Żmuda.          |
| Aarhus GF                        | Rasmussen – Wachman (47, Svenningssen), Groenbeck, Stampe, Olsen, Moerup (67, Mortensen), Donnerup, Andersen, Hansen, Schaepers, Christensen. Trener – Juergen Waehling. |

Od kolejnego sezonu wszystkie spotkania w europejskich rozgrywkach organizowane były już na macierzystym obiekcie. Włodarzom klubu udało się załatwić maszty oświetleniowe ze stadionu dożynkowego w Pile, dzięki czemu 2 października 1985 łodzianie mogli zagrać w blasku jupiterów spotkanie 1/16 finału Pucharu Zdobywców Pucharów z prowadzonym przez Juppa Derwalla tureckim Galatasaray Stambuł. Gospodarze wygrali 2:1 (widzów: 15 tys.). Prowadzenie miejscowym już w 30 sekundzie spotkania dał Wiesław Cisek. Drugiego gola w 95 minucie strzelił Jerzy Leszczyk. Łodzianie mieli też karnego, którego nie wykorzystał Włodzimierz Smolarek. Niestety wygrana nie pozwoliła awansować (w pierwszym meczu w Turcji Widzew przegrał 0:1).
| Widzew Łódź – Galatasaray Stambuł (składy) | Widzew Łódź – Galatasaray Stambuł (składy) |
| ------------------------------------------ | --- |
| Widzew Łódź                                | Bolesta – Przybyś, Wójcicki, Dziuba, Kamiński, Leszczyk, Kajrys, Jaworski, Podsiadło (76, Świątek), Cisek (68, Wraga), Smolarek. Trener – Bronisław Waligóra. |
| Galatasaray Stambuł                        | Simović – Yusuf, Erhan, Rasit, Ahmet, Ismail, Arif (84, Adnan), Prekazi, Ibrahim, Cuneyt, Erdal (63, Buelent). Trener – Jupp Derwall.                         |

Następne mecze pucharowe na stadionie RTS to rok 1986 i Puchar UEFA. 1 października – w 1/32 finału – znów zanotowano zwycięstwo, tym razem 1:0 nad austriackim LASK Linz (widzów 15 tys.). Bramkę w 56 minucie zdobył Wiesław Wraga, który otrzymał podanie od Kamińskiego, wymanewrował obrońcę i nie dał szans reprezentacyjnemu bramkarzowi Austrii – Lindenbergerowi.
| Widzew Łódź – LASK Linz (składy) | Widzew Łódź – LASK Linz (składy) |
| -------------------------------- | --- |
| Widzew Łódź                      | Bolesta – Kamiński, Walczak, Przybyś, Kajrys (55, Gierek), Iwanicki (81, Cisek), Dziuba, Putek, Podsiadło, Wraga, Świątek. Trener – Bronisław Waligóra.          |
| LASK Linz                        | Lindenberger – Dantlinger, Lehemayr, Paseka, Grueneis, Gajda (46, Groess), Piestinger, Meister, Rabitsch, Westerthaler, Koerstenberger. Trener – Johann Kondert. |

W kolejnej rundzie bramki w Łodzi nie padły. 22 października – w 1/16 finału – Widzew zremisował 0:0 z niemieckim Bayer Uerdingen (widzów 10 tys.). W 69 minucie karnego po faulu na Wradze nie wykorzystał Kazimierz Putek. Porażka w rewanżu 0:2 wyeliminowała łodzian z dalszych rozgrywek.
| Widzew Łódź – Bayer Uerdingen (składy) | Widzew Łódź – Bayer Uerdingen (składy) |
| -------------------------------------- | --- |
| Widzew Łódź                            | Bolesta – Przybyś, Walczak, Dziuba, Kamiński, Podsiadło, Kajrys, Putek, Leszczyk, Iwanicki, Wraga. Trener – Bronisław Waligóra.                                           |
| Bayer Uerdingen                        | Vollack – Daemgen (74, Woehrlin), Herget, W. Funkel, Thommessen, Edvaldsson, Klinger (89, Van de Loo), Bommer, F. Funkel, Kuntz, Buttgereit. Trener – Karlheinz Feldkamp. |

Na kolejny mecz trzeba było czekać sześć lat. 16 września 1992 roku – w 1/32 finału Pucharu UEFA – Widzew zmierzył się z jedną z najlepszych drużyn Bundesligi – Eintrachtem Frankfurt, w którym występowali wówczas m.in. reprezentanci drużyny narodowej – bramkarz Uli Stein oraz pomocnicy Uwe Bein i Ralf Falkenmayer, a także piłkarz światowego formatu, król strzelców Bundesligi z 1993 i 1994, Anthony Yeboah. Widzewiacy zremisowali z niemieckim zespołem 2:2 (2:0), prowadząc do przerwy po bramkach Bogdana Jóźwiaka w 20 min. i Marka Koniarka w 27 (widzów 11 tys.). W drugiej połowie łódzcy napastnicy niestety pudłowali, a dwie bramki zdobyli zawodnicy Eintrachtu (Yeboah w 68 i Wolf w 83). Klęska we Frankfurcie 0:9, najdotkliwsza w historii startów widzewiaków w europejskich pucharach, sprawiła, że znów nie udało się wyeliminować niemieckiej drużyny.
| Widzew Łódź – Eintracht Frankfurt (składy) | Widzew Łódź – Eintracht Frankfurt (składy) |
| ------------------------------------------ | --- |
| Widzew Łódź                                | Wojdyga – Godlewski, Łapiński, Bajor, Cisek, Jóźwiak (77, Wyciszkiewicz), Myśliński, Iwanicki, Czerwiec (74, Miąszkiewicz), Koniarek, Michalczuk. Trener – Władysław Żmuda. |
| Eintracht Frankfurt                        | Stein – Roth, Binz, Bindewald, Penksa, Weber (84, F. Moeller), Falkenmayer (46, Wolf), Bommer, Studer, Yeboah, Kruse. Trener – Dragoslav Stepanović.                        |

Po trzech latach przerwy Widzew rozpoczął rozgrywki pucharowe od rundy wstępnej Pucharu UEFA, w której trafił na walijski Bangor City. Po zwycięstwie na wyspach 4:0 (2:0) rewanż w Łodzi był tylko formalnością. 22 sierpnia 1995 Widzew przypieczętował awans do następnej rundy pokonując rywali z północnej Walii 1:0 po bramce Bogdana Pikuty w 83 min. (widzów: 4 tys.).
| Widzew Łódź – Bangor City (składy) | Widzew Łódź – Bangor City (składy) |
| ---------------------------------- | --- |
| Widzew Łódź                        | Muchiński – Bajor, Łapiński (29, Boguś), Bogusz, Szymkowiak, Wyciszkiewicz, Czerwiec (70, Michalczuk), Miąszkiewicz, Szarpak (80, Pikuta), Koniarek, Siadaczka. Trener – Franciszek Smuda. |
| Bangor City                        | Innes – K. Jones, Rutter, Wiggins, A. Jones, D. Parry, Langley, J. Parry (58, Evans), Barnett, Noble, Mottram. Trener – Nigel Atkins.                                                      |

W 1/32 finału czekał na łodzian kolejny rywal, ukraiński klub – Czornomoreć Odessa. Pierwszy mecz w Odessie zakończył się porażką 0:1. W rewanżu 26 września w obecności 9 tys. widzów widzewiacy wygrali w takim samym stosunku (bramka: Andrzej Michalczuk 81') i o awansie decydowała seria rzutów karnych. Gospodarze po czwartym strzale wygrywali 4:2 i byli o krok od sukcesu. Piłkę na awans miał Marek Koniarek, ale nie wykorzystał jedenastki i wszystko się odmieniło. Kolejne pudło Marka Bajora kosztowało łodzian porażkę 5:6.
| Widzew Łódź – Czornomoreć Odessa (składy) | Widzew Łódź – Czornomoreć Odessa (składy) |
| ----------------------------------------- | --- |
| Widzew Łódź                               | Woźniak – Bajor, Łapiński, Bogusz (60, Podolski), Michalczuk, Wyciszkiewicz, Czerwiec, Miąszkiewicz (70, Pikuta), Szarpak (36, Boguś), Koniarek, Siadaczka. Trener – Franciszek Smuda. |
| Czornomoreć Odessa                        | Susłow – Parfienow, Sak, Bukiel, Ternawski, Musolitin, Gorszkow (46, Kołczin), Zotow, Kolesniczenko (23, Wasilkiw), Kardasz, Gusejnow (53, Kozakiewicz). Trener – Leonid Burjak.       |

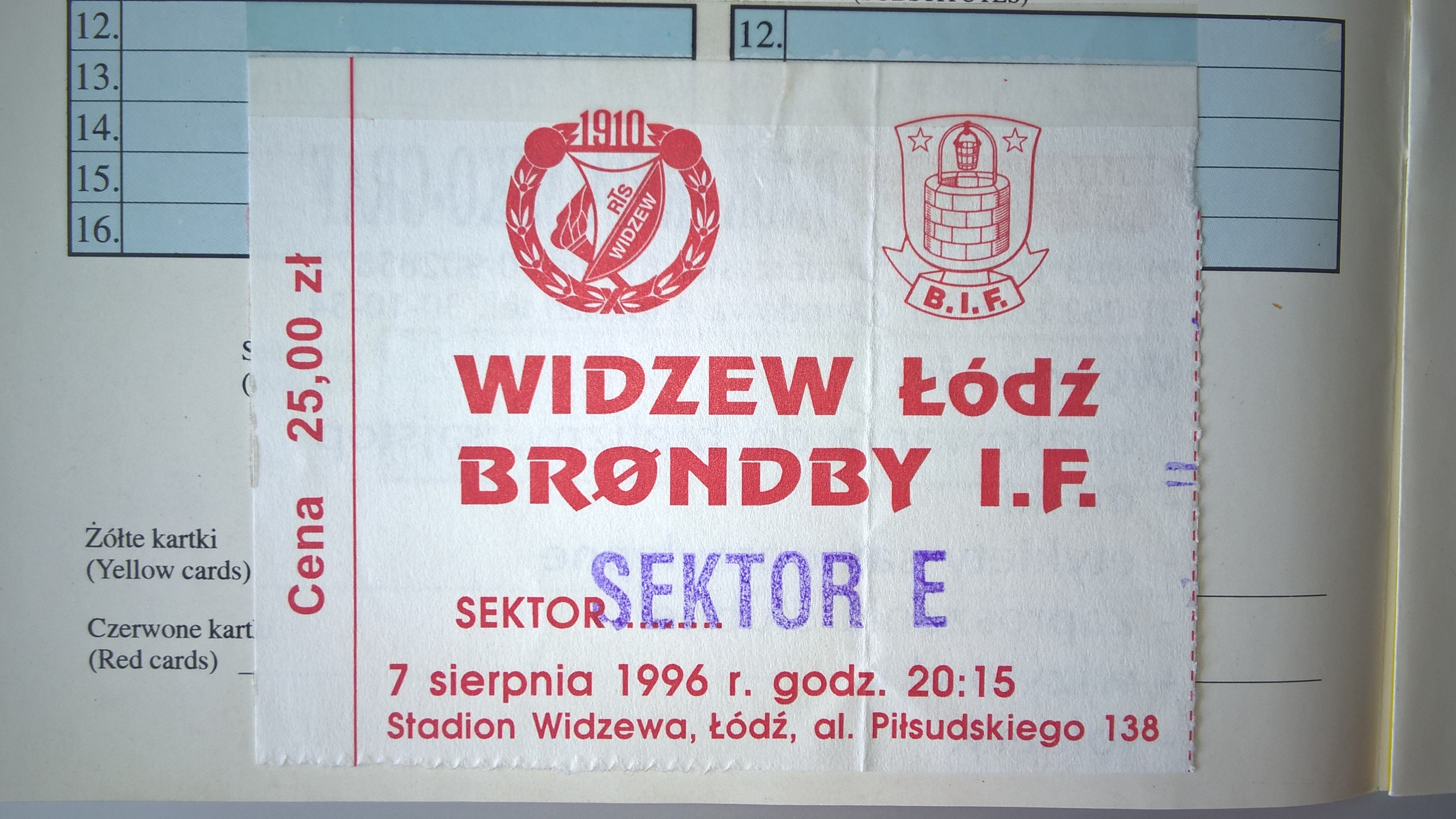
Bilet na mecz na stadionie Widzewa (07.08.1996, Widzew – Brøndby)

Rok później, po zdobyciu trzeciego w historii klubu mistrzostwa kraju, łodzianie rozpoczęli rywalizację w Lidze Mistrzów od rundy wstępnej. Los zdecydował, że przeciwnikiem Widzewa na tym etapie został mistrz Danii – Brøndby IF. Pierwszy mecz odbył się 7 sierpnia 1996 w Łodzi. Na odnawianym w tym czasie stadionie nowo zakupieni gracze (Jacek Dembiński 64' i Sławomir Majak 73') dali gospodarzom wygraną 2:1 (widzów: 12 tys.). Po dramatycznym rewanżowym meczu w Kopenhadze – przegranym 2:3 – Widzew awansował do fazy grupowej tych prestiżowych rozgrywek. W wyniku losowania czerwono-biało-czerwoni trafili do grupy B, która była jedną z najsilniejszych w tej edycji Champions League. Łodzian czekały starcia z najlepszą – jak się potem okazało – drużyną Europy, czyli mistrzem Niemiec Borussią Dortmund, oraz mistrzem Hiszpanii Atlético Madryt, który pozostawił w pokonanym polu takie potęgi jak Real Madryt i FC Barcelona. Stawkę uzupełniał utytułowany mistrz Rumunii, Steaua Bukareszt, czyli pierwszy klub z Europy Wschodniej, który kilka lat wcześniej zdobył Puchar Europy.
| Widzew Łódź – Brøndby Kopenhaga (składy) | Widzew Łódź – Brøndby Kopenhaga (składy) |
| ---------------------------------------- | --- |
| Widzew Łódź                              | Szczęsny – Wojtala, Łapiński (53, Bajor), Michalski, Szymkowiak, Wyciszkiewicz, Czerwiec (74, Szarpak), Majak, Siadaczka, Citko, Koniarek (62, Dembiński). Trener – Franciszek Smuda. |
| Brøndby Kopenhaga                        | Krogh – Colding, Olsen, Per Nielsen, Skarbalius, Bjur, Vilfort, Allan Nielsen (86, Daugaard), Ravn, Bagger (70, Thoegersen), Moeller (70, Sand). Trener – Ebbe Skovdahl.              |

Jako pierwsza na mecz fazy grupowej Ligi Mistrzów przyjechała do Łodzi drużyna Atlético Madryt. 25 września 1996, tak jak każdego kolejnego wieczora gdy miasto gościło te elitarne rozgrywki, obficie padał deszcz, co przy braku zadaszenia psuło komfort oglądania spotkań. Niemniej jednak na stadionie zjawił się komplet widzów – oficjalnie 18 tys, nieoficjalnie ponad 20 tys.. Tuż przed rozpoczęciem meczu wydawało się, że stadion jest już właściwie pełen. Tymczasem przed bramami stał jeszcze tłum ludzi oczekujących na wejście. Specyfika ówczesnego stadionu Widzewa polegała jednak na tym, że znajdujące się na nim jeszcze w tym czasie ławki, oraz zlokalizowane za bramkami miejsca stojące, pozwalały na to, aby w razie potrzeby „upchnąć” na trybunach pokaźną, dodatkową ilość widzów. Jeśli chodzi o aspekt sportowy spotkania, to głównym problemem drużyny Widzewa była absencja kapitana zespołu, jednego z najlepszych wówczas obrońców w Polsce, Tomasza Łapińskiego. Z powodu kontuzji nie mógł też wystąpić rozgrywający Ryszard Czerwiec. Niestety, widzewiacy odczuli to bardzo boleśnie, doznając porażki 1:4 (1:2). Ozdobą meczu było uderzenie Marka Citki w 44 minucie z odległości ponad 40 m i skutecznie przelobowanie bramkarza Moliny (bramka została później wybrana najpiękniejszym golem w prestiżowym wówczas plebiscycie telewizji Eurosport). Z pozytywów spotkania można także wymienić pomeczowe słowa trenera rywali, Radomira Anticia, który oczarowany dopingiem łódzkiej publiczności stwierdził, że „Widzew i Łódź zasługują na Ligę Mistrzów”.
| Widzew Łódź – Atlético Madryt (składy) | Widzew Łódź – Atlético Madryt (składy) |
| -------------------------------------- | --- |
| Widzew Łódź                            | Szczęsny – Wojtala, Bajor, Bogusz, Szymkowiak (76, Zając), Michalski, Szarpak (12, Wyciszkiewicz, 62, Miąszkiewicz), Majak, Michalczuk, Citko, Dembiński. Trener – Franciszek Smuda. |
| Atlético Madryt                        | Molina – Geli, Solozabal, Santi, Toni, Aguilera (74, Lopez), Bejbl, Pantić, Simeone (77, Pablo Alfaro), Kiko (81, Roberto), Esnaider. Trener – Radomir Antić.                        |

Miesiąc później (30 października) w Łodzi, w obecności 8 tys. widzów, doszło do potyczki z drużyną rumuńską. Powrócili rekonwalescenci i Widzew wreszcie mógł zagrać w pełnowartościowym składzie, co przełożyło się zarówno na lepszą grę, jak i wynik. Po wcześniejszym zmarnowaniu kilku dobrych okazji, w 40 minucie swojego gola zdobywa Sławomir Majak. Zaraz po przerwie, w 48 minucie, jedną z najpiękniejszych bramek w tej edycji Ligi Mistrzów, strzałem z ponad 18 metrów, strzela Ryszard Czerwiec. Pada również trzecia bramka, zdobyta przez Marka Citkę, ale jeden z nieodpowiedzialnych kibiców wrzucił na boisko drugą piłkę i sędzia gola anulował. Ostatecznie Widzew wygrywa 2:0.
| Widzew Łódź – Steaua Bukareszt (składy) | Widzew Łódź – Steaua Bukareszt (składy) |
| --------------------------------------- | --- |
| Widzew Łódź                             | Szczęsny – Wojtala, Łapiński, Bogusz, Szymkowiak, Michalski, Czerwiec, Majak, Michalczuk, Citko, Dembiński (87, Wyciszkiewicz). Trener – Franciszek Smuda.  |
| Steaua Bukareszt                        | Stelea – Zamifirescu, Csik, Prodan, Miu, Nagy, Militaru, A. Ilie, Serban (65, Rosu), Lacatus (75, Ciociou), Calin (57, S. Ilie). Trener – Dumitru Dumitriu. |

20 listopada 1996 odbyło się ostatnie jak dotąd spotkanie fazy grupowej Ligi Mistrzów w Łodzi. 18 tys. przybyłych widzów oglądało zacięty mecz z Borussią Dortmund, w którym najpierw w 14 minucie na prowadzenie wyszli Niemcy, by utracić je już po niecałej minucie. Na bramkę Lamberta błyskawicznie, strzałem głową, odpowiedział Jacek Dembiński. Pięć minut później ten sam piłkarz wyprowadził już Widzew na prowadzenie. Technicznym strzałem przelobował zarówno obrońców Borussii, jak i będącego wtedy poza polem karnym bramkarza Stefana Klosa. W 65 minucie sędzia nie zauważył faulu Jürgena Kohlera na Majaku. Niemiec zdobył wówczas wyrównującą bramkę, ustalając wynik spotkania na 2:2. Lider polskiej ekstraklasy stoczył wyrównany pojedynek, o czym świadczy także wypowiedź obrońcy Borussii, wielokrotnego reprezentanta Niemiec, Kohlera: „Jesteśmy zadowoleni z remisu. Widzew to dobra drużyna, a dzisiaj zagrała na świetnym poziomie”. Niestety, po tym remisie mistrzowie Polski utracili szanse na awans do dalszej fazy gier. Ostatecznie zakończyli swoją przygodę w Lidze Mistrzów na trzecim miejscu w grupie B.
| Widzew Łódź – Borussia Dortmund (składy) | Widzew Łódź – Borussia Dortmund (składy) |
| ---------------------------------------- | --- |
| Widzew Łódź                              | Szczęsny – Wojtala, Łapiński, Bogusz, Szymkowiak (57, Wyciszkiewicz), Michalski, Czerwiec, Majak, Michalczuk, Citko, Dembiński. Trener – Franciszek Smuda.          |
| Borussia Dortmund                        | Klos – Kohler, Sammer, Heinrich, Reuter, Lambert, Moeller, Reinhardt (90, Kree), Ricken (83, Tanko), Tretschok (27, Chapuisat), Herrlich. Trener – Ottmar Hitzfeld. |

W 1997 łodzianie ponownie okazali się najlepsi w Polsce i w rundzie wstępnej Ligi Mistrzów los przydzielił za rywala azerskie Neftçi PFK (gdy istniał ZSRR klub występował w tamtejszej wyższej lidze przez 27 sezonów, w 1966 znalazł się nawet na podium mistrzostw Związku Sowieckiego, ale od 1992 drużyna rozpoczęła grę w rodzimej lidze azerbejdżańskiej). W pierwszym wyjazdowym spotkaniu Widzew pokonał rywala z Baku 2:0. 30 lipca 1997 w meczu rewanżowym w Łodzi widzewiacy rozgromili przybyszów z Półwyspu Apszerońskiego aż 8:0 (5:0), co było historycznym, rekordowym wyczynem miejscowych piłkarzy w europejskich pucharach (bramki: Piotr Szarpak 5' 70' i 76', Andrzej Kobylański 8', Marcin Zając 15', Jacek Dembiński 24' i 29', Alexandru Curtianu 67', widzów: 7 tys.).
| Widzew Łódź – Neftçi Baku (składy) | Widzew Łódź – Neftçi Baku (składy) |
| ---------------------------------- | --- |
| Widzew Łódź                        | Onyszko – Bajor, Szymkowiak, Siadaczka (46, Bogusz), Zając, Michalczuk, Miąszkiewicz (46, Curtian), Terlecki, Szarpak, Kobylański (46, Wyciszkiewicz), Dembiński. Trener – Franciszek Smuda. |
| Neftçi Baku                        | Gasanow – M. Kurbanow, Asadow, Junusow, Niftalijew (27, Jadullajew), Ismaiłow, Rzajew, Gusejnow, Musajew, Suftanow, K. Kurbanow (82, Mamiedow). Trener – Rusłan Abdulajew.                   |

W następnej rundzie eliminacyjnej los skojarzył łódzką drużynę z naszpikowaną światowymi gwiazdami futbolu Parmą. We włoskiej drużynie grali m.in. jeden z najlepszych bramkarzy świata Gianluigi Buffon, doskonali reprezentacyjni obrońcy Włoch i Francji – Fabio Cannavaro i Lilian Thuram, ofensywny argentyński pomocnik Roberto Sensini, kolejny reprezentant Włoch pomocnik Dino Baggio oraz reprezentacyjni napastnicy Argentyny i Włoch – Hernán Crespo i Enrico Chiesa. Trenerem był Carlo Ancelotti, który w późniejszych latach (2003 i 2007), już jako selekcjoner A.C. Milan, wygrał Ligę Mistrzów. Dla piłkarzy z północnych Włoch była to pierwsza konfrontacja z zespołem znad Wisły. Mecz rozgrywany w Łodzi 13 sierpnia toczył się w szybkim tempie, a zgromadzeni na stadionie kibice w liczbie 18 tys. nie mogli narzekać na brak wrażeń. Niestety Widzew uległ 1:3 (0:1), a jedyną bramkę dla łodzian strzelił w 53 minucie Andrzej Michalczuk, po rajdzie Zająca i asyście Dembińskiego. Druga porażka w rewanżu sprawiła, że trzeba było się pożegnać z myślą o ponownym udziale w fazie grupowej LM.
| Widzew Łódź – AC Parma (składy) | Widzew Łódź – AC Parma (składy) |
| ------------------------------- | --- |
| Widzew Łódź                     | Onyszko – Szymkowiak, Łapiński, Siadaczka, Michalczuk (81, Szemoński), Michalski, Gęsior, Terlecki (60, Curtian), Szarpak, Kobylański (46, Zając), Dembiński. Trener – Franciszek Smuda. |
| AC Parma                        | Buffon – Mussi, Cannavaro, Thuram, Benarrivo, Crippa, Sensini, D. Baggio, Pedros (60, Strada), Crespo (61, Maniero), Chiesa (83, Flore). Trener – Carlo Ancelotti.                       |

Tak się złożyło, że ze względu na regulaminowe nowinki piłkarze z al. Piłsudskiego mogli startować dalej. Nowe przepisy UEFA mówiące o tym, że przegrywający w decydującej rozgrywce o Champions League będzie grał w I rundzie Pucharu UEFA, pozwoliły RTS-owi, jako pierwszemu polskiemu klubowi, na udział w dwóch europejskich pucharach klubowych w tym samym sezonie. Przeciwnikiem Widzewa było włoskie Udinese Calcio, któremu łódzki klub także nie sprostał. Co prawda 16 września w Łodzi udało się zwyciężyć 1:0 (bramka: Daniel Bogusz 63', widzów: 8 tys.), lecz w rewanżu piłkarze z Udine okazali się lepsi i wygrali 3:0.

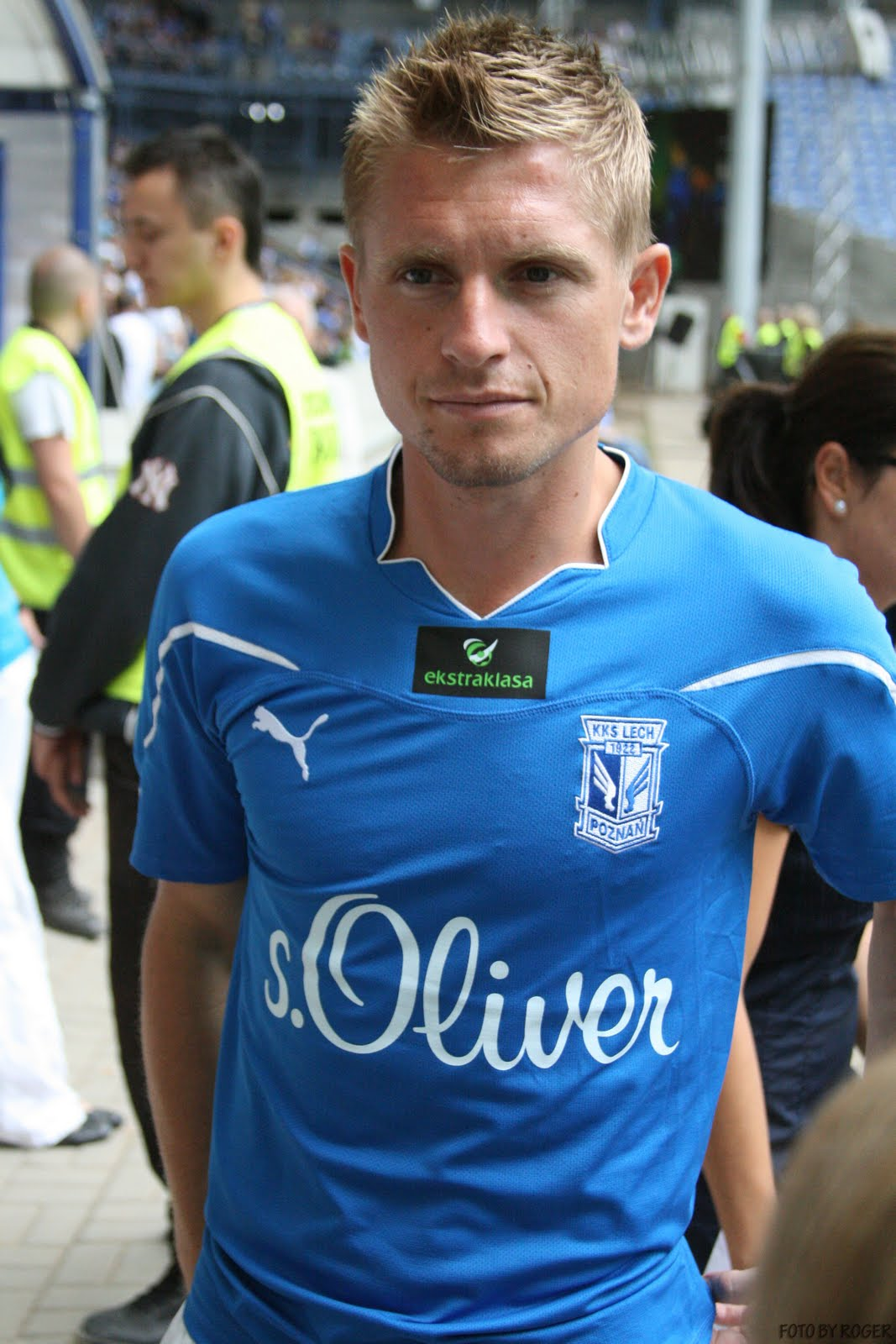
Artur Wichniarek – strzelec ostatniej bramki dla Widzewa w europejskich rozgrywkach

Rok 1999 to siódmy tytuł wicemistrza Polski i w nagrodę występ w eliminacjach do Ligi Mistrzów (mistrz Polski – Wisła Kraków – został wykluczony z rozgrywek europejskich na rok za wybryk jednego z pseudokibiców, który rzucił z trybun nożem, trafiając w głowę włoskiego piłkarza Dino Baggio). W II rundzie kwalifikacyjnej RTS grał z bułgarskim Liteksem Łowecz, który był oczkiem w głowie bułgarskiego biznesmena Griszy Ganczewa. W Bułgarii Liteks wygrał 4:1, a jego właściciel cieszył się niemal z pewnego awansu. Przed wylotem na rewanż każdemu piłkarzowi zapłacił po 10 tys. niemieckich marek premii za awans. Ale 4 sierpnia w Łodzi Widzew, choć do przerwy remisował 1:1, raz jeszcze pokazał swój słynny charakter. Wygrał 4:1 (bramki: Dariusz Gęsior 12', Artur Wichniarek 50' i 60', Radosław Michalski 75'), a później zwyciężył 3:2 w konkursie rzutów karnych, choć nie wykorzystał dwóch pierwszych jedenastek.
W następnej rundzie przeciwnikiem łodzian była włoska AC Fiorentina. Po przegranej na wyjeździe 1:3 łodzianie przegrali 25 sierpnia również u siebie 0:2, odpadając tym samym z rozgrywek Ligi Mistrzów, lecz awansując do pierwszej rundy Pucharu UEFA. Pierwszym przeciwnikiem Widzewa było Skonto Ryga. Po porażce 0:1 na wyjeździe łodzianie wygrali 30 września u siebie 2:0 (bramki: Artur Wichniarek 1', Dariusz Gęsior 43'). W II rundzie los przydzielił łodzianom AS Monaco. 21 października na stadionie w Łodzi padł remis 1:1 (bramka: Artur Wichniarek 5') i jak się później okazało był to ostatni, jak dotychczas, mecz Widzewa w europejskich pucharach na swoim stadionie. W rewanżu 0:2 zakończyło rozgrywki klubowe starego kontynentu.
Łącznie w latach 1984–1999 Widzew rozegrał na swoim stadionie 18 meczów w europejskich pucharach (Liga Mistrzów, Puchar UEFA i Puchar Zdobywców Pucharów). 11 z nich wygrał, 4 zremisował, a w 3 zanotował porażki.
| Bramki | Strzelcy bramek dla Widzewa* |
| --- | --- |
| 5 | Jacek Dembiński |
| 4 | Artur Wichniarek |
| 3 | Piotr Szarpak |
| 2 | Dariusz Gęsior, Sławomir Majak, Andrzej Michalczuk |
| 1 | Daniel Bogusz, Marek Citko, Wiesław Cisek, Alexandru Curtianu, Ryszard Czerwiec, Dariusz Dziekanowski, Bogdan Jóźwiak, Andrzej Kobylański, Marek Koniarek, Jerzy Leszczyk, Radosław Michalski, Bogdan Pikuta, Tadeusz Świątek, Wiesław Wraga, Marcin Zając |
| * Strzelcy bramek dla Widzewa w europejskich pucharach (Liga Mistrzów, Puchar UEFA i Puchar Zdobywców Pucharów) na stadionie Widzewa. * W zestawieniu nie uwzględniono strzelców bramek w seriach rzutów karnych, zarządzanych po zakończeniu dwumeczu z wynikiem nierozstrzygniętym. | |

#### Mecze reprezentacji narodowej
Na stadionie przy al. Piłsudskiego odbyło się siedem międzypaństwowych spotkań reprezentacji Polski (Kadra A), w tym dwa w ramach eliminacji do mistrzostw świata. Ostatnie spotkanie kadra narodowa rozegrała na Widzewie w 2010 roku z reprezentacją Ukrainy.
| Rodzaj rozgrywek                                            | Data       | Nr meczu | Rywal Polski | Wynik meczu | Strzelcy bramek dla Polski        |
| ----------------------------------------------------------- | ---------- | -------- | ------------ | ----------- | --------------------------------- |
| MT                                                          | 28.03.1990 | 469.     | Jugosławia   | 0:0         | –                                 |
| El. MŚ 1994                                                 | 28.04.1993 | 512.     | San Marino   | 1:0 (0:0)   | Jan Furtok (75')                  |
| Osobny artykuł: Mecz piłkarski Polska – San Marino (1993) . |            |          |              |             |                                   |
| MT                                                          | 27.03.1996 | 541.     | Słowenia     | 0:0         | –                                 |
| El. MŚ 2002                                                 | 07.10.2000 | 591.     | Białoruś     | 3:1 (1:1)   | Radosław Kałużny (24', 63' i 74') |
| MT                                                          | 27.03.2002 | 607.     | Japonia      | 0:2 (0:2)   | –                                 |
| MT                                                          | 17.10.2007 | 686.     | Węgry        | 0:1 (0:0)   | –                                 |
| MT                                                          | 04.09.2010 | 728.     | Ukraina      | 1:1 (1:0)   | Ireneusz Jeleń (42')              |

#### Mecze finałowe Pucharu Polski
Dwukrotnie (w latach 1988 i 1990) na stadionie Widzewa odbył się mecz finałowy Pucharu Polski. Triumfatorzy uzyskiwali możliwość reprezentowania rodzimej piłki w europejskich pucharach (w Pucharze Zdobywców Pucharów).
| Edycja | Sezon     | Data finału | Zwycięzca      | Wynik            | Finalista      | Strzelcy bramek                            | Frekwencja |
| ------ | --------- | ----------- | -------------- | ---------------- | -------------- | ------------------------------------------ | ---------- |
| 34.    | 1987/1988 | 23.06.1988  | Lech Poznań    | 1:1 (0:0) k. 3:2 | Legia Warszawa | 1:0 Araszkiewicz (48'), 1:1 Iwanicki (64') | 10 000     |
| 36.    | 1989/1990 | 17.06.1990  | Legia Warszawa | 2:0 (1:0)        | GKS Katowice   | 1:0 Cyzio (22'), 2:0 Kosecki (84')         | 7 000      |

#### Inne wydarzenia piłkarskie

##### Widzew Łódź – Rosja
26 października 1993 rozegrano przy al. Piłsudskiego 138 mecz towarzyski pomiędzy drużynami Widzewa Łódź i reprezentacji Rosji. Piłkarze „Sbornej” przyjechali do Łodzi na zaproszenie nowego prezesa Widzewa Andrzeja Grajewskiego, który był wówczas menedżerem rosyjskiej reprezentacji.
Dla Rosjan był to ostatni sprawdzian przed decydującą potyczką z reprezentacją Grecji w eliminacjach do mistrzostw świata 1994. Selekcjoner Pawieł Sadyrin ściągnął więc niemal wszystkich najlepszych piłkarzy „Sbornej”, którzy w większości grali w zachodnioeuropejskich klubach. Do Łodzi przyjechali m.in. pomocnik Interu Mediolan – Igor Szalimow (którego transfer z Foggii do „nerazzurrich” za 12 milionów dolarów był jednym z hitów transferowych Serie A), jeden z najlepszych golkiperów Bundesligi – Stanisław Czerczesow (Dynamo Drezno), napastnik Siergiej Kirjakow (Karlsruher SC), napastnik Igor Koływanow (Foggia), pomocnik Aleksandr Mostowoj i obrońca Wasilij Kulkow (obaj SL Benfica) oraz grający regularnie w hiszpańskiej La Lidze – Igor Korniejew, Dmitrij Galamin i Dmitrij Kuzniecow (wszyscy Espanyol Barcelona) oraz Dmitrij Radczenko i Dmitrij Popow (obaj Racing Santander).
Mecz zakończył się wynikiem 2:1 dla Rosjan. Do przerwy prowadzili łodzianie po golu z woleja Andrzeja Michalczuka w 45 minucie. Bramki dla „Sbornej” strzelili Aleksandr Mostowoj (70.) i Dmitrij Galamin (88.). Spotkanie obejrzało ok. 3 tys. osób.
| Składy | Składy |
| ------ | --- |
| Widzew | Andrzej Kretek (46. Tomasz Muchiński) – Marek Bajor, Tomasz Łapiński, Andrzej Szulc (76. Marcin Boguś) – Sławomir Gula, Zbigniew Wyciszkiewicz, Paweł Miąszkiewicz (52. Piotr Rajkiewicz), Bogdan Jóźwiak (85. Jarosław Kozibura), Andrzej Michalczuk – Piotr Szarpak, Marek Koniarek.                   |
| Rosja  | Stanisław Czerczesow (46. Zaur Chapow) – Dmitrij Galamin, Jurij Nikiforow, Achrik Cwejba (22. Igor Korniejew) – Dmitrij Popow (70. Omari Tetradze), Wiktor Onopko, Igor Szalimow, Wasilij Kulkow (46. Igor Koływanow), Aleksandr Mostowoj, Dmitrij Kuzniecow – Dmitrij Radczenko (46. Nikołaj Pisariew). |

##### Polska – Real Madryt

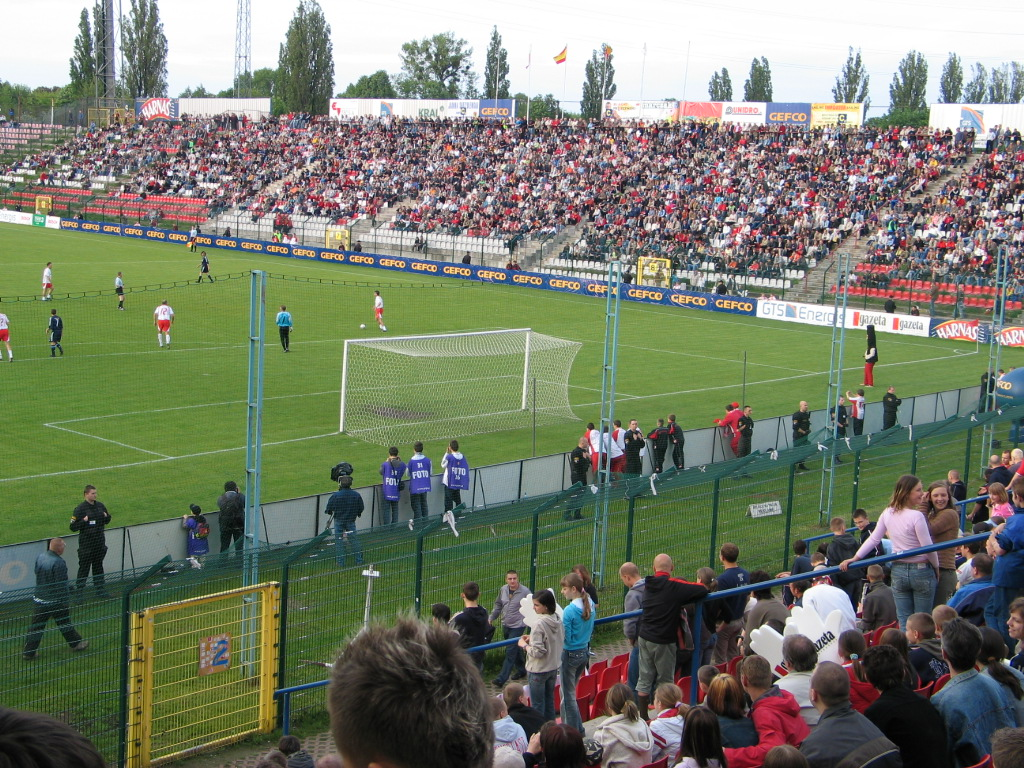
Mecz Polska-Real Madryt w 2006

20 maja 2006 rozegrano na Widzewie charytatywny mecz piłkarski pomiędzy reprezentacją Polski a Realem Madryt. Wydarzenie miało charakter dobroczynny i było częścią akcji „Knock-Out Dystrofii – Ratujemy Życie”, której celem była edukacja społeczna na rzecz potrzebujących. Obydwie drużyny składały się z byłych piłkarzy, którzy reprezentowali swoje zespoły przed laty.
Zmagania na łódzkiej murawie zakończyły się wynikiem 3:2 dla Królewskich. Bramki dla Realu zdobyli Alfonso Pérez (dwie) i Emilio Amavisca z karnego, a dla reprezentacji Polski Jan Urban z karnego i Marek Jóźwiak.
Patronat Honorowy nad imprezą objęli prezydent Łodzi Jerzy Kropiwnicki, ambasador Królestwa Hiszpanii w Polsce Rafael Mendivil, oraz Michał Listkiewicz, prezes PZPN. Patronami medialnymi wydarzenia byli: TVP3, Przegląd Sportowy, Gazeta Wyborcza i Radio Łódź. Spotkanie obejrzało blisko 7 tys. osób.
| Składy      | Składy |
| ----------- | --- |
| Polska      | Józef Młynarczyk, Zbigniew Robakiewicz, Stefan Majewski, Marek Jóźwiak, Marek Świerczewski, Waldemar Prusik, Dariusz Kubicki, Dariusz Wdowczyk, Roman Wójcicki, Waldemar Matysik, Piotr Rzepka, Piotr Świerczewski, Krzysztof Warzycha, Jan Urban, Mirosław Trzeciak, Roman Kosecki, Dariusz Dziekanowski, Jacek Ziober, Grzegorz Mielcarski.                                                                    |
| Real Madryt | Adolfo Aldana, Emilio Amavisca, Francisco Buyo, Santiago Aragón, Alfonso Pérez, Ivan Pérez, Francisco Garcia Hernandez, José Liz Morales, Juan Manuel Martínez, Eugenio „Geni” Martínez, Andres Sabido, Isidro Diaz, Garcia Perez, Rafael Martin Vazquez, Ricardo Gallego, Sergio Fernandez, Jesus Mesas, Francisco Perez Duran, Angel de las Heras, Bodo Illgner, José Luis Sanchez Barrios, Emilio Butragueño. |

### Rugby

#### Mecze reprezentacji narodowej
Na stadionie przy al. Piłsudskiego 138 odbyły się cztery mecze reprezentacji Polski w rugby union mężczyzn.
Polska – Holandia
8 kwietnia 2017 Polacy – w ramach rozgrywek Rugby Europe Trophy – pokonali stawianą w roli faworyta drużynę Holandii 14:13 (6:13). W pomeczowej konferencji prasowej kapitan Oranje – Rik Roovers – podkreślił znakomitą atmosferę na stadionie i przewagę Polaków wynikającą z zaangażowania zgromadzonej w liczbie ok. ośmiu tysięcy publiczności:

Magia szesnastego zawodnika na boisku działała na korzyść reprezentacji Polski, a niesieni dopingiem widzów Polacy, przez całe spotkanie czuli potrzebne w ciężkich chwilach meczu wsparcie.

Polska – Europa
9 września 2017 roku na stadionie Widzewa odbył się mecz towarzyski reprezentacji Polski z drużyną Europy. Spotkanie rozegrane z okazji 60-lecia Polskiego Związku Rugby wygrali biało-czerwoni 52:19 (31:12). W składzie gości wystąpili między innymi Fabrice Estebanez, Vasile Bălan, Nathan Pelsy, Amir Rademaker i Storm Carroll.
| Rodzaj rozgrywek    | Data       | Nr meczu | Rywal Polski | Wynik meczu   | Zdobywcy punktów dla Polski | Frekwencja |
| ------------------- | ---------- | -------- | ------------ | ------------- | --- | ---------- |
| Rugby Europe Trophy | 08.04.2017 | 292.     | Holandia     | 14:13 (6:13)  | Wojciech Piotrowicz 9 (3K), Andrzej Charlat 5 (P) | 8 000      |
| Mecz towarzyski     | 09.09.2017 |          | Europa       | 52:19 (31:12) | Grzegorz Szczepański 15 (3P), Daniel Gdula 6 (3pd), Dawid Plichta 5 (P), Szymon Sirocki 5 (P), Piotr Karpiński 5 (P), Kamil Bobryk 5 (P), Wojciech Król 5 (P), Daniel Trybus 4 (2pd), Łukasz Szablewski 2 (pd) |            |
| Rugby Europe Trophy | 24.04.2018 | 299.     | Portugalia   | 25:27 (13:10) | Dawid Banaszek 10 (2pd 2K), Przemysław Rajewski 10 (2P), Marek Płonka 5 (P) | 600        |
| Rugby Europe Trophy | 3.11.2018  | 301.     | Litwa        | 33:0 (12:0)   | Wojciech Piotrowicz 16 (2pd 4K), Mateusz Adamski 7 (P pd), Mateusz Plichta 5 (P), Krystian Pogorzrelski 5 (P)                                                                                                  | 2155       |

#### Mecze finałowe mistrzostw Polski
24 czerwca 2012 roku na stadionie przy al. marsz. Józefa Piłsudskiego odbył się mecz finałowy mistrzostw Polski w rugby union. W decydującym spotkaniu Lechia Gdańsk pokonała Budowlanych Łódź 27:22 (7:6). Dla łódzkiego zespołu była to jedyna porażka w sezonie 2011/2012.
Wydarzenie ściągnęło na trybuny ponad sześć tysięcy widzów, w tym około setki kibiców przyjezdnych (wynik ten był rekordem frekwencji ligowych rozgrywek rugby w Polsce). Stadion zapełnił się niemal całkowicie (miejsca za bramkami były wyłączone), a w kasach zabrakło biletów. Pomimo że łodzianie przystępowali do tego meczu jako drużyna, która pierwszy raz w historii polskiego rugby wygrała wszystkie mecze sezonu zasadniczego (łącznie 17 spotkań), to zespół z Gdańska zdobył mistrzostwo, po dziesięciu latach przerwy. Walnie przyczynił się do tego ściągnięty na ten mecz francuski obrońca – David Chartier. Zawodnik zdobył 12 punktów dla swojej drużyny. Sporo wniósł do gry także ofensywnie grający Samoańczyk – Henry Bryce (zawodnik ze światowej czołówki w tej dyscyplinie). Po meczu prezydent Łodzi Hanna Zdanowska wręczyła rugbistom Lechii puchar za mistrzostwo oraz złote medale.
| Sezon     | Data finału | Zwycięzca     | Wynik       | Finalista      | Zdobywcy punktów | Frekwencja |
| --------- | ----------- | ------------- | ----------- | -------------- | --- | ---------- |
| 2011/2012 | 24.06.2012  | Lechia Gdańsk | 27:22 (7:6) | Budowlani Łódź | Lechia Gdańsk: David Chartier 12, Robert Kwiatkowski 10, Tomasz Hebda 5; Budowlani Łódź: Teimuraz Sokchadze 17, Tomasz Kozakiewicz 5 | 6 000      |

## Inne zdarzenia
- W marcu 1985 podczas instalowania stadionowego oświetlenia, zauważono, że maszty zabetonowano nie tam, gdzie trzeba. Okazało się, że część boiska pozostaje w cieniu. Postanowiono wobec tego przesunąć.. całe boisko[191].
- Na starym obiekcie różnica poziomów pomiędzy skrajnymi punktami murawy boiska wynosiła blisko 100 cm, co potwierdził architekt – Jacek Ferdzyn – podczas spotkania z byłymi piłkarzami Widzewa: „Na starym stadionie, na którym graliście w Lidze Mistrzów, różnica między bramkami była około metra, dlatego łatwiej grało się pod «Zegar», bo z górki. Bramka Marka Citki z Atlético była pod górkę”[90].
- „Za każdym razem, gdy tu jestem, trwa remont stadionu. O co chodzi?” – pytał w 1999 roku niemiecki piłkarz Jörg Heinrich, gdy wraz z Fiorentiną przyjechał na stadion Widzewa, by zagrać mecz III rundy eliminacji Ligi Mistrzów. Trzy lata wcześniej na tym samym stadionie grał z Borussią Dortmund w fazie grupowej Ligi Mistrzów i wtedy też część trybun „na szybko” była poprawiana[43].
- 23 stycznia 1993 w budynku klubowym na stadionie zmarł redaktor tygodnika „Sportowiec” Maciej Biega. Zasłabł w trakcie wywiadu z prezesem Widzewa Ludwikiem Sobolewskim[192].

## Upamiętnienia

### Tablica upamiętniająca setną rocznicę założenia Klubu
1 maja 2010, przed meczem ligowym z Podbeskidziem Bielsko-Biała, odsłonięta została tablica upamiętniająca setną rocznicę założenia Klubu. Tablica utrzymana jest w widzewskiej czerwono-białej kolorystyce – składa się z trzech proporcjonalnych części, jak flaga Widzewa. Pośrodku czerwień przecina biały pas, na którym znajduje się pamiątkowy napis:

W 100. rocznicę powstania Widzewa Łódź
Wdzięczni i wierni tradycji TMRF i RTS
Dumni z pięknej historii
I bycia częścią widzewskiej społeczności
Władze, pracownicy, kibice i przyjaciele Widzewa Łódź
Łódź, 1 maja 2010 r.

Wszystkie litery zostały pokryte 24-karatowym złotem. Całości dopełnia również pokryty złotem herb Widzewa na tle czerwieni. Tablicę wykonała pracownia kamieniarska Bevel z hiszpańskiego konglomeratu kwarcowego Silestone, który charakteryzuje się dużą elastycznością i odpornością na uszkodzenia mechaniczne. Odsłonięcia dokonał prezydent Łodzi – Tomasz Sadzyński.

### Nadanie ulicy nazwy Włodzimierza Smolarka

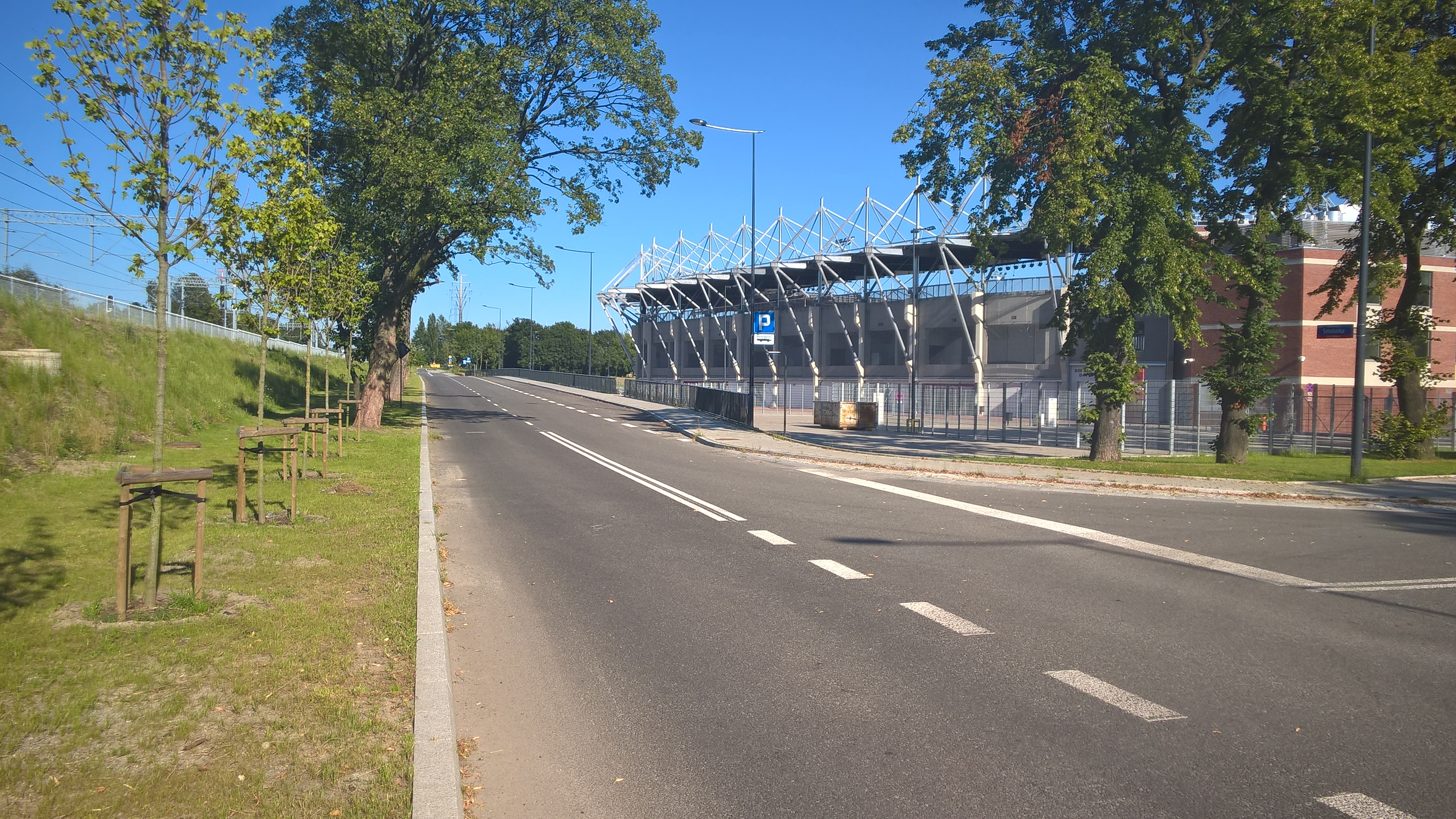
Ulica Włodzimierza Smolarka – widok w kierunku wschodnim

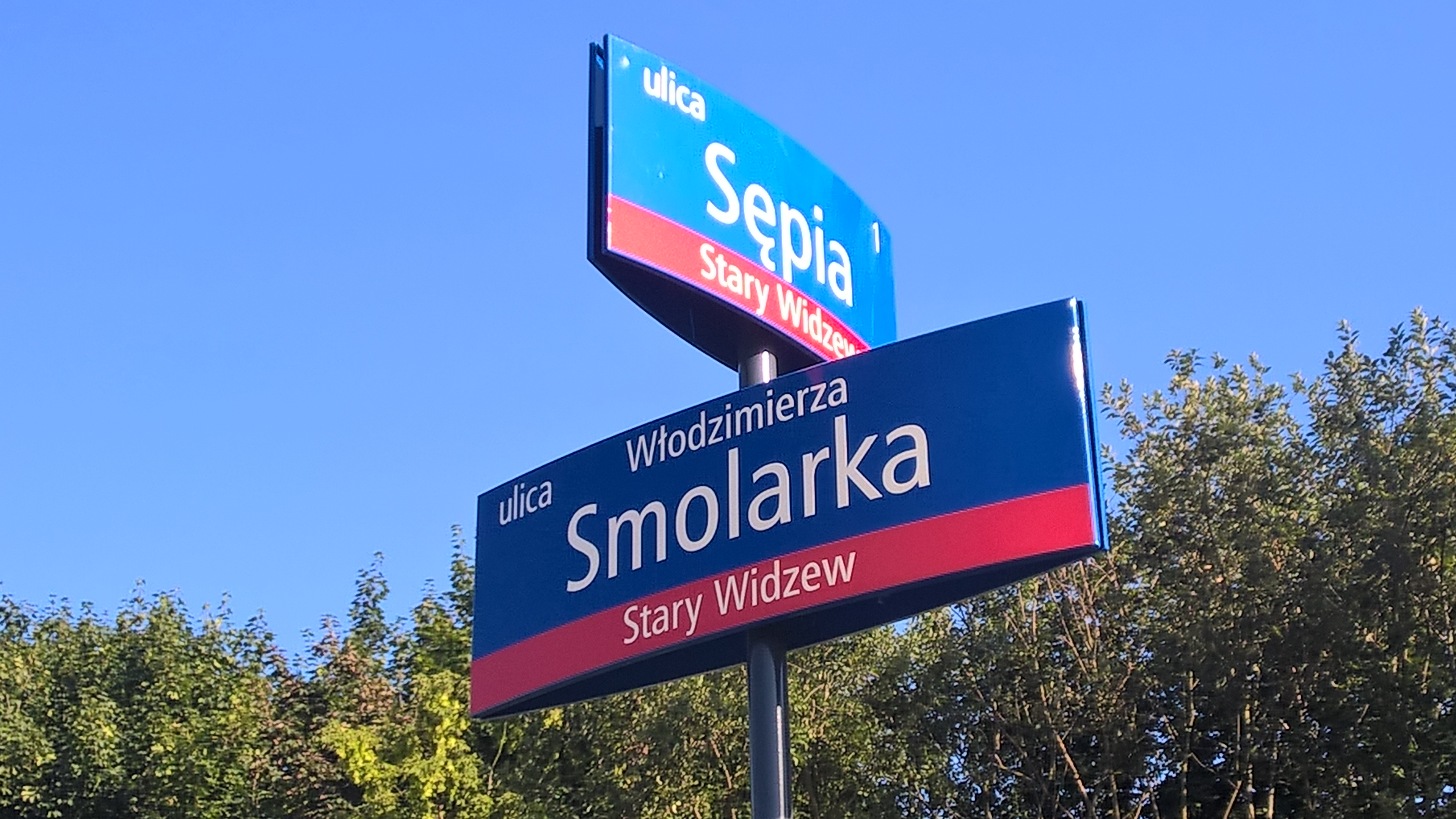
System Informacji Miejskiej w Łodzi – skrzyżowanie ulic Sępiej i Smolarka

22 lutego 2017 Rada Miejska w Łodzi jednogłośnie przegłosowała uchwałę (NR XLII/1129/17) o nadaniu ulicy nazwy Włodzimierza Smolarka. Były napastnik łódzkiego klubu oraz reprezentacji Polski został patronem ulicy, która powstała podczas zakończonej w lutym 2017 budowy stadionu miejskiego na Widzewie. Nowa ulica biegnie obok obiektu sportowego w kierunku wschodnim, jako przedłużenie ul. Józefa na odcinku od ul. Tunelowej do ul. Widzewskiej.
W uzasadnieniu napisano m.in., że Smolarek był „ceniony przez wszystkie pokolenia kibiców za światowej klasy umiejętności piłkarskie, ale również za niezwykłą zadziorność, waleczność, bojowość, ambicję i grę do «ostatniego gwizdka»”. (...) „Dla wielu osób jest symbolem Widzewa, «widzewskiego charakteru» oraz całego łódzkiego sportu”.
Radny Rafał Markwant, który prezentował projekt uchwały podczas sesji Rady Miasta, skomentował wydarzenie w następujących słowach:

Pomysł został zaakceptowany przez wszystkich radnych. Panu Włodzimierzowi to się po prostu należało i cieszymy się, że w ten sposób został uhonorowany w Łodzi. To wybitna i zasłużona postać dla Widzewa i całego polskiego futbolu.

14 czerwca 2017 były reprezentant Polski Euzebiusz Smolarek symbolicznie otworzył ulicę imienia swojego ojca – Włodzimierza. Ebi wyraził uznanie dla patrona nowej ulicy:

To jest coś specjalnego. Szkoda, że ojca już nie ma i sam nie może tego zobaczyć. Widać jednak, że to co zrobił dla Widzewa, dla Aleksandrowa Łódzkiego, gdzie mieszkał i całej Polski było czymś specjalnym. Jestem bardzo dumny, że jestem jego synem.

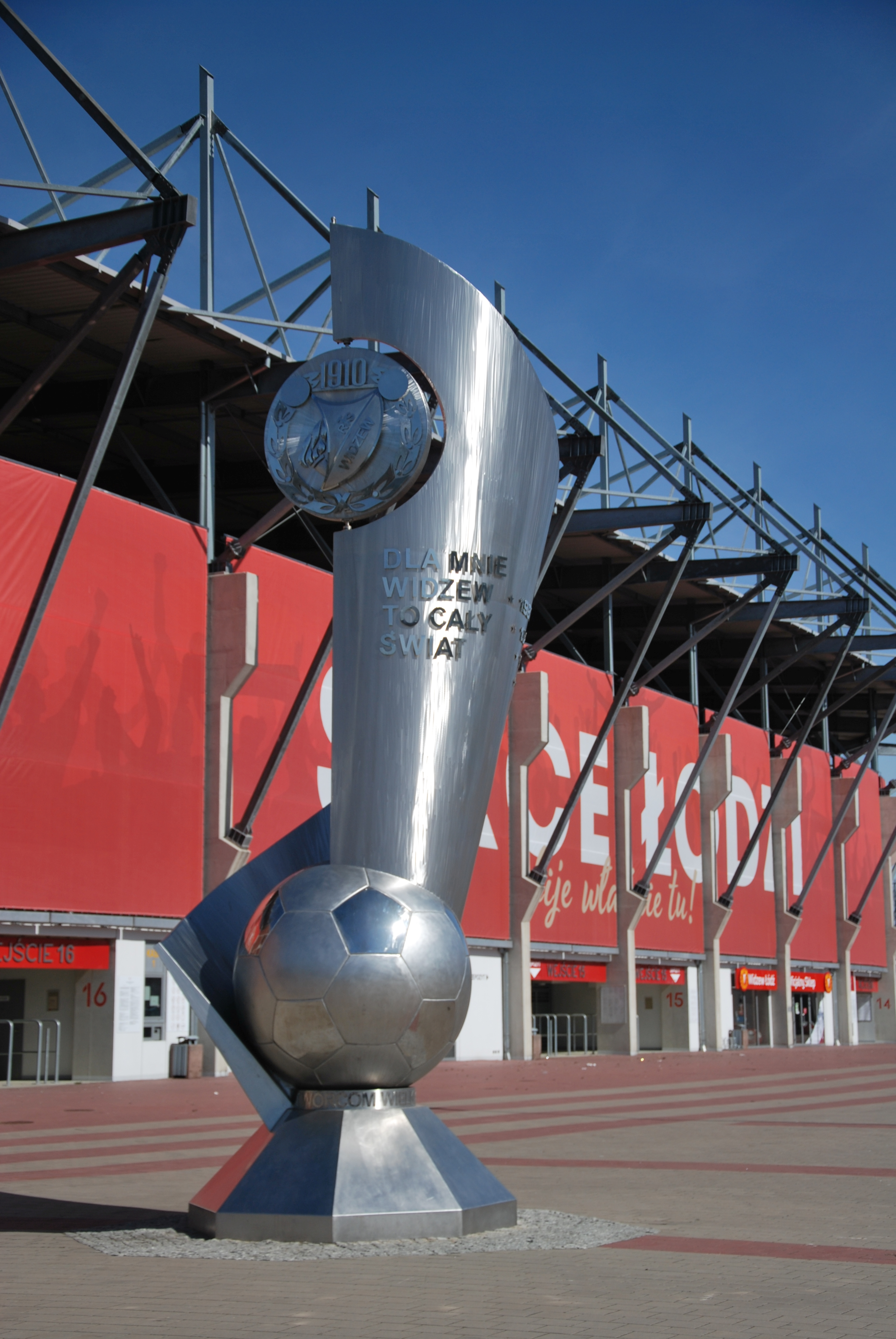
Pomnik „Twórców Wielkiego Widzewa” obok stadionu

Uroczystość upamiętnienia odbyła się przed meczem ostatniej kolejki III ligi (grupa I), w której Widzew podejmował Sokół Aleksandrów Łódzki. W tym mieście urodził się Włodzimierz Smolarek i rozpoczynał karierę w miejscowym Włókniarzu. Z niego trafił do Widzewa, stając się legendą łódzkiego klubu. W sumie w latach 1979–1986 napastnik zdobył dla Widzewa w ekstraklasie 61 goli i pod tym względem ustępuje jedynie Markowi Koniarkowi (65 bramek).

### Odsłonięcie pomnika „Twórców Wielkiego Widzewa”
1 grudnia 2018 roku przed stadionem odsłonięto pomnik „Twórców Wielkiego Widzewa” upamiętniający twórców największych sukcesów sekcji piłkarskiej klubu. Odsłonięcia dokonano 1 grudnia 2018 roku przed meczem Widzew Łódź – Stal Stalowa Wola w ramach rozgrywek II ligi piłki nożnej (2018/2019). Wstęgę przecięli: prezes Widzewa – Przemysław Klementowski, dyrektor Wydziału Sportu Urzędu Miasta Łodzi – Marek Kondraciuk i były zawodnik klubu – Krzysztof Kamiński. Poświęcenia monumentu dokonał ksiądz Paweł Miziołek.

## Frekwencja

### Frekwencja na nowym stadionie

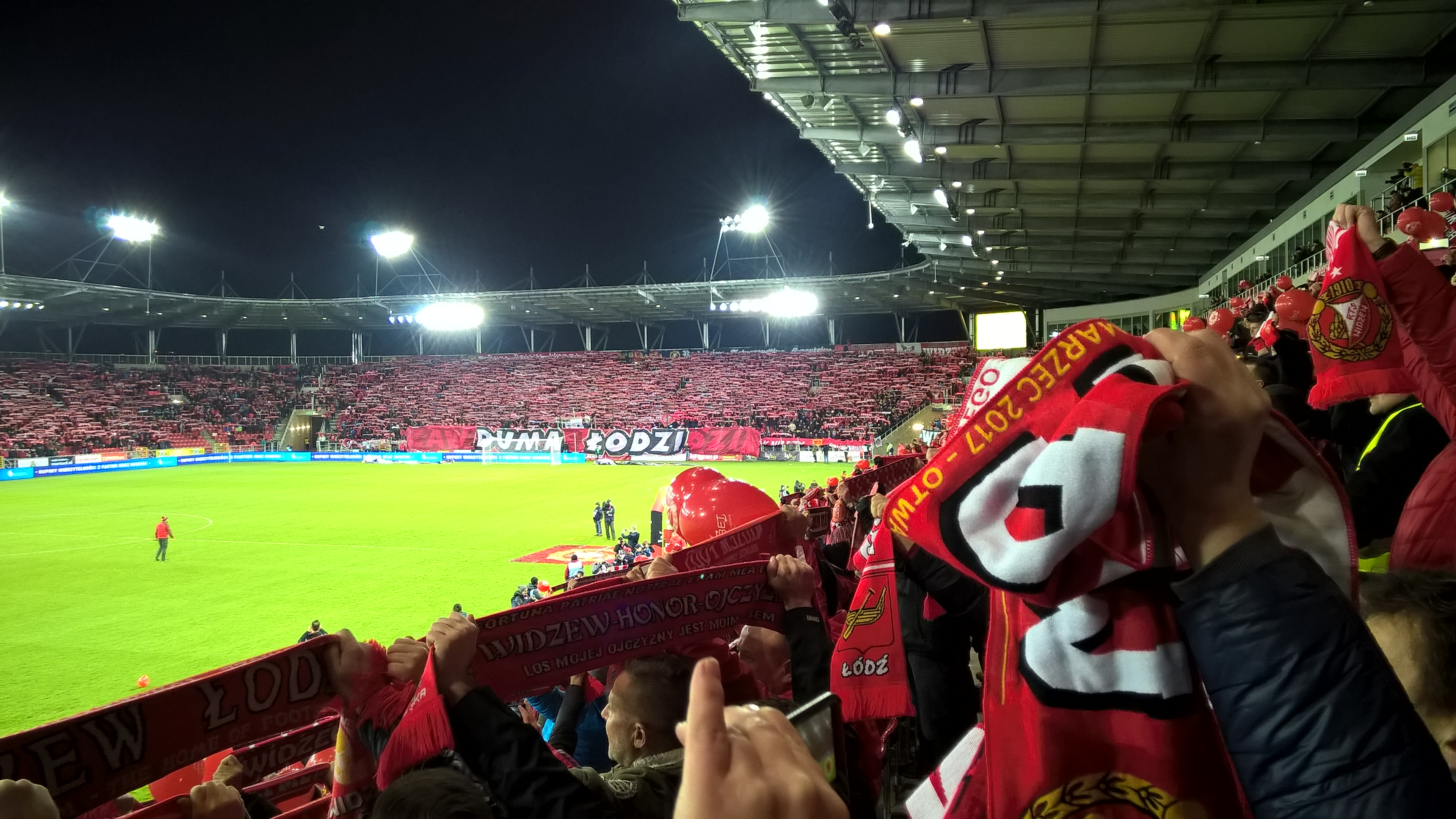
Kibice podczas meczu otwarcia w marcu 2017 (17 443 widzów)

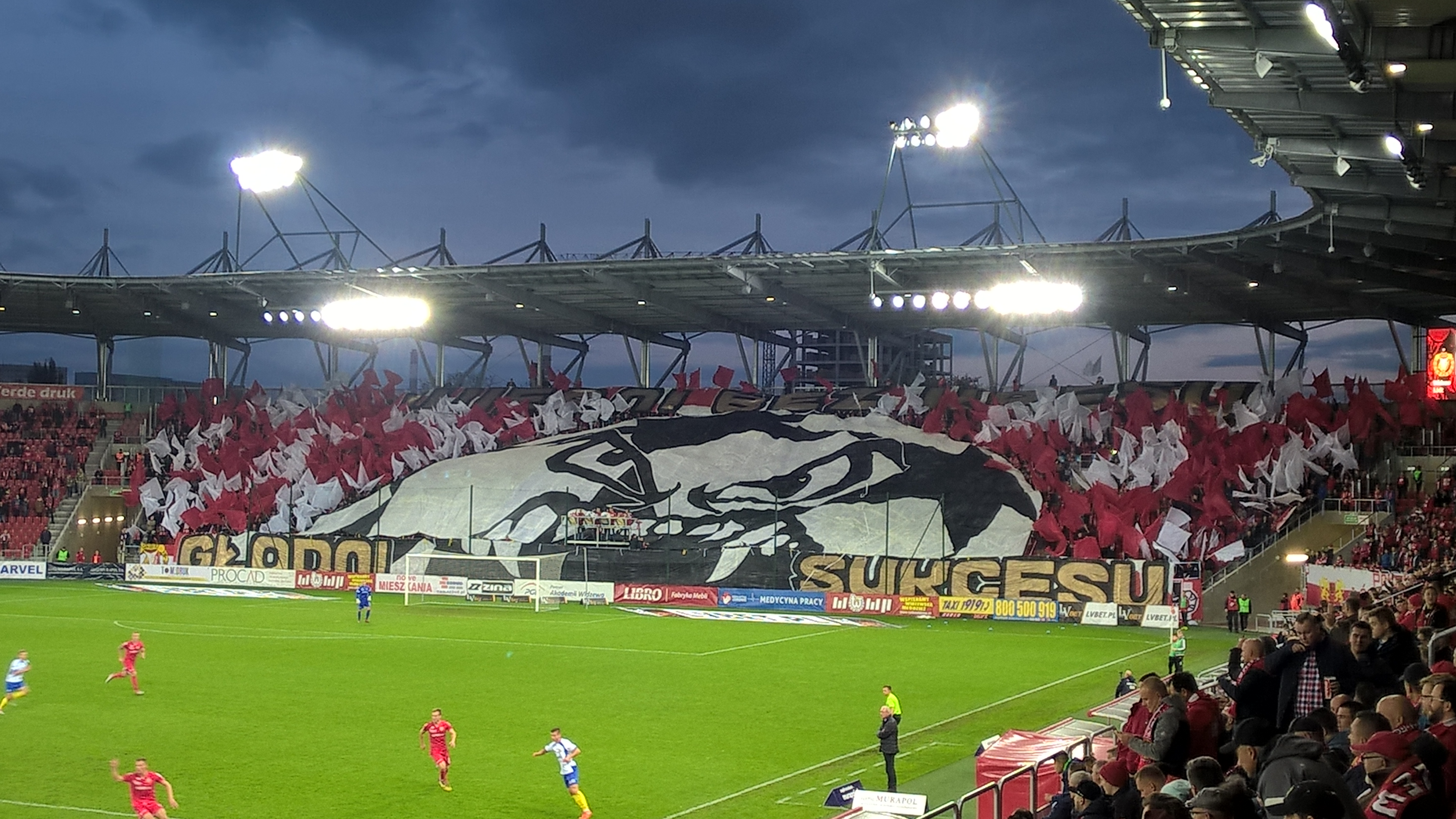
Kibice na stadionie Widzewa podczas meczu III ligowego z Turem Bielsk Podlaski, widok na trybunę „D” (październik 2017)

| Frekwencja podczas meczów Widzewa                     | Frekwencja podczas meczów Widzewa | Frekwencja podczas meczów Widzewa                      | Frekwencja podczas meczów Widzewa | Frekwencja podczas meczów Widzewa | Frekwencja podczas meczów Widzewa |
| Sezon 2016/2017 (III liga)                            | Sezon 2016/2017 (III liga)        | Sezon 2016/2017 (III liga)                             | Sezon 2016/2017 (III liga)        | Sezon 2016/2017 (III liga)        | Sezon 2016/2017 (III liga)        |
| Nr                                                    | Data                              | Mecz                                                   | Wynik                             | Frekwencja                        | Raport                            |
| ----------------------------------------------------- | --------------------------------- | ------------------------------------------------------ | --------------------------------- | --------------------------------- | --------------------------------- |
| 1.                                                    | 18.03.2017                        | Widzew – Motor Lubawa                                  | 2:0 (1:0)                         | 17 443                            | [ 135 ] [ 200 ] [ 201 ]           |
| 2.                                                    | 25.03.2017                        | Widzew – Pelikan Łowicz                                | 2:0 (1:0)                         | 11 452                            | [ 202 ] [ 203 ]                   |
| 3.                                                    | 07.04.2017                        | Widzew – Lechia Tomaszów                               | 2:1 (1:0)                         | 13 743                            | [ 204 ]                           |
| 4.                                                    | 15.04.2017                        | Widzew – Legia II Warszawa                             | 3:0 (1:0)                         | 16 800                            | [ 205 ]                           |
| 5.                                                    | 22.04.2017                        | Widzew – ŁKS Łomża                                     | 2:1 (2:0)                         | 16 300                            | [ 206 ]                           |
| 6.                                                    | 03.05.2017                        | Widzew – Huragan Wołomin                               | 2:1 (0:1)                         | 15 352                            | [ 207 ]                           |
| 7.                                                    | 13.05.2017                        | Widzew – Jagiellonia II Białystok                      | 2:0 (2:0)                         | 16 600                            | [ 208 ]                           |
| 8.                                                    | 17.05.2017                        | Widzew – ŁKS Łódź                                      | 0:0                               | 17 443                            | [ 209 ]                           |
| 9.                                                    | 22.05.2017                        | Widzew – Huragan Morąg                                 | 3:1 (1:0)                         | 13 653                            | [ 210 ]                           |
| 10.                                                   | 03.06.2017                        | Widzew – Drwęca Nowe Miasto Lubawskie                  | 0:1 (0:1)                         | 14 560                            | [ 211 ]                           |
| 11.                                                   | 14.06.2017                        | Widzew – Sokół Aleksandrów Łódzki                      | 4:1 (2:1)                         | 10 123                            | [ 212 ]                           |
| średnia frekwencja w sezonie 2016/2017: 14 860 widzów |                                   |                                                        |                                   |                                   |                                   |
| Sezon 2017/2018 (III liga)                            |                                   |                                                        |                                   |                                   |                                   |
| Nr                                                    | Data                              | Mecz                                                   | Wynik                             | Frekwencja                        | Raport                            |
| 1.                                                    | 12.08.2017                        | Widzew – Świt Nowy Dwór Mazowiecki                     | 2:0 (0:0)                         | 15 300                            | [ 213 ]                           |
| 2.                                                    | 19.08.2017                        | Widzew – Warta Sieradz                                 | 3:0 (1:0)                         | 16 150                            | [ 214 ]                           |
| 3.                                                    | 26.08.2017                        | Widzew – MKS Ełk                                       | 4:0 (0:0)                         | 16 052                            | [ 215 ]                           |
| 4.                                                    | 08.09.2017                        | Widzew – Olimpia Zambrów                               | 1:0 (0:0)                         | 16 550                            | [ 216 ]                           |
| 5.                                                    | 22.09.2017                        | Widzew – Ursus Warszawa                                | 1:1 (1:0)                         | 16 719                            | [ 217 ]                           |
| 6.                                                    | 07.10.2017                        | Widzew – Tur Bielsk Podlaski                           | 4:0 (1:0)                         | 14 711                            | [ 218 ]                           |
| 7.                                                    | 21.10.2017                        | Widzew – Pelikan Łowicz                                | 2:1 (0:0)                         | 17 246                            | [ 219 ]                           |
| 8.                                                    | 04.11.2017                        | Widzew – ŁKS Łomża                                     | 1:2 (0:2)                         | 16 521                            | [ 220 ]                           |
| 9.                                                    | 18.11.2017                        | Widzew – Sokół Ostróda                                 | 0:0                               | 14 671                            | [ 221 ] [ 222 ]                   |
| 10.                                                   | 10.03.2018                        | Widzew – Victoria Sulejówek                            | 2:0 (1:0)                         | 17 083                            | [ 223 ]                           |
| 11.                                                   | 31.03.2018                        | Widzew – Sokół Aleksandrów Łódzki                      | 2:1 (1:0)                         | 17 401                            | [ 224 ]                           |
| 12.                                                   | 14.04.2018                        | Widzew – Legia II Warszawa                             | 3:2 (2:1)                         | 17 987                            | [ 225 ]                           |
| 13.                                                   | 28.04.2018                        | Widzew – Huragan Morąg                                 | 1:1 (1:1)                         | 17 357                            | [ 226 ]                           |
| 14.                                                   | 05.05.2018                        | Widzew – Drwęca Nowe Miasto Lubawskie                  | 3:0 (1:0)                         | 16 356                            | [ 227 ]                           |
| 15.                                                   | 20.05.2018                        | Widzew – GKS Wikielec                                  | 3:0 (3:0)                         | 16 437                            | [ 228 ]                           |
| 16.                                                   | 26.05.2018                        | Widzew – Polonia Warszawa                              | 2:0 (1:0)                         | 17 521                            | [ 229 ]                           |
| 17.                                                   | 09.06.2018                        | Widzew – Lechia Tomaszów Mazowiecki                    | 0:0                               | 17 312                            | [ 230 ]                           |
| średnia frekwencja w sezonie 2017/2018: 16 551 widzów |                                   |                                                        |                                   |                                   |                                   |
| Sezon 2018/2019 (II liga)                             |                                   |                                                        |                                   |                                   |                                   |
| Nr                                                    | Data                              | Mecz                                                   | Wynik                             | Frekwencja                        | Raport                            |
| 1.                                                    | 21.07.2018                        | Widzew - Olimpia Elbląg                                | 1:0 (1:0)                         | 17 431                            | [ 231 ]                           |
| 2.                                                    | 04.08.2018                        | Widzew - Znicz Pruszków                                | 1:1 (0:0)                         | 16 821                            | [ 232 ]                           |
| 3.                                                    | 18.08.2018                        | Widzew - Gryf Wejherowo                                | 3:1 (1:1)                         | 16 321                            | [ 233 ]                           |
| 4.                                                    | 25.08.2018                        | Widzew - Resovia                                       | 2:1 (2:0)                         | 16 721                            | [ 234 ]                           |
| 5.                                                    | 08.09.2018                        | Widzew - Górnik Łęczna                                 | 3:0 (1:0)                         | 16 859                            | [ 235 ]                           |
| 6.                                                    | 15.09.2018                        | Widzew - Błękitni Stargard                             | 4:2 (4:1)                         | 16 658                            | [ 236 ]                           |
| 7.                                                    | 29.09.2018                        | Widzew - Siarka Tarnobrzeg                             | 4:0 (2:0)                         | 16 789                            | [ 237 ]                           |
| 8.                                                    | 13.10.2018                        | Widzew - Skra Częstochowa                              | 2:0 (1:0)                         | 17 754                            | [ 238 ]                           |
| 9.                                                    | 27.10.2018                        | Widzew - GKS Bełchatów                                 | 0:0                               | 17 388                            | [ 239 ]                           |
| 10.                                                   | 17.11.2018                        | Widzew - Rozwój Katowice                               | 1:1 (0:0)                         | 17 124                            | [ 240 ]                           |
| 11.                                                   | 01.12.2018                        | Widzew - Stal Stalowa Wola                             | 0:0                               | 15 726                            | [ 241 ]                           |
| 12.                                                   | 09.03.2019                        | Widzew - ROW 1964 Rybnik                               | 1:1 (0:1)                         | 17 321                            | [ 242 ]                           |
| 13.                                                   | 23.03.2019                        | Widzew - Elana Toruń                                   | 1:1 (1:1)                         | 17 412                            | [ 243 ]                           |
| 14.                                                   | 14.04.2019                        | Widzew - Pogoń Siedlce                                 | 1:1 (1:0)                         | 16 631                            | [ 244 ]                           |
| 15.                                                   | 24.04.2019                        | Widzew - Radomiak Radom                                | 0:0                               | 16 942                            | [ 245 ]                           |
| 16.                                                   | 04.05.2019                        | Widzew - Ruch Chorzów                                  | 3:0 (1:0)                         | 17 274                            | [ 246 ]                           |
| 17.                                                   | 08.05.2019                        | Widzew - Olimpia Grudziądz                             | 1:2 (0:0)                         | 16 672                            | [ 247 ]                           |
| średnia frekwencja w sezonie 2018/2019: 16 932 widzów |                                   |                                                        |                                   |                                   |                                   |
| Frekwencja podczas innych wydarzeń                    |                                   |                                                        |                                   |                                   |                                   |
| Nr                                                    | Data                              | Mecz                                                   | Wynik                             | Frekwencja                        | Raport                            |
| 1.                                                    | 08.04.2017                        | Mecz rugby Polska – Holandia                           | 14:13 (6:13)                      | ok. 8 tys.                        | [ 180 ]                           |
| 2.                                                    | 25.06.2017                        | XII SuperFinał PLFA Panthers Wrocław – Seahawks Gdynia | 55:21 (7:7; 7:7; 20:7; 21:0)      | ok. 5 tys.                        | [ 248 ]                           |
| 3.                                                    | 06.10.2017                        | Mecz piłkarski U-21 (el. ME 2019) Polska – Finlandia   | 3:3 (1:1)                         | 8 538                             | [ 249 ]                           |

### Rekord Polski w liczbie sprzedanych karnetów
Sezon 2016/2017

Przed rundą wiosenną sezonu 2016/17 rozgrywek III ligi w piłce nożnej RTS Widzew sprzedał 15 310 karnetów na mecze ligowe rozgrywane przy al. Piłsudskiego 138. Ustanowił tym samym nowy rekord Polski w liczbie sprzedanych wejściówek upoważniających do wstępu na wszystkie domowe mecze ligowe drużyny w danej rundzie. Dotychczasowy rekord należał do Lecha Poznań, którego sympatycy przed rundą wiosenną sezonu 2010/11 rozgrywek ekstraklasy zakupili 15 056 abonamentów.
Klub rozprowadzał abonamenty od listopada 2016. Przed końcem roku sprzedaż sięgnęła sześciu tysięcy stałych wejściówek, co przyjęto w stowarzyszeniu z dużym entuzjazmem, ponieważ został pobity klubowy rekord z 2011 (wynoszący ok. 5500 karnetów). Kolejne miesiące przerosły jednak oczekiwania włodarzy stowarzyszenia. W niektóre dni Widzewiacy mogli pochwalić się sprzedażą na poziomie tysiąca karnetów dziennie. W marcu 2017 sprzedaż przekroczyła ostatecznie liczbę piętnastu tysięcy.
Średnia cena karnetu (wliczając wejściówki ulgowe i zniżki) wynosiła ok. 140 zł za rundę. Karnety normalne na trybuny B i D kosztowały 135 zł, na trybuny C, A3, A4, A9 i A10 – 180 zł, natomiast na trybuny A VIP – 290 zł.
Konrad Walczak, członek zarządu RTS Widzew, tak podsumował rekordową sprzedaż abonamentów:

To jest wydarzenie na skalę światową. W wielu wcześniejszych wywiadach mówiłem, że Widzew to marka, coś, co ludzie kochają i pamiętają. Pamiętam lata świetności klubu i te emocje, które mieliśmy w duszy i sercu. Trzeba po prostu mieć swój dom, zrobić swoją otoczkę. Sami się nie spodziewaliśmy aż takiego zainteresowania. Ja jako optymista mówiłem, że sprzedamy najwyżej 9 tysięcy karnetów, bo marzyło mi się pobić Parmę. Ciekawe czy gdy stadion liczyłby 40 tysięcy krzesełek, to nie pobilibyśmy Rangers? Pamiętajmy jednak, że w Szkocji są głównie dwa kluby: Celtic F.C. i Rangers. Reszta ogląda ligę angielską, dlatego im jest dużo łatwiej kupić takie ilości karnetów. Myślę, że na pierwszy mecz dalibyśmy radę sprzedać około 30 tys. wejściówek.

Nowy rekord Polski nie umknął uwadze zagranicznych mediów. Informacja o wyczynie łódzkich kibiców była tłumaczona na wiele języków i publikowana w licznych zagranicznych gazetach i portalach.
Sezon 2017/2018

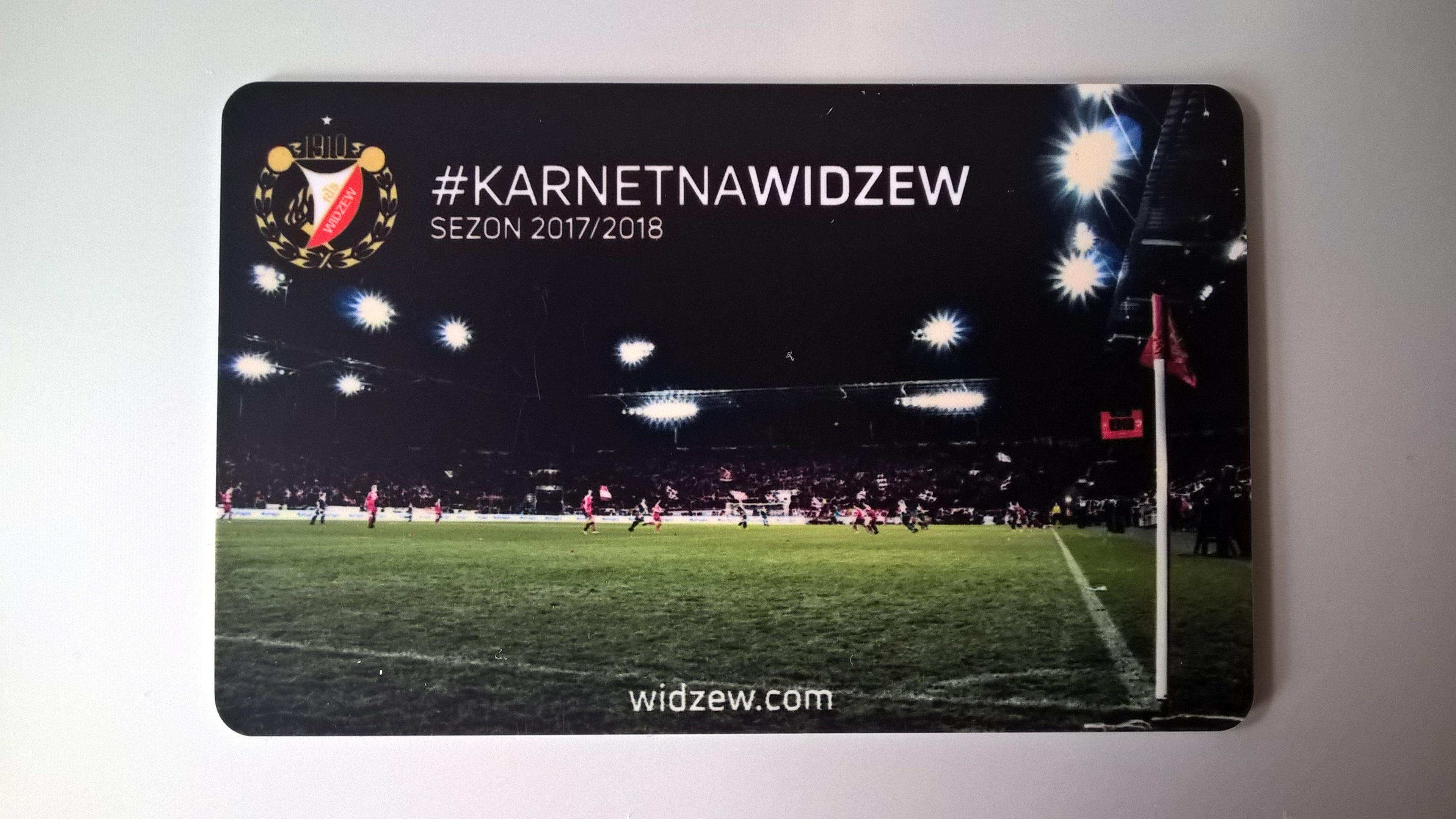
Karnet na sezon 2017/2018

Przed sezonem 2017/18 rozgrywek III ligi w piłce nożnej RTS Widzew ponownie ustanowił rekord Polski w liczbie sprzedanych karnetów. Sprzedając 15 903 stałe abonamenty na mecze ligowe rozgrywane przy al. Piłsudskiego 138 kibice Widzewa poprawili swój własny, ustanowiony wiosną, krajowy rekord. Nowy wynik sprzedaży jest wyższy od poprzedniego o 593 sztuki. Jednocześnie osiągnęli drugie miejsce na świecie w kategorii klubów 4 klasy rozgrywkowej - po Rangersach, wyprzedzając Parmęj. Spośród prawie 16 tys. karnetów, 604 stanowiły tzw. karnety fundowane (pół roku wcześniej było ich 1203). Oznacza to, że w porównaniu z poprzednim sezonem Widzew sprzedał o 1192 karnety imienne więcej.
Stałe wejściówki były sprzedawane w internecie od 23 czerwca 2017. Na początku mogły je nabyć jedynie osoby przedłużające karnet, z czego skorzystało ponad 11 tys. fanów. Spośród 15 903 karnetów 6996 to abonamenty na cały sezon, a 8310 – na rundę jesienną. Największą liczbę sprzedanych karnetów stanowiły kontynuowane abonamenty na rundę jesienną na trybunę C (2829). 1603 karnety zakupiły kobiety.

## Karty identyfikacji kibiców

### Karta Identyfikacji Kibica (KIK)
W lipcu 2007 Widzew wprowadził Kartę Identyfikacji Kibica (KIK), która stała się niezbędna do zakupu biletów na imprezy organizowane na stadionie. Od lipca 2007 można było je nabyć w wybranych salonach prasowych, od sierpnia także w siedzibie Klubu.
Na Karcie zapisywano kodem kreskowym dane kibica (imię i nazwisko oraz nr PESEL), które mógł rozszyfrować Klub za pomocą specjalnych czytników. Przy jej zakupie był obowiązek okazania dowodu tożsamości. Każda Karta posiadała swój numer i trzeba było ją okazać w kasie podczas próby zakupu wejściówki na mecz, a później przy wejściu na stadion. Wejściówki były ważne tylko z KIK o tym samym numerze. Każdy bilet był przypisany do odpowiedniego miejsca na stadionie.
Wprowadzenie Kart było spowodowane wejściem w życie znowelizowanej ustawy o organizacji imprez masowych, według której każda osoba przebywająca na stadionie musi zostać poddana procesowi identyfikacji.
Od września 2007 osoby posiadające Karty Identyfikacji Kibica uzyskały możliwość zakupu biletów on-line. Widzew był pierwszym klubem w Polsce, który samodzielnie wprowadził tego rodzaju sprzedaż biletów, poprzez własną stronę internetową i korzystając z posiadanych przez Klub rozwiązań informatycznych.

### Karta Widzewiaka
W listopadzie 2016 Widzew wprowadził Kartę Widzewiaka, czyli identyfikator kibica Widzewa w formie karty zbliżeniowej. Od rundy wiosennej sezonu 2016/2017 Karta Widzewiaka została nośnikiem dla karnetów całosezonowych, jak i biletów jednorazowych. Wejściówki kupowane przez internet oraz w kasach stadionu zostały przypisane do Karty Widzewiaka, czyniąc z niej kartę wstępu na poszczególne mecze. Rozwiązanie to miało ułatwić nabywanie biletów i karnetów uprawniających do wstępu na stadion, bez konieczności odbierania biletu czy też drukowania go w domu.
Karta Widzewiaka nie jest obowiązkowa w celu nabycia biletu na mecze Widzewa organizowane przy al. Piłsudskiego 138, jednak klub zachęca każdego kibica do jej posiadania poprzez liczne promocje i dodatkowe atrakcje dostępne wyłącznie dla posiadaczy kart. Karta Widzewiaka ma mieć charakter wieloletni.

## Obsługa komunikacyjna

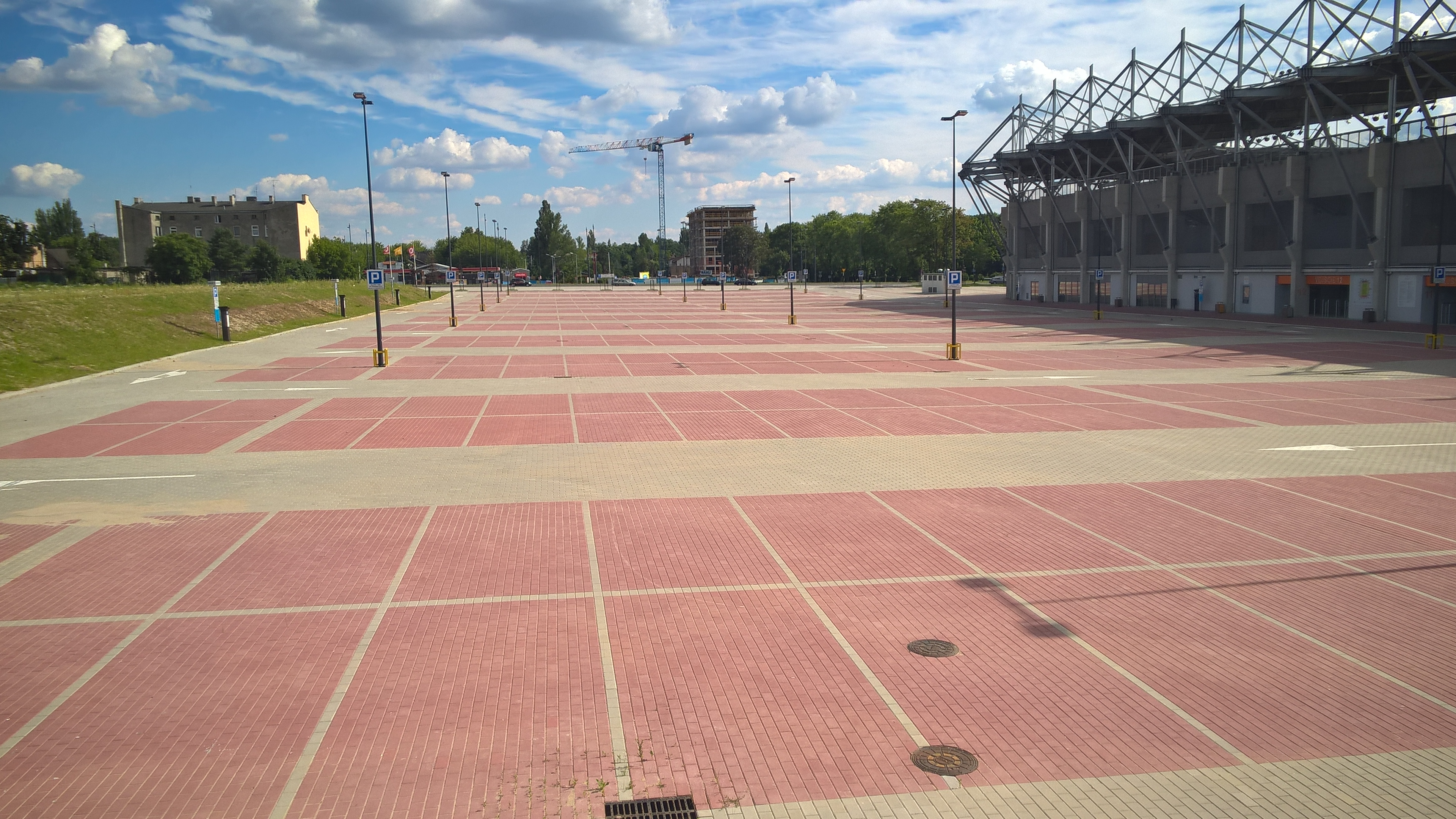
Parking obok trybuny „C” (od strony wschodniej stadionu)

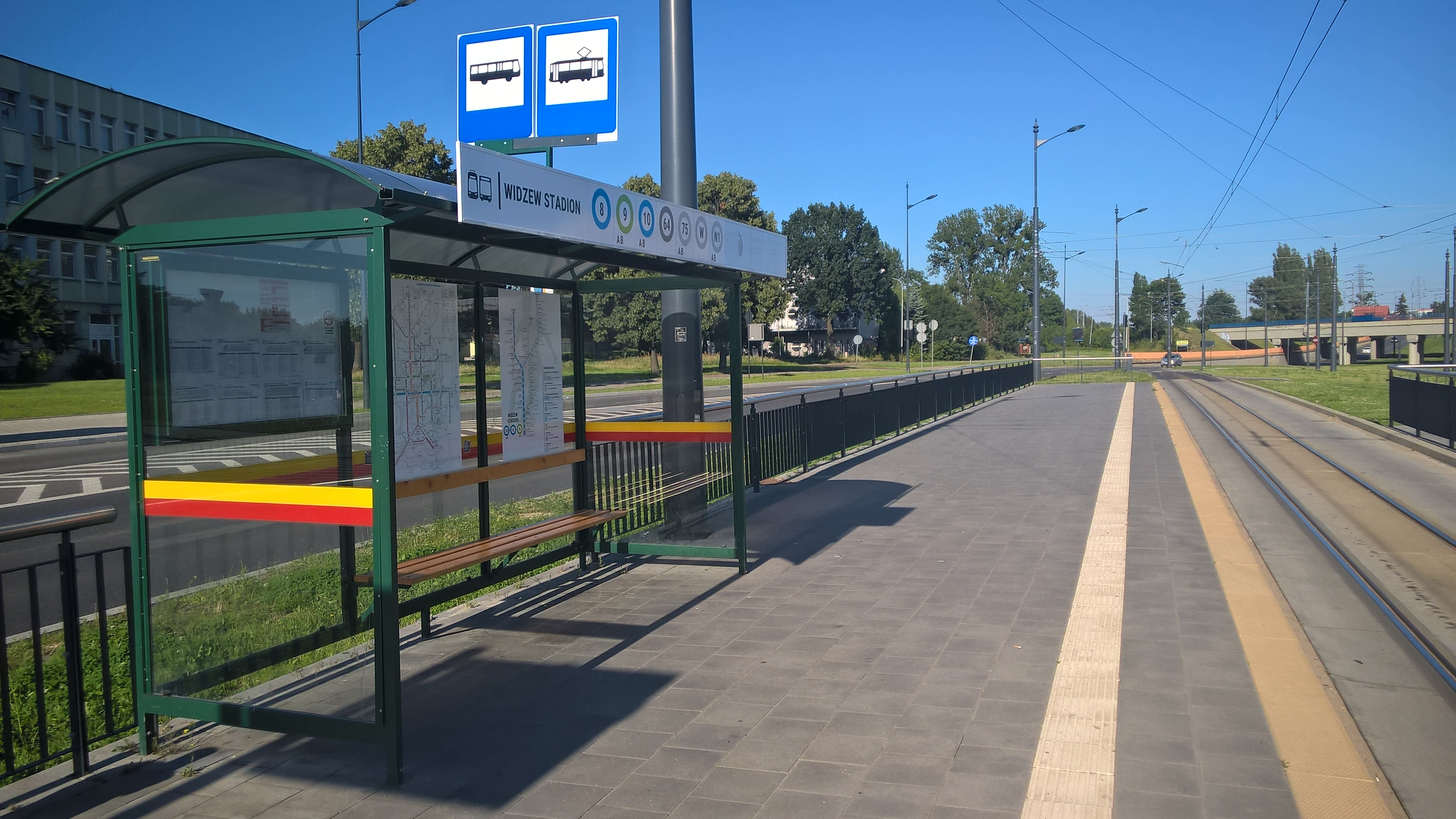
Przystanek autobusowo-tramwajowy komunikacji miejskiej w Łodzi „Widzew Stadion” (od strony południowej stadionu)

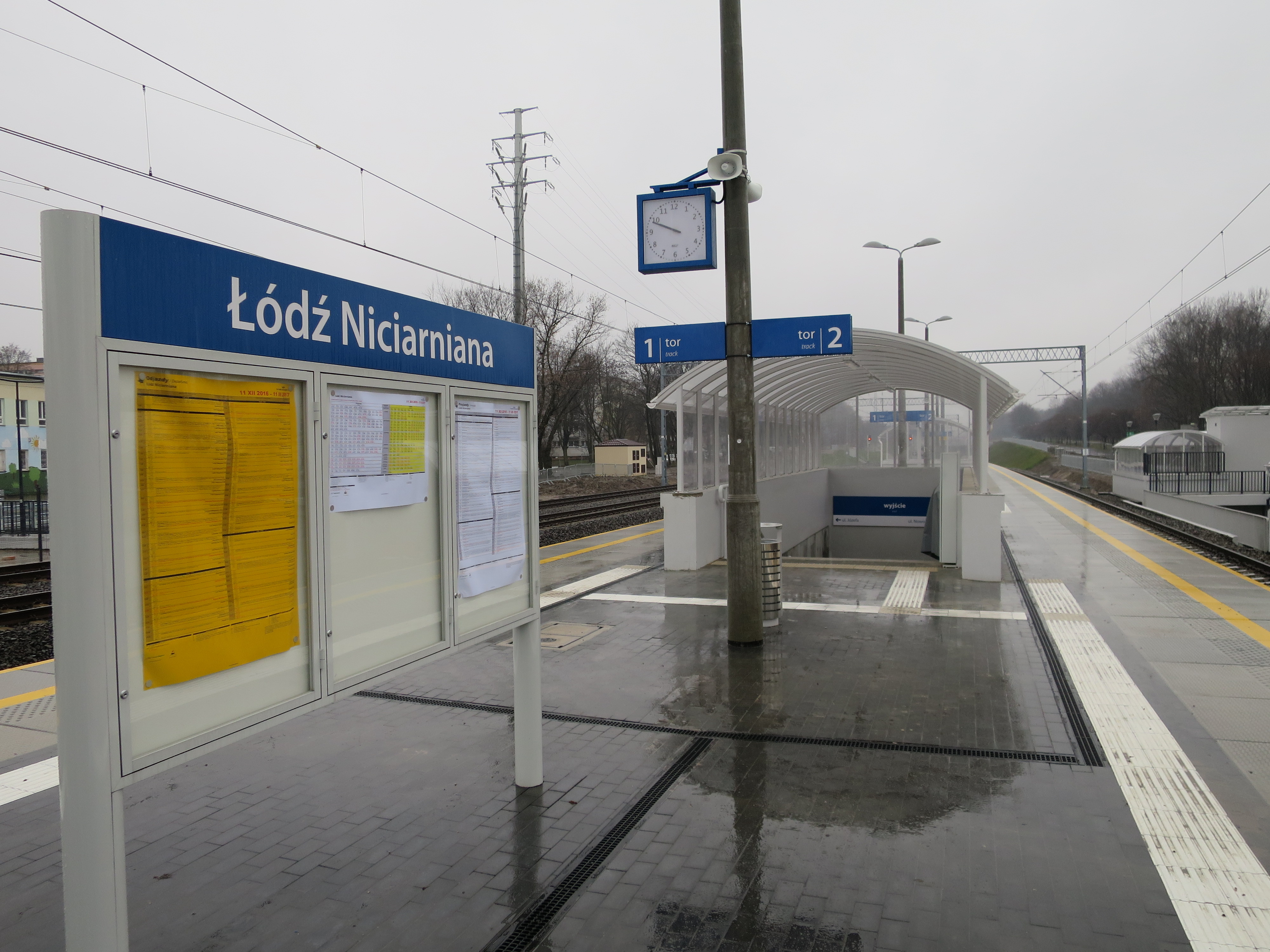
Przystanek kolejowy „Łódź Niciarniana” (od strony północnej stadionu)

Obszar stanowiący funkcjonalną całość stadionu wraz z parkingami, ciągami jezdnymi i pieszo-jezdnymi zawiera się pomiędzy przebudowanymi ulicami Tunelową (od zachodu) i Sępią (od wschodu) oraz al. Piłsudskiego (od południa) i nowo wybudowaną ul. Włodzimierza Smolarka (będącą przedłużeniem ul. Józefa na odcinku od ul. Tunelowej do ul. Widzewskiej) i torami linii kolejowej nr 458 (od północy). Obsługa komunikacyjna terenu stadionu odbywa się poprzez zjazdy na działkę z ulic Tunelowej i Włodzimierza Smolarka oraz czasowo z al. Piłsudskiego (wjazd od tej ostatniej jest uruchamiany podczas rozgrywania imprez generujących dużą widownię).
Parkingi utwardzone wydzielone dla VIP, sportowców, dziennikarzy oraz wozów transmisyjnych znajdują się obok trybuny „A” (zachodniej) – 113 stanowisk dla samochodów osobowych, 2 stanowiska dla autokarów oraz plac postojowy dla wozów transmisyjnych. Pozostałe parkingi, ogólnodostępne dla kibiców, zostały zlokalizowane obok trybuny „C” (wschodniej) – 553 stanowiska dla samochodów osobowych i 7 stanowisk dla autokarów. Łączna liczba miejsc postojowych wynosi 9 stanowisk autokarowych i ponad 660 dla samochodów osobowych (w tym 21 dla osób niepełnosprawnych). Niezależnie wzdłuż ulicy Włodzimierza Smolarka zrealizowano zatokę parkingową dla 8 autokarów. Możliwe jest przeznaczenie jej wyłącznie dla zorganizowanych grup kibiców przyjezdnych.
Za częścią trybuny „B” (północną) znajduje się wydzielona i ogrodzona strefa dla kibiców drużyny gości o powierzchni ok. 760 m², umożliwiająca postój autokaru. Teren pomiędzy stadionem a chodnikami ulic sąsiednich został utwardzony podbudową umożliwiającą wjazdy awaryjne na płytę boiska, realizowane poprzez 4 prześwity bramowe, które zlokalizowano w narożach trybun. Strefy przeznaczone wyłącznie dla ruchu pieszego wydzielono poprzez zmianę kolorystyki nawierzchni.
W bezpośrednim sąsiedztwie stadionu znajdują się wszystkie środki komunikacji miejskiej (przystanki autobusowe i tramwajowe), a także przystanek kolejowy (osobowy) – Łódź Niciarniana (od strony północnej) oraz droga rowerowa (od strony południowej). Najbliższy dworzec kolejowy – Łódź Widzew – położony jest w odległości ok. 2,5 km na wschód, a do najbliższego zjazdu z autostrady A1 jest ok. 5 km na wschód. Na zachód od stadionu, w odległości ok. 3,5 km, położona jest reprezentacyjna ulica Łodzi – Piotrkowska. Dalej na zachód, w odległości ok. 6 km, znajduje się stacja kolejowa Łódź Kaliska, w pobliżu której znajdują się stadion MOSiR (stadion ŁKS Łódź) oraz Atlas Arena.